# Kalendarium inwazji Rosji na Ukrainę – listopad 2023
| 2022        | 2023        | 2024        | 2025        |
| ----------- | ----------- | ----------- | ----------- |
| –           | styczeń     | styczeń     | styczeń     |
| luty        | luty        | luty        | luty        |
| marzec      | marzec      | marzec      | marzec      |
| kwiecień    | kwiecień    | kwiecień    | kwiecień    |
| maj         | maj         | maj         | maj         |
| czerwiec    | czerwiec    | czerwiec    | czerwiec    |
| lipiec      | lipiec      | lipiec      | lipiec      |
| sierpień    | sierpień    | sierpień    | sierpień    |
| wrzesień    | wrzesień    | wrzesień    | wrzesień    |
| październik | październik | październik | październik |
| listopad    | listopad    | listopad    | listopad    |
| grudzień    | grudzień    | grudzień    | grudzień    |

## Listopad 2023

### 1 listopada
Sztab Generalny Ukrainy podał, że kontynuowano ofensywę w kierunku Melitopola, powodując straty w sile żywej i sprzęcie. Rosja atakowała w kierunkach Kupiańska, Bachmutu, Awdijiwki, Marjinki i Szachtarska, gdzie odparto do 57 ataków. W kierunku kupiańskim i bachmuckim Ukraińcy odparli 10 ataków w rejonie Sinkiwki, Iwaniwki i Stelmachiwki, z kolei Rosjanie próbowali odzyskać pozycje w pobliżu Chromowego, Kliszczijiwki i Andrijiwki; siły ukraińskie kontynuowały ataki na południe od Bachmutu. W kierunku awdijiwskim i marjińskim siły rosyjskie kontynuowały próby otoczenia Awdijiwki, jednak wojska ukraińskie utrzymywały obronę, odpierając siedem ataków w okolicy Siewiernego i Perwomajskiego. Odparto także ponad 20 ataków w rejonie Marjinki. W kierunku szachtarskim Rosjanie przeprowadzili nieudane ataki w pobliżu Staromajorśkiego. W ciągu doby FR przeprowadziła pięć ataków rakietowych, 75 nalotów i 56 ostrzałów na pozycje ukraińskie i obszary zaludnione (odnotowano ofiary wśród cywilów oraz zniszczoną infrastrukturę). Lotnictwo Ukrainy dokonało 9 nalotów na miejsca koncentracji i trzech na przeciwlotnicze systemy rakietowe, z kolei artyleria uderzyła w pięć stacji radarowych, dwa magazyny amunicji, obszar koncentracji, dwa punkty kontrolne, trzy przeciwlotnicze systemy rakietowe i 11 jednostek artylerii.
W nocy Rosja przeprowadziła atak na terytorium Ukrainy za pomocą dronów Shahed 136/131 i jednej rakiety Ch-59, wystrzelonych z obwodu kurskiego i Primorsko-Achtarska. Według Sił Powietrznych Ukrainy zniszczono 18 z 20 dronów i pocisk Ch-59. Według lokalnych władz w ciągu ostatniej doby Rosjanie przeprowadzili ataki na dziewięć obwodów, zabijając co najmniej pięć osób (w obwodach dniepropietrowskim, chersońskim i zaporoskim) i raniąc co najmniej 14 kolejnych. Gubernator Serhij Łysak stwierdził, że siły rosyjskie przeprowadziły ataki dronami i artylerią na rejon nikopolski, zabijając jedną osobę i raniąc siedem innych. Gubernator Ołeksandr Prokudin poinformował, że w rosyjskich atakach na obwód chersoński, zginęły co najmniej trzy osoby, a cztery zostały ranne. Z kolei Gubernator Jurij Małaszko podał, że obwód zaporoski został zaatakowany 163 razy, w wyniku czego 21 miejscowości znalazło się pod ostrzałem artylerii, wyrzutni rakiet i dronów. W wyniku ataku rakiety przeciwlotniczej zginął 52-letni mieszkaniec Mahdałyniwki w rejonie zaporoskim. Władze lokalne poinformowały o zniszczeniach budynków mieszkalnych i obiektów infrastruktury. Rosyjskie media państwowe podały, że Most Krymski został tymczasowo zamknięty, a w okupowanym przez Rosję Sewastopolu wydano ostrzeżenie przed nalotem.
SG Ukrainy stwierdził, że od początku rosyjskiej inwazji w wyniku min przeciwpiechotnych i innych urządzeń wybuchowych zginęło 264 ukraińskich cywilów, w tym co najmniej 14 dzieci, a 571 kolejnych zostało rannych. Dowództwo Południa Ukrainy poinformowało, że w ciągu ostatnich 24h rosyjskie samoloty trzykrotnie zrzuciły „wybuchowe przedmioty” na cywilne szlaki transportowe na Morzu Czarnym.
Według Institute for the Study of War (ISW) armia rosyjska przygotowywała się do przeprowadzenia kolejnej fali ataków na pozycje ukraińskie w rejonie Awdijiwki, ponieważ dotychczasowe ataki nie przyniosły oczekiwanych rezultatów. Według doniesień blogerów wojennych w ostatnim czasie tempo rosyjskich działań spadło, głównie na północy i południu od miasta. Zdaniem ekspertów „siły rosyjskie mogą prowadzić kampanię przechwytywania ukraińskich celów. Przygotowują ostrzał z powietrza oraz użycie artylerii przed nową falą ataków”. Tymczasem Ukraińcy kontynuowali ofensywy w pobliżu Bachmutu i w zachodnim obwodzie zaporoskim. Z kolei wojska rosyjskie kontynuowały ataki na linii Kupiańsk–Swatowe–Kreminna, w kierunku Bachmutu, w pobliżu Awdijiwki, na zachód i południowy zachód od Doniecka, na granicy obwodu donieckiego i zaporoskiego oraz w zachodnim obwodzie zaporoskim, posuwając się naprzód na niektórych obszarach. Brytyjskie Ministerstwo Obrony podało, że w ciągu ostatniego tygodnia Rosja w wyniku ukraińskich ataków straciła co najmniej cztery wyrzutnie pocisków rakietowych dalekiego zasięgu S-400 Triumf (NATO: SA-21 Growler), z których trzy zniszczono w obwodzie ługańskim, a jedną na Krymie. Zdaniem Ministerstwa „ostatnie straty podkreślały, że rosyjski zintegrowany system obrony powietrznej nadal nie radził sobie z nowoczesną bronią precyzyjną i najprawdopodobniej zwiększy i tak już znaczne obciążenie pozostałych systemów i operatorów”.
Naczelny dowódca armii ukraińskiej generał Wałerij Załużny w wywiadzie dla brytyjskiego The Economist stwierdził, że konflikt niebezpiecznie wkraczał w nową fazę – wojnę pozycyjną ze statycznymi walkami na wyczerpanie. Według Załużnego było to korzystne dla FR, która będzie w stanie odbudować swoją siłę militarną, zyskując czas na zrekompensowanie strat osobowych i sprzętowych, oraz niosło to duże ryzyko dla Ukrainy. Przedstawił także szereg zaleceń aby przywrócić manewrowanie na polu walki oraz podał, w których elementach działań zbrojnych SZ Rosji mają przewagę lub są na podobnym poziomie z Ukrainą (wojna powietrzna i dronowa, wojna elektroniczna, ogień przeciwbateryjny), jakiego sprzętu i usług potrzebuje ukraińskie wojsko od sojuszników, aby przezwyciężyć własne deficyty i przełamać impas w wojnie z Rosją (samoloty, nowoczesne atrapy, ściślejsza współpraca w zakresie rozpoznania elektronicznego, systemy antydronowe, lepsza kontrola GPS, technologia rozpoznania artyleryjskiego, nowa lub eksperymentalna technologia rozminowywania) oraz co planuje ukraińskie wojsko w celu wzmocnienia własnej rezerwy w ramach mobilizacji. Zastępca szefa Kancelarii prezydenta Zełenskiego Ihor Żowkwa skrytykował Załużnego za rzekome posunięcie się za daleko w ujawnianiu opinii publicznej informacji z pola walki. Sekretarz prasowy Kremla Dmitrij Pieskow, komentując opinię szefa SZ Ukrainy, stwierdził, że konflikt nie znalazł się w ślepym zaułku, a wszystkie cele Rosji zostaną osiągnięte.
Niemiecki rząd poinformował, że przekazano Ukrainie 12 transporterów opancerzonych, dwa radary obserwacji powietrznej TRML-4D dla systemów IRIS-T, siedem dronów zwiadowczych Primoco One, pięć dronów nawodnych, dwa systemy ochrony AMPS dla helikopterów, 32 terminale łączności satelitarnej, cztery samochody ciężarowe o dużej ładowności z czterema naczepami, 12 samochodów ciężarowych MAN TGS oraz 30 tys. zestawów odzieży zimowej, 10 tys. okularów ochronnych i drukarkę PCB (3D). Niemcy obiecały także przekazanie w przyszłości 25 czołgów Leopard 1A5 w ramach projektu finansowanego wspólnie z Danią. Południowokoreański wywiad (NIS) podał, że Rosja otrzymała od Korei Północnej milion pocisków artyleryjskich. Ponieważ zużycie pocisków artyleryjskich podczas wojny rosyjsko-ukraińskiej jest ogromne, amunicja wystarczy na dwa miesiące, jeśli intensywność zostanie utrzymana.
Premier Włoch Giorgia Meloni rozmawiała z parą Rosjan udających afrykańskich przywódców. Podczas 13-minutowej rozmowy przyznała, że „ze wszystkich stron jest duże zmęczenie” wojną na Ukrainie, dodając, że „zbliża się czas, kiedy wszyscy zrozumieją, że potrzebujemy zakończenia” konfliktu.

### 2 listopada
Rosyjska armia przekroczyła linię kolejową w pobliżu wsi Stepowe i rozpoczęła atak w kierunku północnych obrzeży Awdijiwki. Rosyjska piechota zajęła pozycje za torami kolejowymi i przygotowywała się do ewentualnego rozszerzenia strefy działań wojennych, w tym do ataku na koksownię, która jest kluczowym obiektem w okolicy, kontrolującym dostęp do miasta. Zdobycie zakładu mogłoby doprowadzić do wzrostu napięcia i stopniowego ataku na miasto. W okresie działań wojennych w Awdijiwce nie utworzono żadnych pozycji obronnych i konieczne było aktywne budowanie umocnionych pozycji. Rosjanie kontynuowali działania także na południe od miasta, gdzie rozszerzali swoją penetrację w rejonie kamieniołomu w pobliżu wsi Opytne, stanowiącego drugą linię ataku w kierunku Awdiejewki. Sytuacja w tym obszarze stawała się coraz bardziej napięta. Prezydent Wołodymyr Zełenski powiedział, że armia rosyjska próbowała nacierać na Wuhłedar w obwodzie donieckim, ale została odparta przez ukraińskich żołnierzy, w wyniku czego Rosjanie ponieśli ciężkie straty, w tym kilkadziesiąt pojazdów wojskowych i dużą liczbę ofiar. Ministerstwo Reintegracji Terytoriów Czasowo Okupowanych Ukrainy poinformowało, że ze względu na trudną „sytuację bezpieczeństwa” władze nakazały obowiązkową ewakuację 275 dzieci oraz ich rodziców lub opiekunów z 66 miejscowości w rejonie kupiańskim w obwodzie charkowskim. Według ukraińskich statystyk od początku inwazji 24 lutego 2022 roku, liczba zabitych Rosjan przekroczyła 300 tys. osób.
SG Ukrainy oświadczył, że kontynuowano ofensywę w kierunku Melitopola, powodując straty w sile żywej i sprzęcie. Rosjanie atakowali w kierunkach Kupiańska, Bachmutu, Awdijiwki, Marjinki, Szachtarska i Zaporoża, gdzie odparto do 50 ataków. W kierunku kupiańskim i bachmuckim Ukraińcy odparli ok. 10 ataków w rejonie Sinkiwki, Petropawliwki i Iwaniwki, z kolei siły rosyjskie próbowały odzyskać pozycje w pobliżu Kliszczijiwki i Andrijiwki (10 ataków); wojska ukraińskie kontynuowały ataki na południe od Bachmutu. W kierunku awdijiwskim i marjińskim Rosjanie kontynuowali próby otoczenia Awdijiwki, jednak Ukraińcy utrzymywali obronę, odpierając ok. 10 ataków w okolicy Stepowego, Tonenke, Siewiernego i Perwomajskiego. Odparto także ponad 20 ataków w rejonie Marjinki i Nowomychailiwki. W kierunku szachtarskim i zaporoskim siły rosyjskie przeprowadziły nieudane ataki w okolicy Preczistiwki, Staromajorśkiego i Robotyne. W ciągu 24h armia rosyjska przeprowadziła siedem ataków rakietowych, 70 nalotów i 93 ostrzały na pozycje ukraińskie i obszary zaludnione (odnotowano ofiary wśród cywilów oraz zniszczoną infrastrukturę). Ukraińskie lotnictwo dokonało 13 nalotów na miejsca koncentracji i dwóch na przeciwlotnicze systemy rakietowe; artyleria zaatakowała punkt kontrolny, cztery obszary koncentracji, stację walki radioelektronicznej, magazyn amunicji i osiem jednostek artylerii.
Prokuratura regionalna podała, że w wyniku rosyjskich ataków na obwód chersoński zginęło dwóch mężczyzn, a jeden został ranny. W wyniku nalotu na Berysław zginął 72-letni mężczyzna, a 64-letni został ranny, z kolei podczas ostrzału w rejonie kachowskim zginął 60-letni mężczyzna. Gubernator Ołeksandr Prokudin poinformował, że Rosjanie przez całą noc ostrzeliwali wieś Stanisław, atakując ją ponad 40 razy. W wyniku ostrzału zginęła starsza kobieta. Zniszczeniu uległy budynki liceum, miejscowej przychodni oraz domy prywatne. Z kolei Ministerstwo Obrony Rosji stwierdziło, że nad ranem zniszczono sześć ukraińskich dronów, w tym jeden nad Morzem Czarnym i pięć nad Krymem.
Brytyjskie MON podało, że w ostatnich tygodniach operacje rosyjskie i ukraińskie były kontynuacją trendu, który został zidentyfikowany od jej rozpoczęcia: równowaga sił w walce lądowej faworyzowała stronę broniącą się. Na południu ukraińską ofensywę powstrzymywały dwie główne linie rosyjskich pozycji obronnych, a z kolei w okolicach Awdijiwki duży rosyjski atak rozbił się o silną obronę ukraińską. Ważnym czynnikiem tego zjawiska było względne osłabienie taktycznych sił powietrznych; obie strony utrzymywały skuteczną obronę przeciwlotniczą, uniemożliwiając samolotom przeciwnika zapewnienie skutecznego wsparcia powietrznego dla ataków lądowych. Zdaniem Ministerstwa to „przede wszystkim rozmiar konfliktu utrudniał ofensywy: obie strony miały trudności z zebraniem sił uderzeniowych zdolnych do przełamania, ponieważ większość zmobilizowanych wojsk była potrzebna do utrzymania 1200 km linii frontu”.
W opinii ISW siły ukraińskie zrobiły postępy w rejonie Bachmutu i kontynuowały ofensywę w zachodnim obwodzie zaporoskim. Materiał geolokalizowany wskazywał, że Ukraińcy posunęli się naprzód na północny wschód od linii kolejowej w pobliżu Kliszczijiwki. Źródła rosyjskie podały, że 1 listopada wojska ukraińskie przeprowadziły atak rakietowy na kwaterę główną rosyjskiego Zgrupowania Sił „Dniepr” w obwodzie chersońskim. Z kolei wojska rosyjskie przeprowadziły ataki na linii Kupiańsk–Swatowe–Kreminna, w pobliżu Bachmutu i Awdijiwki, na zachód i południowy zachód od Doniecka, na granicy obwodu donieckiego i zaporoskiego oraz w zachodnim obwodzie zaporoskim, posuwając się naprzód na niektórych obszarach. Ponadto rosyjskie siły nieregularne w dalszym ciągu tworzyły nowe oddziały szturmowe i zachęcały do rekrutacji, oferując rekrutom półniezależność od rosyjskiego Ministerstwa Obrony.
Agencja informacyjna Yonhap, cytując południowokoreańskich urzędników wojskowych, podała, że Korea Północna dostarczyła Rosji kilka rodzajów rakiet do użytku na Ukrainie, w tym „pociski balistyczne krótkiego zasięgu, rakiety przeciwpancerne i przenośne rakiety przeciwlotnicze” oraz karabiny, wyrzutnie rakiet, moździerze i pociski. Szacowano, że Pjongjang wysłał do Rosji ok. 2000 kontenerów z bronią i amunicją. Izba Reprezentantów Stanów Zjednoczonych przyjęła ustawę przewidującą pomoc dla Izraela w wysokości 14,3 miliarda dolarów, jednak prezydent Joe Biden obiecał zawetować tę ustawę, jeśli nie będzie zawierała wsparcia dla Ukrainy. Kongresmeni Partii Demokratycznej sprzeciwili się ustawie niezawierającej jakiejkolwiek pomocy dla Ukrainy i wezwali do połączenia tej ustawy z dodatkową pomocą w zakresie bezpieczeństwa dla Kijowa, lecz wielu członków Partii Republikańskiej sprzeciwiało się wysyłaniu większej pomocy na Ukrainę.
Wicepremier i Minister Gospodarki Julija Swyrydenko stwierdziła, że powojenne ożywienie gospodarcze Ukrainy będzie wymagało powrotu 4,5 mln osób, które uciekły za granicę. Według Organizacji Narodów Zjednoczonych ponad 6 milionów ludzi uciekło z Ukrainy podczas rosyjskiej inwazji na pełną skalę, ale tylko 1 milion wrócił. Pomimo rosyjskich nalotów na obiekty portowe od września br. do ukraińskich portów na Morzu Czarnym zawinęło ponad 70 statków handlowych; rzecznik marynarki wojennej Dmytro Pletentsczuk oszacował wielkość eksportu na prawie 1,5 miliona ton towarów rolnych miesięcznie. W czasie trwania umowy o eksporcie ukraińskiego zboża, którą do lata wspierała Rosja, średnia wynosiła 2,8 mln ton.
Według informacji ze strony internetowej rosyjskiego rządu prezydent Rosji Władimir Putin podpisał ustawę unieważniającą ratyfikację przez Rosję traktatu o całkowitym zakazie prób z bronią jądrową.

### 3 listopada

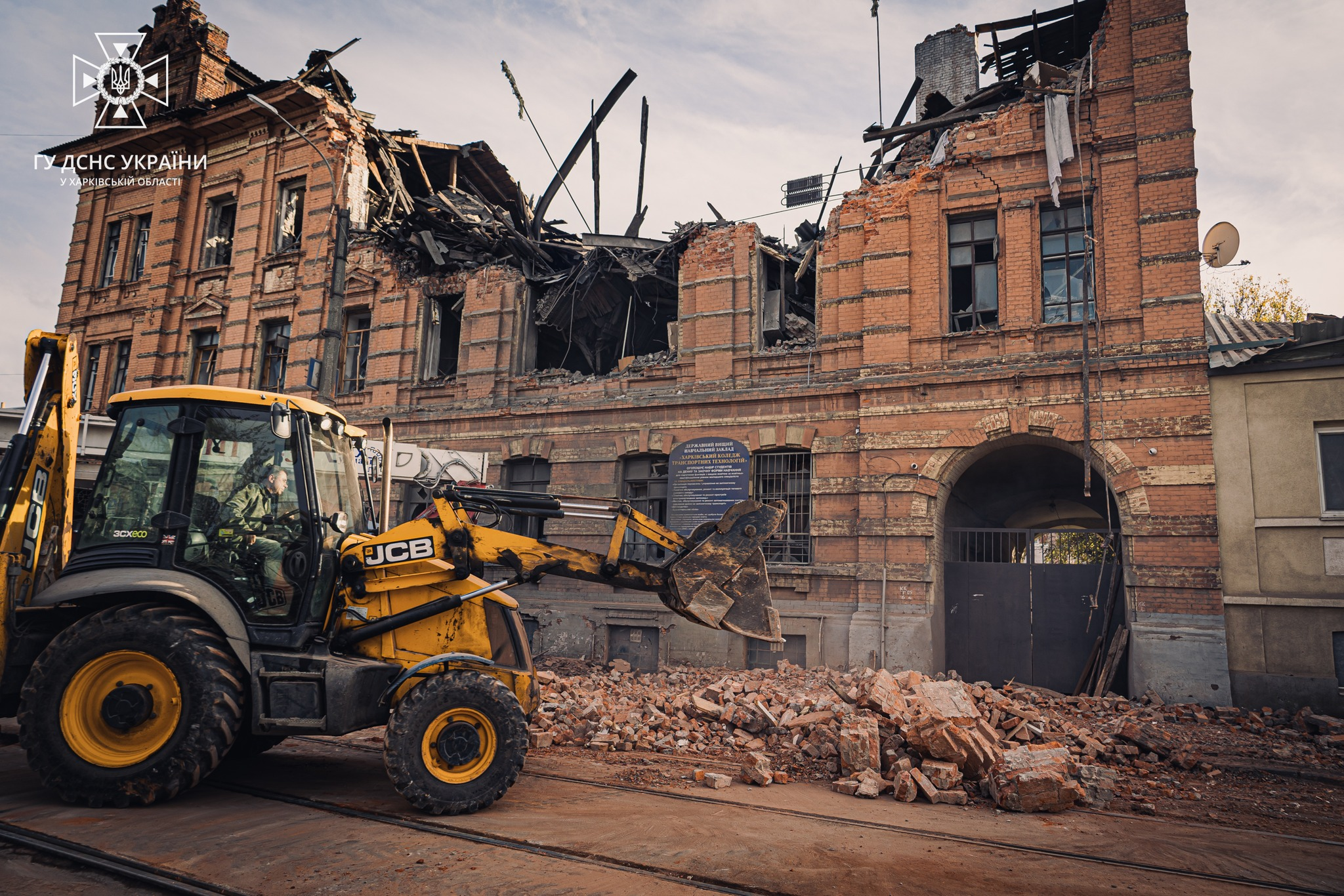
Charkowska Wyższa Szkoła Technologii Transportu po nocnym ataku dronów.

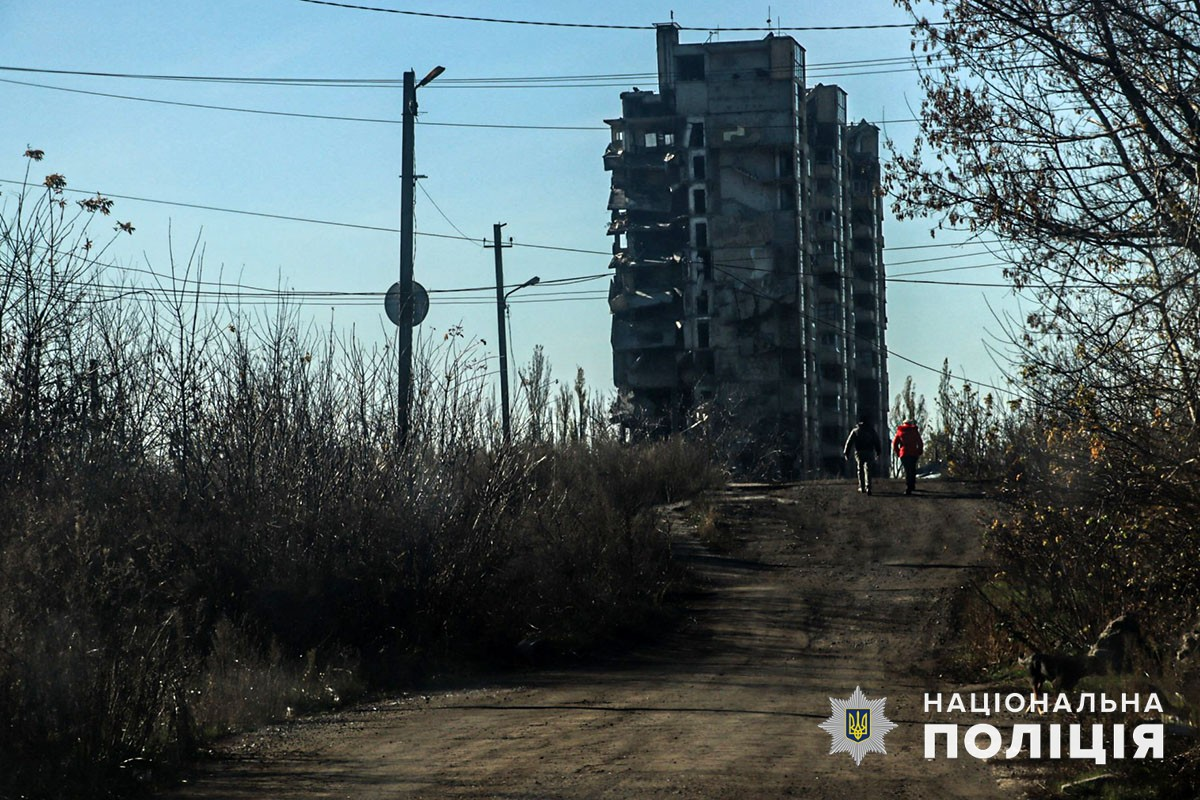
Budynek mieszkalny w Awdijiwce po rosyjskich nalotach.

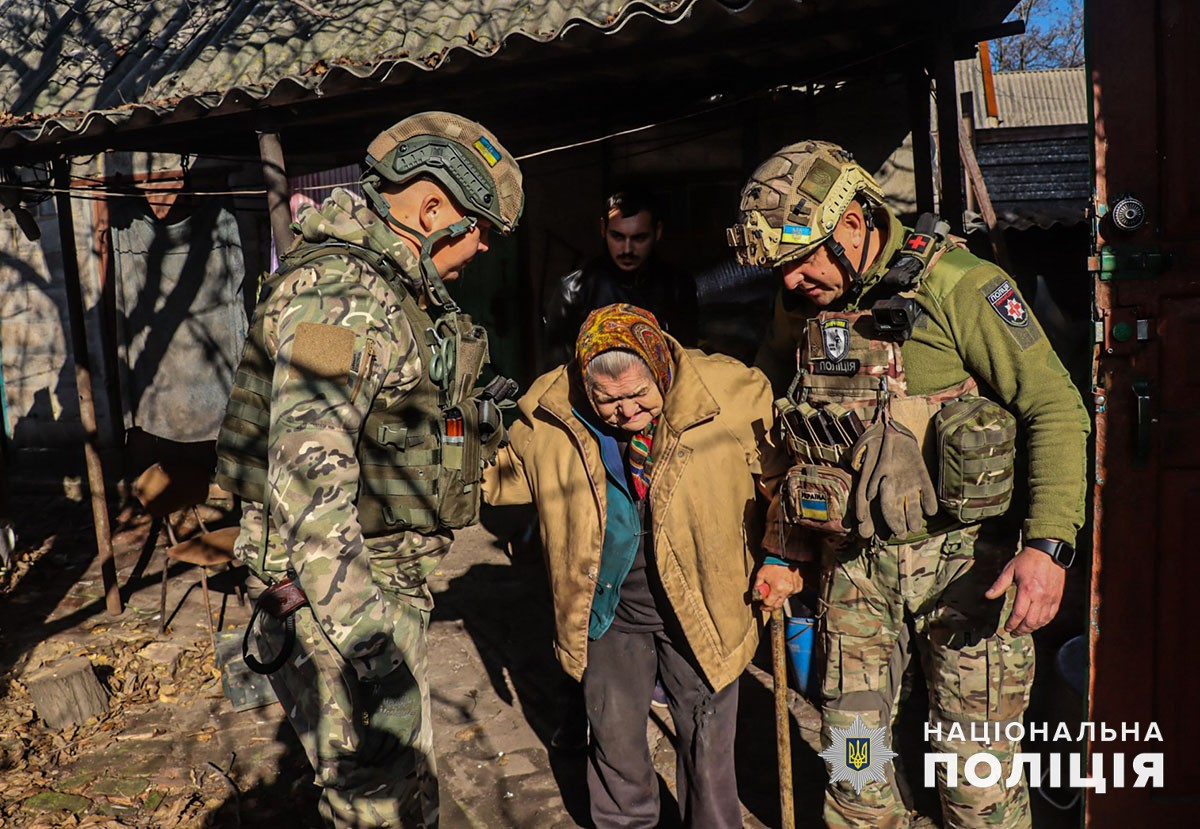
Podczas walk o miasto ukraińska policja ewakuuje kobietę ze wsi Berdyczi niedaleko Awdijiwki.

Szef Wojskowej Administracji Witalij Barabasz poinformował, że „Rosjanie prowadzili ostrzał artyleryjski na Awdijiwkę, przede wszystkim na pozycje Ukraińców na flankach wokół miasta. Nie rezygnowali też ze szturmów piechoty”, dodając, że „zanosi się na jeszcze większe uderzenie. Wróg atakował piechotą, nie wykorzystywał na razie pojazdów pancernych. Rozumiemy, że z dnia na dzień rozpocznie się trzecia fala ofensywy”. Rosjanie prawdopodobnie zaatakują położony na północny zachód od miasta kombinat koksochemiczny, ponieważ fabryka stanowi kluczowy dla obrony miasta punkt oporu Ukraińców.
Ukraiński SG podał, że kontynuowano ofensywę w kierunku Melitopola, powodując straty w sile żywej i sprzęcie. FR atakowała w kierunkach Kupiańska, Łymanu, Bachmutu, Awdijiwki, Marjinki, Szachtarska i Zaporoża, gdzie odparto do 66 ataków. W kierunku kupiańskim i bachmuckim Ukraińcy odparli ok. 10 ataków w rejonie Sinkiwki, Iwaniwki, Stelmachiwki i Werchniokamjanśkego, z kolei Rosjanie próbowali odzyskać pozycje w pobliżu Kliszczijiwki i Andrijiwki (ok. 10 ataków); wojska ukraińskie kontynuowały ataki na południe od Bachmutu. W kierunku awdijiwskim i marjińskim Rosjanie kontynuowali próby otoczenia Awdijiwki, jednak Ukraińcy utrzymywali obronę, odpierając ok. 20 ataków w okolicy Stepowego, Tonenke, Awdijiwki, Siewiernego i Perwomajskiego. Odparto także ok. 20 ataków w rejonie Marjinki i Nowomychailiwki. W kierunku szachtarskim i zaporoskim siły rosyjskie przeprowadziły nieudane ataki w okolicy Staromajorśkiego i Robotyne. W ciągu doby Rosja przeprowadziła dwa ataki rakietowe, 62 naloty i 77 ostrzałów na pozycje ukraińskie i obszary zaludnione (odnotowano ofiary wśród cywilów oraz zniszczoną infrastrukturę). Ukraińskie lotnictwo dokonało 9 nalotów na miejsca koncentracji i dwóch na przeciwlotnicze systemy rakietowe; z kolei artyleria zaatakowała siedem obszarów koncentracji, stację walki radioelektronicznej, stację radarową, dwa składy amunicji i 10 jednostek artylerii. Rosyjski zakłócacz sygnału GPS „Pole-21” w obwodzie zaporoskim został zniszczony za pomocą bomby JDAM.
Według doniesień wczesnym rankiem Rosja przeprowadziła największy w ostatnich tygodniach atak dronów, uszkadzając obiekty cywilne i infrastrukturę krytyczną w obwodach charkowskim, odeskim, chersońskim, iwanofrankiwskim i lwowskim. Rosyjskie drony atakowały kilkoma falami, a sam nalot trwał kilka godzin. Ukraińskie Siły Powietrzne podały, że zniszczono 24 z 38 dronów Shahed 136/131 i jeden pocisk Ch-59. Lokalna policja stwierdziła, że armia rosyjska wystrzeliła co najmniej 10 dronów w kierunku Charkowa i jego przedmieść, powodując liczne pożary i niszcząc infrastrukturę cywilną. W rejonach osnowiańskim i szewczenkowskim odnotowano zniszczenia domów prywatnych, placówek oświatowych i samochodów. Spłonęły także budynek mieszkalny, stacja benzynowa i budynek administracyjny. Gubernator stwierdził, że wojska rosyjskie zaatakowały okolice Nikopola siedem razy, raniąc co najmniej jednego cywila.
Prorosyjski szef okupowanego obwodu chersońskiego Wołodymyr Saldo stwierdził, że w wyniku ukraińskiego ostrzału w Czapłynce zginęło dziewięć osób. Lokalny urzędnik Konstantin Basiuk oskarżył Ukraińców o „ataki na infrastrukturę cywilną” w rejonie Czapłynki, w tym na miejscowy urząd emerytalny i urząd pracy. Ukraiński wywiad wojskowy podał, że samochód należący do Igora Kuzniecowa, dyrektora generalnego rosyjskiego producenta broni GosNIImash, został podpalony w Niżnym Nowogrodzie przez członków „ruchu oporu”.
Według doniesień mediów ukraińskich, potwierdzonych później przez Dowództwo SZ Ukrainy, ok. 10:00–11:00 wojska rosyjskie przeprowadziły atak rakietowy Iskander-M na zgromadzony podczas prezentacji i wręczania nagród (z okazji Dnia Wojsk Rakietowych i Artylerii) personel 128 Oddzielnej Górskiej Zakarpackiej Brygady Szturmowej w przyfrontowej wsi w obwodzie zaporoskim. W wyniku ataku zginęło 28 osób, a 53 zostały ranne. Ukraińska prawda podała informację o śmierci ponad 20 żołnierzy ukraińskich, z kolei rosyjski kanał na Telegramie „Rybar” podał liczbę ok. 50 zabitych. Dowództwo Ukrainy nie skomentowało liczby ofiar śmiertelnych. Następnie minister obrony Rustem Umierow zarządził przeprowadzenie wszechstronnego śledztwa w sprawie zdarzenia, złożył kondolencje rodzinom poległych żołnierzy i zapewnił, że wszystkie zaistniałe sytuacje zostaną wyjaśnione. Obwód zakarpacki ogłosił trzydniową żałobę po poległych żołnierzach 128 Brygady.
Prezydent Zełenski podpisał dekret prezydencki o odwołaniu generała Wiktora Horenki ze stanowiska dowódcy ukraińskich Sił Operacji Specjalnych i zastąpieniu go przez dowódcę Serhija Łupańczuka na wniosek ministra obrony Rustema Umierowa.
W ocenie ISW Rosjanie przygotowywali się do „trzeciej serii dużych ataków pod Awdijiwką” i „trzeciego zmasowanego szturmu” na to miasto, którego celem będzie zakład koksowniczy oligarchy Rinata Achmetowa. Siły ukraińskie kontynuowały ofensywy w pobliżu Bachmutu i w zachodnim obwodzie zaporoskim. Z kolei wojska rosyjskie przeprowadziły ataki na linii Kupiańsk–Swatowe–Kreminna, w pobliżu Bachmutu i Awdijiwki, na zachód i południowy zachód od Doniecka, w pobliżu Wuhłedaru, na granicy obwodu donieckiego i zaporoskiego oraz w zachodnim obwodzie zaporoskim, posuwając się naprzód na niektórych obszarach. Brytyjskie MON oświadczyło, że w ciągu ostatnich trzech tygodni Rosja prawdopodobnie straciła ok. 200 pojazdów opancerzonych podczas ataków na Awdijiwkę, a od początku października kilka tysięcy żołnierzy. Straty pojazdów były efektem względnej skuteczności ukraińskiej ręcznej broni przeciwpancernej, min, amunicji zrzucanej przez drony i precyzyjnych systemów artyleryjskich. W reakcji na te straty Rosjanie prawdopodobnie przestawili się na przeprowadzanie ataków z wykorzystaniem piechoty.
Według Ośrodka Studiów Wschodnich (OSW) wojska rosyjskie zwiększyły kontrolowany przez siebie obszar na północ i południowy zachód od Awdijiwki oraz na północno-wschodnich i południowych obrzeżach miasta. Niewielkie postępy poczyniły też na wschód od Kupiańska i na południowy zachód od Wełykiej Nowosiłki. Rosjanie powstrzymali próby poszerzenia przez Ukraińców przyczółku na lewym brzegu Dniepru w rejonie miejscowości Krynky, lecz nie wyparli ich z jej zachodniej części. Zmian nie przyniosły także podjęte przez Ukraińców próby ataku na pozycje rosyjskie na południe od Orichiwa oraz rosyjskie ataki na północny i południowy zachód od Bachmutu, i w zachodniej części Marjinki.
Holenderska minister obrony Kajsa Ollongren obiecała Ukrainie amunicję o wartości 500 mln euro. Stany Zjednoczone zapowiedziały kolejny pakiet pomocy wojskowej dla Ukrainy o wartości 425 milionów dolarów, który obejmował m.in. amunicję do NASAMS i M142 HIMARS, pociski artyleryjskie 155 mm i 105 mm, broń przeciwpancerną Javelin i AT-4 oraz 12 ciężarowek do transportu ciężkiego sprzętu. Generał dywizji Bundeswehry Christian Freuding powiedział, że Niemcy w swoim planowaniu budżetu do 2032 roku przeznaczyły środki dla Ukrainy. Dodał także, że od czasu inwazji w Niemczech przeszkolono ponad 8 tys. ukraińskich żołnierzy.
Ministerstwo Obrony Ukrainy zapowiedziało zmianę procesu testowania broni produkowanej w kraju i usunięcie niektórych wymagań testowych, które nie mają związku z możliwościami bojowymi broni produkowanej w kraju. Uważano, że tak długie testy nie są konieczne w czasie wojny, szczególnie biorąc pod uwagę produkcję broni.

### 4 listopada
SG Ukrainy poinformował, że kontynuowano ofensywę w kierunku Melitopola, powodując straty w sile żywej i sprzęcie. Rosja atakowała w kierunkach Kupiańska, Łymanu, Bachmutu, Awdijiwki, Marjinki i Szachtarska, gdzie odparto do 82 ataków. W kierunku kupiańskim, łymańskim i bachmuckim Ukraińcy odparli ok. 10 ataków w rejonie Sinkiwki i Iwaniwki, cztery ataki w okolicy Biłohorwiki i Spirnego, z kolei siły rosyjskie próbowały odzyskać pozycje w pobliżu Chromowego, Kliszczijiwki i Andrijiwki (ok. 10 ataków); wojska ukraińskie kontynuowały ataki na południe od Bachmutu. W kierunku awdijiwskim i marjińskim Rosjanie kontynuowali próby otoczenia Awdijiwki, jednak siły ukraińskie utrzymywały obronę, odpierając ponad 20 ataków w okolicy Stepowego, Siewiernego, Awdijiwki i Perwomajskiego. Odparto także ponad 20 ataków w rejonie Marjinki i Nowomychailiwki. W kierunku szachtarskim siły rosyjskie przeprowadziły nieudane ataki w okolicy Staromajorśkiego. W ciągu dnia Rosjanie przeprowadzili siedem ataków rakietowych, 24 naloty i 64 ostrzały na pozycje ukraińskie i obszary zaludnione (odnotowano ofiary wśród cywilów oraz zniszczoną infrastrukturę). Lotnictwo Ukrainy dokonało trzech nalotów na miejsca koncentracji i jednego na kompleks rakiet przeciwlotniczych; artyleria trafiła w jedną jednostkę artylerii.
Armia ukraińska oświadczyła, że przeprowadziła wieczorem atak rakietowy (za pomocą Storm Shadow) na infrastrukturę morską i portową stoczni Zaliw Shipbuilding, znaną również jako stocznia BE Butoma, w Kerczu na Krymie, uderzając w suchy dok i niszcząc lub uszkadzając rosyjski okręt rakietowy „Askold”, „jeden z najnowocześniejszych okrętów rosyjskiej marynarki wojennej, nośnik rakiet manewrujących Kalibr”. Szef Krymu Siergiej Aksionow stwierdził, że „szczątki zestrzelonych rakiet spadły na terytorium jednego z suchych doków. Nie było ofiar”. Rosyjskie agencje, powołując się na rosyjskie Ministerstwo Obrony, podały, że Ukraina uderzyła w stocznię 15 rakietami manewrującymi, uszkadzając jeden okręt; systemy przeciwlotnicze miały zniszczyć 13 pocisków. Później dowódca Sił Powietrznych Mykoła Ołeszczuk potwierdził zniszczenie okrętu Floty Czarnomorskiej.
Według Sił Powietrznych Ukrainy armia rosyjska wystrzeliła trzy rakiety manewrujące Iskander-K na obwody połtawski i dniepropetrowski; wszystkie rakiety zostały zestrzelone. Gubernator Filip Pronin poinformował, że jedna kobieta zginęła, a dwoje dzieci zostało rannych w wyniku ataku na obwód połtawski; szczątki rakiety uszkodziły kilka budynków mieszkalnych w dzielnicy Mirhorodu. W obwodzie dniepropetrowskim celem rosyjskiego ataku były obiekty infrastruktury. Gubernator Ołeksandr Prokudin podał, że w wyniku rosyjskiego nalotu w rejonie korabelskim w Chersoniu zginęła 82-letnia kobieta, a trzy osoby zostały ranne. Rosjanie rozpoczęli atak ok. 11:00, atakując południowo-zachodnią część miasta; uszkodzono budynek mieszkalny. Według władz lokalnych siły rosyjskie przeprowadziły w ciągu ostatniej doby ataki na co najmniej osiem obwodów Ukrainy, raniąc co najmniej 15 osób. Ministerstwo Obrony Rosji oświadczyło, że obrona przeciwlotnicza zestrzeliła cztery ukraińskie drony w obwodach kurskim i biełgorodskim.
Według ISW siły ukraińskie kontynuowały ofensywy w pobliżu Bachmutu i w zachodnim obwodzie zaporoskim. Z kolei wojska rosyjskie przeprowadziły ataki na linii Kupiańsk–Swatowe–Kreminna, w pobliżu Bachmutu i Awdijiwki, na zachód i południowy zachód od Doniecka, w pobliżu Wuhłedaru, na granicy obwodu donieckiego i zaporoskiego oraz w zachodnim obwodzie zaporoskim, robiąc postępy na niektórych obszarach. Ponadto władze rosyjskie kontynuowały wysiłki mające na celu osiedlenie obywateli rosyjskich na zajętej Ukrainie. Brytyjskie MON podało, że wojska rosyjskie na Ukrainie miały problem z zapewnieniem żołnierzom podstawowych warunków bytowych, a w miarę zbliżania się zimy problem ten będzie narastał. Według relacji żołnierzy przez wiele tygodni na linii frontu byli cali mokrzy, żyli we wszechobecnym błocie i jedli „monotonne jedzenie”, a jeden żołnierz stwierdził, że ryzyko spowodowania ostrzału przez Ukraińców oznaczało, że „nie mogli nawet zagotować kubka herbaty”. W opinii Ministerstwa „utrzymanie przyzwoitego poziomu komfortu i dobrej administracji na pozycjach obronnych jest wyzwaniem dla każdej armii. Dowody z otwartych źródeł sugerowały bardzo niski poziom podstawowej administracji polowej wśród sił rosyjskich. Było to częściowo spowodowane deficytem zmotywowanych młodszych rangą dowódców, a także zmiennym poziomem wsparcia logistycznego”.
Minister obrony Pål Jonson oświadczył, że Szwecja dostarczyła Ukrainie osiem systemów artyleryjskich FH77BW L52 Archer.
W komentarzu dla mediów na temat eseju generała Wałerija Załużnego o pozycyjnym charakterze walk na Ukrainie prezydent Wołodymyr Zełenski podkreślił, że wojna nie jest „impasem”. Podczas wspólnej konferencji prasowej z przewodniczącą KE Ursulą von der Leyen Zełenski oświadczył, że obecna sytuacja na linii frontu „nie jest patem”, nawet jeśli „czas minął” i „ludzie są zmęczeni”. Zełenski podkreślił, że dla Ukrainy priorytetem jest bezpieczeństwo własnych żołnierzy i do uzyskania przewagi nad siłami rosyjskimi potrzebne są amerykańskie myśliwce F-16 oraz obrona powietrzna. Przypomniał, że wielu obserwatorów szybko nazwało sytuację na polu bitwy w 2022 roku „impasem”, ale wojskom ukraińskim dzięki kilku „sztuczkom, taktykom i operacjom wojskowym” udało się wyzwolić obwód charkowski i część obwodu chersońskego. Dodał także, że prezydent Putin nie poprzestanie na obecnie okupowanych obszarach i zauważył, że Ukraina „nie ma prawa nawet myśleć o poddaniu się”. Zełenski zaprzeczył także zachodnim doniesieniom, jakoby urzędnicy amerykańscy i europejscy wywierali presję na ukraińskich urzędników, aby omówili możliwość negocjacji pokojowych z Rosją.
Włoski minister obrony Guido Crosetto powiedział, że nie nadszedł jeszcze czas na negocjacje w sprawie zawieszenia broni na szczeblu politycznym między Rosją a Ukrainą, dodając, że choć w czasie wojny izraelsko–hamasowskiej zainteresowanie mediów Ukrainą spadło, to zainteresowanie polityczne partnerów Ukrainy nie zmniejszyło się. Przewodnicząca KE Ursula von der Leyen przybyła do stolicy Ukrainy i została powitana przez prezydenta Zełenskiego. Von der Leyen powiedziała, że podczas tej podróży omówione zostaną kwestie przystąpienia Ukrainy do UE, przebudowy jej w nowoczesne i demokratyczne państwo oraz pomocy Ukrainie w dalszej walce z Rosją.
Ukraiński wywiad stwierdził, że niedawne rosyjskie testy nuklearnych rakiet balistycznych Jars i Buława zakończyły się niepowodzeniem, co odzwierciedlało poważne problemy w możliwościach Moskwy w zakresie przenoszenia broni nuklearnej. SBU formalnie oskarżyła zwierzchnika Rosyjskiej Cerkwi Prawosławnej patriarchę moskiewskiego Cyryla o wspieranie rosyjskiej inwazji na Ukrainę i podważanie integralności terytorialnej kraju. Dodano, że Gundiajew znajduje się w ścisłym kręgu członków najwyższych władz wojskowych i politycznych Rosji i jako jeden z pierwszych publicznie poparł wojnę z Ukrainą oraz wykorzystywał członków Rosyjskiej i Ukraińskiej Cerkwi Prawosławnej powiązanej z Moskwą do szerzenia prorosyjskiej propagandy.

### 5 listopada
Sztab Ukrainy oświadczył, że kontynuowano ofensywę w kierunku Melitopola, powodując straty w sile żywej i sprzęcie. Armia rosyjska atakowała w kierunkach Kupiańska, Bachmutu, Awdijiwki, Marjinki, Szachtarska i Zaporoża, gdzie odparto do 53 ataków. W kierunku kupiańskim i bachmuckim Ukraińcy odparli ok. 10 ataków w rejonie Sinkiwki, Petropawliwki i Iwaniwki oraz pięć ataków w pobliżu Bohdaniwki i Chromowego, z kolei siły rosyjskie próbowały odzyskać pozycje w pobliżu Kliszczijiwki i Andrijiwki (pieć ataków); wojska ukraińskie kontynuowały ataki na południe od Bachmutu. W kierunku awdijiwskim i marjińskim Rosjanie kontynuowali próby otoczenia Awdijiwki, jednak siły ukraińskie utrzymywały obronę, odpierając ok. 10 ataków w okolicy Stepowego, Awdijiwki, Siewiernego i Perwomajskiego. Odparto także ponad 20 ataków w rejonie Marjinki i Nowomychailiwki. W kierunku szachtarskim i zaporoskim Rosjanie przeprowadzili nieudane ataki na północny zachód od Werbowego, Robotyne, na północ od Nestierianki i Piatichatek. W ciągu 24h FR przeprowadziła sześć ataków rakietowych, 70 nalotów i 76 ostrzałów na pozycje ukraińskie i obszary zaludnione (odnotowano ofiary wśród cywilów oraz zniszczoną infrastrukturę). Lotnictwo Ukrainy dokonało 10 nalotów na miejsca koncentracji, artyleria zniszczyła trzy jednostki artylerii i pięć obszarów koncentracji.
Gubernator Jurij Malaszko powiedział, że w ciągu ostatniej doby wojska rosyjskie przeprowadziły 116 ataków na 19 miejscowości w obwodzie zaporoskim; według władz lokalnych 18 budynków mieszkalnych i infrastruktury zostało zniszczonych lub uszkodzonych. Gubernator Serhij Łysak poinformował, że w rosyjskim ostrzale artyleryjskim na rejon nikopolski zginął mężczyzna. Dodał także, że w wyniku kolejnego ataku artyleryjskiego na dzielnicę Nikopola rannych zostało dwóch mężczyzn w wieku 30 i 58 lat. P.o. gubernatora Ihor Moroz stwierdził, że siły rosyjskie przeprowadziły ostrzał rakietowy i artyleryjski na dużą skalę na Awdijiwkę. Ukraińska armia podała, że w ciągu ostatniej doby armia rosyjska przeprowadziła 9 nalotów w obwodzie chersońskim, używając ponad 50 rakiet i uderzając w wiele miejscowości; zniszczono m.in. placówkę oświatową. Prokuratura Okręgowa podała, że Rosjanie przypuścili atak na dzielnicę mieszkalną Chersonia, raniąc co najmniej pięciu cywilów. Ukraińskie Dowództwo Południe podało, że siły rosyjskie wystrzeliły z Morza Czarnego rakietę Ch-31P, atakując infrastrukturę w Odessie i raniąc co najmniej trzech cywilów. Doradca mera Mariupola Petro Andriuszczenko stwierdził, że w rosyjskim składzie amunicji w Siedowie w okupowanym obwodzie donieckim doszło do eksplozji, która spowodowała pożar.
Ministerstwo Obrony Ukrainy zatwierdziło nowe zmiany w polityce kadrowej w armii, zgodnie z którymi pobór zostanie zastąpiony rekrutacją. Prezydent Zełenski powiedział, że ukraińskie wojsko „rozważa zmianę strategii wojennej, aby działać z większym zaskoczeniem. Nasi wojskowi wymyślają nowe plany, nowe operacje, by szybciej iść do przodu i niespodziewanie uderzyć w Rosję”. Ponadto Zełenski oświadczył, że wszczęto śledztwo w sprawie śmierci żołnierzy 128 Brygady Szturmowej podczas rosyjskiego nalotu. Zdarzenie to określił jako coś, czego można było uniknąć. Złożył kondolencje bliskim ofiar oraz zwrócił się do wojska o przeprowadzenie dochodzenia i przeglądu w celu rozwiązaniu problemu.
W ocenie ISW „ukraiński ostrzał portu i stoczni Zaliw w Kerczu raczej nie zakłóci w dłuższej perspektywie pracy stoczni, największej w Europie Wschodniej”. Siły ukraińskie kontynuowały ofensywy w pobliżu Bachmutu oraz osiągnęły potwierdzone postępy w zachodnim obwodzie zaporoskim i wschodnim obwodzie chersońskim. Materiał geolokalizowany wskazywał, że Ukraińcy posunęli się naprzód na zachód od Werbowego oraz w pobliżu Pidstepnego i w Krynkach. Z kolei wojska rosyjskie przeprowadziły ataki na linii Kupiańsk–Swatowe–Kreminna, w pobliżu Bachmutu i Awdijiwki, na zachód i południowy zachód od Doniecka, na granicy obwodu donieckiego i zaporoskiego oraz w zachodnim obwodzie zaporoskim, robiąc postępy na niektórych obszarach.
Urzędnicy rosyjscy w okupowanym obwodzie zaporoskim poinformowali, że Rosja buduje linię kolejową łączącą rosyjskie miasto Rostów nad Donem z Krymem przez Zaporoże. Jeden z urzędników, Jewgienij Balicki, powiedział, że linia kolejowa będzie przebiegać z Jakymiwki pod Melitopolem do Rostowa nad Donem przez Berdiańsk i Mariupol, dodając, że jeżdżenie mostem Krymskim jest niebezpieczne i jest to „obiekt podwyższonego ryzyka”.

### 6 listopada
Ukraińska 47 Brygada Zmechanizowana oświadczyła, że Rosja straciła w ciągu ostatnich trzech tygodni w pobliżu Awdijiwki prawie 7 tys. żołnierzy, 100 czołgów i 250 pojazdów opancerzonych.
SG Ukrainy podał, że kontynuowano ofensywę w kierunku Melitopola, powodując straty w sile żywej i sprzęcie. Rosjanie atakowali w kierunkach Kupiańska, Bachmutu, Awdijiwki, Marjinki, Szachtarska i Zaporoża, gdzie odparto do 78 ataków. W kierunku kupiańskim i bachmuckim Ukraińcy odparli ok. 20 ataków w rejonie Sinkiwki, Iwaniwki i Stelmachiwki oraz pięć ataków w pobliżu Bohdaniwki i Chromowego, z kolei siły rosyjskie próbowały odzyskać pozycje w pobliżu Andrijiwki; wojska ukraińskie kontynuowały ataki na południe od Bachmutu. W kierunku awdijiwskim i marjińskim wojska rosyjskie kontynuowały próby otoczenia Awdijiwki, jednak siły ukraińskie utrzymywały obronę, odpierając ponad 20 ataków w okolicy Stepowego, Awdijiwki i Tonenke. Odparto także ponad 25 ataków w rejonie Krasnohoriwki i Marjinki. W kierunku szachtarskim i zaporoskim Rosjanie przeprowadzili ponad 10 nieudanych ataków m.in. w pobliżu Staromajorskiego, Robotyne i północny zachód od Werbowego. W ciągu doby Rosja przeprowadziła 16 nalotów i 54 ostrzały na pozycje ukraińskie i obszary zaludnione (odnotowano ofiary wśród cywilów oraz zniszczoną infrastrukturę). Lotnictwo Ukrainy dokonało sześciu nalotów na miejsca koncentracji i jednego na kompleks rakiet przeciwlotniczych, z kolei artyleria uderzyła w trzy jednostki artylerii, punkt kontrolny, obszar koncentracji i system przeciwlotniczy.
Gubernator Ołeh Kiper podał, że w nocy z 5 na 6 listopada Rosja przeprowadziła atak powietrzny na południowe obwody Ukrainy, głównie Odessę, gdzie osiem osób zostało rannych. Dowództwo Południe poinformowało, że Rosjanie użyli dwóch rakiet lotniczych Ch-59, rakiety balistycznej Iskander-M, rakiety przeciwokrętowej Oniks, dwóch pocisków Ch-31P i 22 dronów Shahed 136/131; według doniesień zniszczono 15 dronów oraz jedną rakietę Ch-59, wystrzeloną w kierunku obwodu mikołajowskiego. Mer Odessy Hennadyj Truchanow powiedział, że odnotowano znaczne zniszczenia w Odeskim Muzeum Sztuk Pięknych mieszczącym się w Pałacu Potockich, gdzie zerwano dzieła sztuki ze ścian i uszkodzono okna; muzeum obchodzące 124. rocznicę swojego istnienia, oświadczyło, że żadna z jego kolekcji nie została zniszczona. Podczas ataku uszkodzono także infrastrukturę portową, w tym magazyny, sprzęt do załadunku i ciężarówki oraz 20 budynków mieszkalnych i sieć wodociągową. Prokuratura Okręgowa w obwodzie sumskim podała, że o 8:00 czasu lokalnego w rosyjskim ataku na wieś Seredyna-Buda zginęła 63-letnia kobieta; została trafiona odłamkiem, a następnie zmarła w karetce w wyniku odniesionych obrażeń. Rzecznika prokuratury regionalnej poinformował, że ok. 17:00 siły rosyjskie ostrzelały za pomocą artylerii drogę w Krasnohoriwce, zabijając 32-letniego mężczyznę w swoim samochodzie. Władze obwodu chersońskkiego podały, że wojska rosyjskie zaatakowały Zełeniwkę, raniąc co najmniej trzech cywilów.
Według ISW Ukraińcy przeprowadzili kontrofensywę w pobliżu Bachmutu i w zachodnim obwodzie zaporoskim. Wojska rosyjskie przeprowadziły ataki na linii Kupiańsk–Swatowe–Kreminna, w pobliżu Bachmutu i Awdijiwki, na zachód i południowy zachód od Doniecka, na granicy obwodu donieckiego i zaporoskiego oraz w zachodnim obwodzie zaporoskim, robiąc postępy na niektórych obszarach. W opinii ekspertów wojska rosyjskie wznowiły ataki pod Bachmutem, osiągając tam nieznaczny postęp, z kolei siły ukraińskie kontratakowały pod Awdijiwką i ogłosiły, że odzyskały tam stracone pozycje. Materiały geolokalizowane wskazywały, że Rosjanie nieznaczne posunęli się wzdłuż drogi w rejonie Wasiukiwki, 12 km na północ od Bachmutu. Źródła rosyjskie donosiły, że Rosjanom udawało się wypierać oddziały ukraińskie z rejonu między Kliszczijiwką i Awdijiwką. Pod Awdijiwką siły rosyjskie kontynuowały ataki i stwierdziły, że zrobiono postępy, m.in. przedzierając się przez linię kolejową w pobliżu Stepowego. Jeden z blogerów wojennych poinformował, że Ukraińcy zmusili oddziały rosyjskie do wycofania się z części linii kolejowej w rejonie Krasnohoriwki. Siły ukraińskie kontynuowały ataki w obwodzie zaporoskim, ale nie poczyniły postępów, z kolei w obwodzie chersońskim Ukraińcy utrzymali pozycje na lewym brzegu Dniepru, w części miejscowości Krynky, oraz zwiększyli kontrolę w rejonie na północ od miejscowości Pidstepne.
Major Hennadij Chastiakow, adiutant dowódcy armii ukraińskiej generała Walerija Załużnego, zginął w wyniku wybuchu granatu ukrytego w prezencie urodzinowym, w jego rezydencji w Czajkach w obwodzie kijowskim. Według władz 13-letni syn funkcjonariusza został poważnie ranny w wyniku eksplozji i znalazł się pod opieką medyczną. Załużny poinformował na Telegramie: „Dzisiaj mój asystent i bliski przyjaciel zmarł w tragicznych okolicznościach, w dniu swoich urodzin, w towarzystwie bliskich”. Ukraińska 128 Samodzielna Zakarpacka Górska Brygada Szturmowa poinformowała na portalach społecznościowych, że w rosyjskim ataku rakietowym oficjalnie zginęło 19 żołnierzy. Zarzucano jej, że 3 listopada została zaatakowana podczas ceremonii wręczenia odznaczeń wojskowych na linii frontu. Brygada nie podała dalszych szczegółów, ale zapewniła, że pomści swoich członków.
Szef wywiadu wojskowego Ukrainy Wadym Skibicki powiedział, że „Rosja czeka, aż temperatura spadnie poniżej zera”, w związku z osiągnięciem maksymalnego zużycia energii, a wraz z nadejściem chłodów rozpoczną się masowe ataki na obiekty energetyczne, jednakże temperatury w Kijowie były wówczas wyjątkowo wysokie jak na tę porę roku. Ukraiński wywiad oszacował, że zapasy Rosji obejmowały ok. 870 pocisków precyzyjnych, w tym w październiku br. wyprodukowano 115 pocisków.
Szef ukraińskiego państwowego producenta broni Ukroboronprom Herman Smetanin, poinformował, że we współpracy z partnerami Ukraina rozpoczęła masową produkcję dronów kamikadze o maksymalnym zasięgu 1000 km. Francuski producent broni Verney-Carron podpisał kontrakt o wartości 36 mln euro na dostawę dla Ukrainy 10 tys. karabinów szturmowych, 2000 karabinów snajperskich i 400 granatników. Premier Robert Fico zadeklarował, że słowacki rząd nie będzie przeszkadzał firmom zbrojeniowym w produkcji i dostarczaniu broni Ukrainie. Według niego możliwa jest także dostawa systemów rozminowywania, co Słowacja traktowała jako pomoc humanitarną.
Prezydent Zełenski podczas przemówienia stwierdził, że pomysł zorganizowania wyborów prezydenckich na Ukrainie w 2024 roku jest „nieodpowiedzialny” oraz „uważał, że nie jest to odpowiedni czas na wybory”. Jego zdaniem należało zakończyć spory polityczne i kontynuować zjednoczoną pracę, ponieważ „teraz był czas na obronę i walczenie o losy kraju i narodu, zamiast dawać Rosji możliwość manipulowania Ukrainą”, w związku z czym odmówił zatwierdzenia przyszłorocznych wyborów. Następnie wiceprzewodniczący Centralnej Komisji Wyborczej Serhij Dubowyk stwierdził, że zgodnie z ukraińską Konstytucją w czasie wojny i stanu wojennego nie można przeprowadzać wyborów. Komisja nie otrzymała żadnych informacji na temat przygotowań do wyborów prezydenckich wiosną 2024 roku.

### 7 listopada
Ukraiński Sztab podał, że kontynuowano ofensywę w kierunku Melitopola, powodując straty w sile żywej i sprzęcie. Siły rosyjskie atakowały w kierunkach Kupiańska, Bachmutu, Awdijiwki, Marjinki, Szachtarska, gdzie odparto do 45 ataków. W kierunku kupiańskim i bachmuckim Ukraińcy odparli sześć ataków w rejonie Sinkiwki, Iwaniwki i Berestowego oraz sześć ataków w pobliżu Bohdaniwki, Andrijiwki i Kliszczijiwki; wojska ukraińskie kontynuowały ataki na południe od Bachmutu. W kierunku awdijiwskim i marjińskim Rosjanie kontynuowali próby otoczenia Awdijiwki, jednak siły ukraińskie utrzymywały obronę, odpierając 14 ataków w okolicy Stepowego, Awdijiwki, Tonenkego i Perwomajskiego. Odparto także 17 ataków w rejonie Marjinki. W kierunku szachtarskim Rosjanie przeprowadzili nieudane ataki w pobliżu Staromajorskiego. W ciągu 24h FR przeprowadziła sześć ataków rakietowych, 50 nalotów i 64 ostrzały na pozycje ukraińskie i obszary zaludnione (odnotowano ofiary wśród cywilów oraz zniszczoną infrastrukturę). Lotnictwo ukraińskie dokonało 17 nalotów na miejsca koncentracji i czterech na przeciwlotnicze systemy rakietowe, natomiast artyleria zniszczyła siedem jednostek artylerii, dwa punkty kontrolne, magazyn paliw i smarów, obszar koncentracji, system przeciwlotniczy dwie stacje radarowe i stacje walki radioelektronicznej.
Według ukraińskiego wywiadu Rosjanie podkładali miny i materiały wybuchowe w rurociągach, stacjonarnych punktach kontroli gazu, podstacjach elektrycznych i innych obiektach infrastruktury krytycznej w okupowanej części obwodu chersońskiego.
Według władz regionalnych w rosyjskich atakach w ciągu ostatniej doby zginęło co najmniej pięć osób, a cztery zostały ranne. Trzy osoby zginęły w wyniku rosyjskiego ostrzału w Bahatyrze w obwodzie donieckim, a dwie kolejne zginęły w atakach w obwodach charkowskim i chersońskim. Gubernator Ołeksandr Prokudin powiedział, że Rosjanie zaatakowali obwód chersoński ponad 100 razy. Mer Awdijiwki Witalij Barabasz poinformował, że ewakuowano ostatnich 16 pracowników Zakładów Koksowniczo-Chemicznych Awdijiwka, dodając, że 17 mieszkańców miasta przebywających w jedynym nienaruszonym magazynie w fabryce odmawiało wyjazdu.
Wieczorem w Doniecku został wysadzony ośrodek systemów bezzałogowych im. Wołodymyra Żogi, który szkolił operatorów dronów. Operatorzy znaleźli się pod gruzami budynku. Przywódca Donieckiej Republiki Ludowej Dienis Puszylin powiedział, że w wyniku ukraińskiego ostrzału w Doniecku zginęło sześć osób, a 11 innych zostało rannych. Stwierdził, że siły ukraińskie wystrzeliły rakiety dalekiego zasięgu, uderzając w „infrastrukturę cywilną” i budynki administracyjne. Ministerstwo Obrony Rosji oświadczyło, że zniszczono lub przechwycono 15 dronów nad Morzem Czarnym i Krymem, natomiast media donosiły o serii eksplozji pobliżu baz wojskowych, w tym lotniska wojskowego Belbek niedaleko Sewastopola; gubernator Michaił Razwożajew stwierdził, że obrona przeciwlotnicza zestrzeliła pięć ukraińskich dronów.
W opinii ISW źródła rosyjskie podały, że Ukraińcy przetransportowali na lewy brzeg Dniepru pewną liczbę pojazdów opancerzonych i prowadzili tam większe niż zwykle operacje lądowe siłami wielkości batalionu. Blogerzy wojenni stwierdzili, że ukraiński wodno-lądowy BWP samodzielnie przekroczył rzekę w pobliżu Krynek. Inni blogerzy podali, że siły ukraińskie przetransportowały przez Dniepr kilka niesprecyzowanych pojazdów opancerzonych, a w pobliżu Krynek operowała grupa ok. 300 żołnierzy ukraińskich. Tymczasem siły ukraińskie przeprowadziły kontrofensywę w pobliżu Bachmutu i w zachodnim obwodzie zaporoskim. Wojska rosyjskie przeprowadziły ataki na linii Kupiańsk–Swatowe–Kreminna, w pobliżu Bachmutu i Awdijiwki, na zachód i południowy zachód od Doniecka, na granicy obwodu donieckiego i zaporoskiego oraz w zachodnim obwodzie zaporoskim, robiąc postępy na niektórych obszarach.
Według OSW siły rosyjskie miały podejść do granic Awdijiwki od południowego zachodu, posuwając się wzdłuż głównej przebiegającej przez miasto trasy T 0505, i atakowały główny ukraiński bastion po zachodniej stronie miasta. Z kolei na północ od Awdijiwki ukraiński kontratak wyparł Rosjan z niektórych pozycji wzdłuż linii kolejowej. W pozostałych rejonach walk sytuacja nie uległa większej zmianie. Ukraińcy wciąż utrzymywali się w miejscowości Krynky na lewym brzegu Dniepru, mieli również ponownie atakować niedaleko Werbowego na południe od Orichiwa. Według SG Ukrainy poza rejonem Awdijiwki najcięższe walki toczyły się w Marjince i jej okolicach. Z mniejszym natężeniem Rosjanie atakowali na północny i południowy wschód od Kupiańska, na południe od Wełykiej Nowosiłki oraz na północny i południowy zachód od Bachmutu.
Prezydent Wołodymyr Zełenski powiedział, że dostarczony niedawno przez sojuszników zaawansowany system rakiet NASAMS został oddany do użytku, a system obrony powietrznej zostanie wzmocniony jeszcze przed zimą. Holenderskie Ministerstwo Obrony oświadczyło, że pięć myśliwców F-16 zostało wysłanych do Ukraińskiego Centrum Szkolenia Pilotów w Rumunii oraz zostanie dostarczonych do szkolenia kolejnych 12–18 samolotów F-16, jednak pozostaną one własnością Holandii i będą latać tylko wyłącznie na terytorium NATO. Minister obrony Sébastien Lecornu powiedział, że Francja planuje dołożyć do planu pomocy Ukrainie 200 mln euro, co pozwoli armii ukraińskiej na dalsze zakupy francuskiego sprzętu wojskowego.
Rosyjskie Ministerstwo Spraw Zagranicznych ogłosiło, że Rosja zakończyła procedurę wystąpienia z Traktatu o konwencjonalnych siłach zbrojnych w Europie, którego stosowanie zawiesiła w 2007 roku, m.in. po pojawieniu się informacji o planach rozmieszczenia elementów tarczy antyrakietowej w Polsce i Czechach. Następnie NATO ogłosiło, że państwa członkowskie zawiesiły obowiązywanie Traktatu CFE na czas nieokreślony.

### 8 listopada
Ukraińcy kontynuowali desant na lewym brzegu Dniepru w obwodzie chersońskim. Według doniesień portalu DeepState ukraińscy żołnierze rozszerzyli przyczółek w pobliżu mostu Antonowskiego o kilkanaście kilometrów terytorium wzdłuż lewego brzegu rzeki.
SG Ukrainy podał, że kontynuowano ofensywę w kierunku Melitopola, powodując straty w sile żywej i sprzęcie. Armia rosyjska atakowała w kierunkach Kupiańska, Bachmutu, Awdijiwki, Marjinki, Szachtarska, gdzie odparto do 78 ataków. W kierunku kupiańskim i bachmuckim Ukraińcy odparli sześć ataków w rejonie Sinkiwki oraz ok. 30 ataków w pobliżu Bohdaniwki, Chromowego, Kliszczijiwki i Andrijiwki; wojska ukraińskie kontynuowały ataki na południe od Bachmutu. W kierunku awdijiwskim i marjińskim Rosjanie kontynuowali próby otoczenia Awdijiwki, jednak siły ukraińskie utrzymywały obronę, odpierając ponad 10 ataków w okolicy Keramik, Stepowego, Awdijiwki, Siewiernego i Perwomajskiego. Odparto także ponad 20 ataków w rejonie Marjinki i Nowomychailiwki. W kierunku szachtarskim Rosjanie przeprowadzili nieudane ataki w pobliżu Staromajorśkiego i Preczistwiki. W ciągu doby Rosja przeprowadziła dwa ataki rakietowe, 48 nalotów i 79 ostrzałów na pozycje ukraińskie i obszary zaludnione (odnotowano ofiary wśród cywilów oraz zniszczoną infrastrukturę). Lotnictwo ukraińskie dokonało 12 nalotów na miejsca koncentracji i trzech na przeciwlotnicze systemy rakietowe, z kolei artyleria ostrzelała osiem jednostek artylerii, trzy magazyny amunicji, cztery obszary koncentracji trzy systemy przeciwlotnicze, stację radarową i trzy stacje walki radioelektronicznej.
Prokuratura regionalna podała, że w rosyjskich atakach na rejony bachmucki i kramatorski zginęły dwie kobiety w wieku 62 i 59 lat, a 51-letni mężczyzna został ranny w wyniku ostrzału Czasiw Jaru za pomocą BM-21 Grad. Michaił Filiponenko, były separatystyczny dowódca wojskowy Ługańskiej Republiki Ludowej podczas wojny w Donbasie i członek prorosyjskiego zgromadzenia regionalnego, zginął w wyniku wybuchu samochodu-pułapki zorganizowanego przez ukraiński wywiad wojskowy i partyzantów w Ługańsku. Był oskarżany przez Ukraińców o „zaangażowanie i udział w izbach tortur dla jeńców wojennych i ukraińskich cywilów w okupowanej części obwodu ługańskiego”.
Według armii ukraińskiej rosyjski samolot, ostrzeliwując jeden z portów w obwodzie odeskim, trafił rakietą w cywilny statek towarowy „Kmax Ruler” pływający pod banderą Liberii. Co najmniej trzej filipińscy członkowie załogi i pracownik portu zostali ranni, z kolei ukraiński pilot zginął. Minister infrastruktury Ołeksandr Kubrakow powiedział, że statek miał odebrać rudę żelaza płynącą do Chin, a ostrzał był 21. rosyjskim atakiem na porty w obwodzie odeskim od czasu wycofania się Rosji z inicjatywy zbożowej na Morzu Czarnym w lipcu.
W ocenie ISW niektórzy rosyjscy blogerzy wojenni twierdzili, że rosyjscy dowódcy mogą podejmować decyzje operacyjne i taktyczne, korzystając z map pola bitwy na Ukrainie, które różnią się od rzeczywistości taktycznej. Siły ukraińskie kontynuowały kontrofensywę w pobliżu Bachmutu i w zachodnim obwodzie zaporoskim. Wojska rosyjskie przeprowadziły ataki na linii Kupiańsk–Swatowe–Kreminna, w pobliżu Bachmutu i Awdijiwki, na zachód i południowy zachód od Doniecka, na granicy obwodu donieckiego i zaporoskiego oraz w zachodnim obwodzie zaporoskim, posuwając się naprzód na niektórych obszarach. Ponadto rosyjska administracja okupacyjna w dalszym ciągu tworzyła nowe organy administracyjne, których zadaniem była dalsza integracja zajętych terytoriów z rosyjskimi systemami rządów. Brytyjskie MON podało, że po wcześniejszych doniesieniach o utracie kilku systemów rakietowych S-400 Triumf, Rosja, aby utrzymać zasięg nad Ukrainą, będzie musiała zmienić ich rozmieszczenie, osłabiając ochronę na peryferiach. Systemy S-400 są stanie atakować cele na dystansie do 400 km i rutynowo chronią odległe części Rosji. Rozmieszczone są w strategicznych miejscach i wzdłuż granic Rosji, więc usunięcie ich niemal na pewno osłabiłoby rosyjską obronę powietrzną na jej peryferiach.
Niemiecki producent broni Rheinmetall ogłosił, że otrzymał od niemieckiego rządu zamówienie na dostawę Ukrainie ok. 100 tys. szt. amunicji moździerzowej 120 mm. Sceptyczny wobec Ukrainy rząd nowo wybranego premiera Słowacji Roberta Fico zablokował dostawę zaproponowanego przez poprzednika pakietu pomocy wojskowej dla Ukrainy o wartości 40,3 mln euro. Rzecznik Rady Bezpieczeństwa Narodowego USA John Kirby powiedział, że od rozpoczęcia wojny Stany Zjednoczone wykorzystały 96% środków przyznanych Ukrainie, pozostawiając 4% do rozdysponowania. Kirby wezwał Kongres do szybkiego uchwalenia dodatkowych środków na pomoc militarną dla Ukraińców.
Przewodnicząca Komisji Europejskiej von der Leyen ogłosiła, że otrzymała propozycje z Ukrainy i Mołdawii dotyczące rozpoczęcia formalnych negocjacji akcesyjnych z UE, a także propozycje Gruzji w sprawie uzyskania statusu kraju kandydującego. Ukraina wykonała ponad 90% niezbędnych kroków. Następnie Unia Europejska wyraziła zgodę na rozpoczęcie rozmów akcesyjnych w sprawie przystąpienia Ukrainy i Mołdawii do wspólnoty w 2024 roku.
Sąd w Odessie skazał zaocznie prorosyjskiego gubernatora obwodu chersońskiego Wołodymyra Saldo na 15 lat więzienia za zdradę stanu, kolaborację i usprawiedliwianie rosyjskiej inwazji na Ukrainę.

### 9 listopada

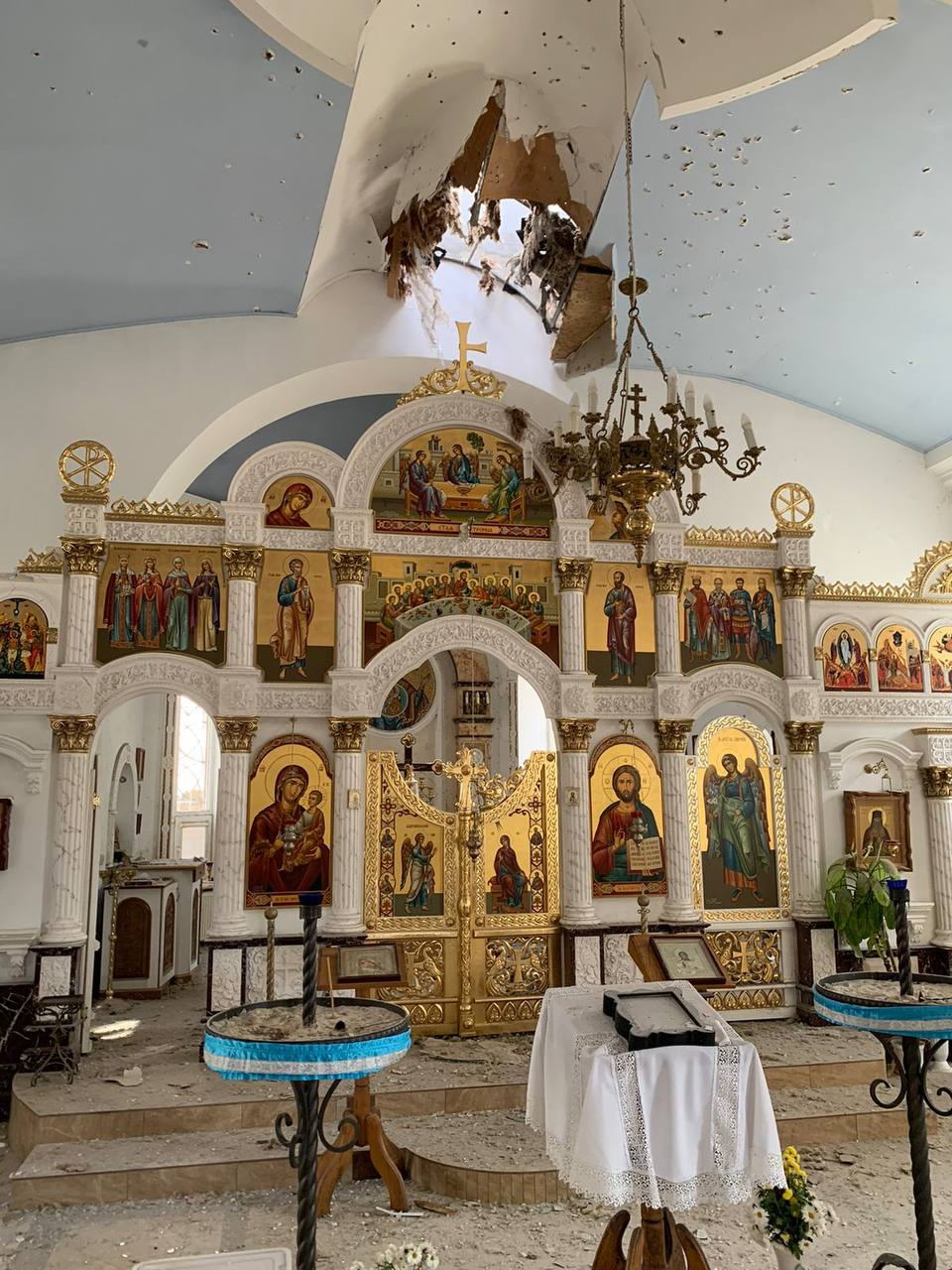
Cerkiew Matki Bożej Kasperowej w Chersoniu po rosyjskim ostrzale.

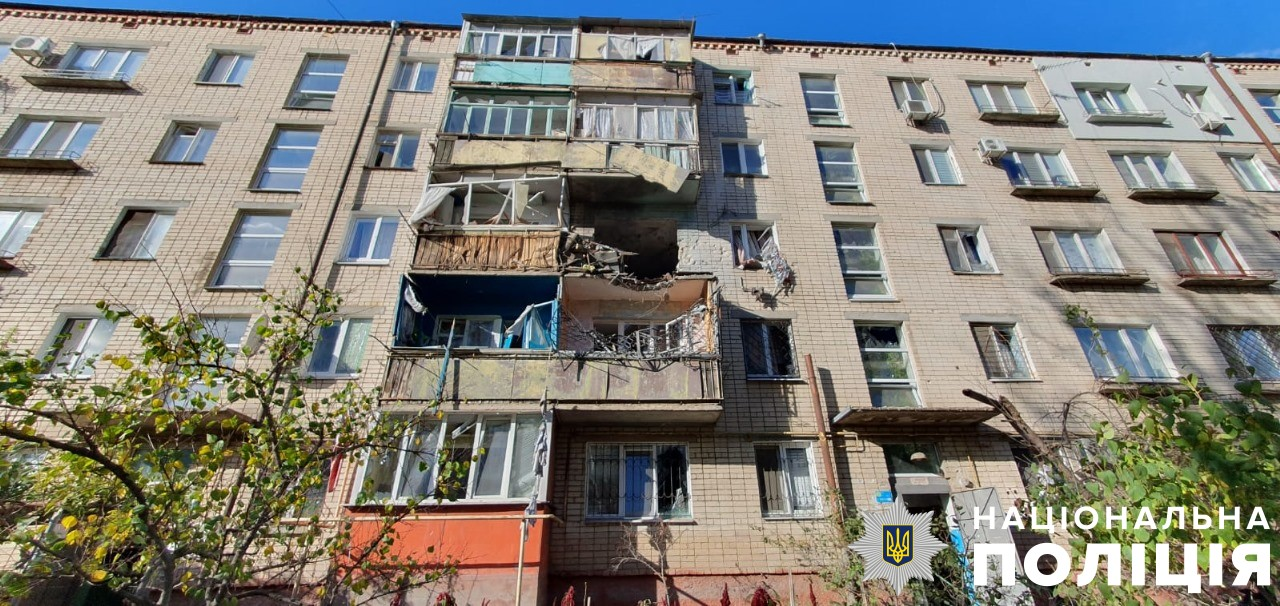
Budynek mieszkalny w Chersoniu po rosyjskim ostrzale; jedna osoba zginęła, a kilka zostało rannych.

Rzecznik ukraińskiej Gwardii Narodowej Rusłan Muzyczuk powiedział, że Rosja w dalszym ciągu rozmieszczała więcej piechoty i sprzętu wokół Awdijiwki i zaatakowała ok. 80 razy z trzech różnych stron, ale poczyniono niewielkie postępy. Rosyjskie wojsko próbowało otoczyć zniszczone miasto, stosując różnorodne taktyki, jednak nadal było ono w rękach sił ukraińskich, które stworzyły silne fortyfikacje i inne zabezpieczenia, aby udaremnić rosyjskie ataki. Muzyczuk dodał również, że w ostatnich dniach w rosyjskich atakach użyto mniejszej liczby pojazdów opancerzonych, prawdopodobnie z powodu pogarszających się warunków pogodowych lub w związku z tym, że w bitwie o miasto zostały zniszczone już znaczne ilości rosyjskiego sprzętu. Rzecznik walczącej pod Awdijiwką 110 Samodzielnej Brygady Zmechanizowanej Anton Kocukoń stwierdził, że Rosjanie nie liczą się ze swoimi stratami, a „rosyjskie dowództwo traktuje swoją piechotę jak żywą przynętę”, wysyłając do ataków niewielkie, 10-20 osobowe grupy piechoty, „często jako wabik, mający zdradzić pozycje ukraińskiej artylerii”. Prezydent Zełenski po raz dziewiąty podpisał dwie ustawy przedłużające stan wojenny i nakazy powszechnej mobilizacji o 90 dni, do 14 lutego 2024 roku.
Sztab Ukrainy poinformował, że kontynuowano ofensywę w kierunku Melitopola, powodując straty w sile żywej i sprzęcie. Rosjanie atakowali w kierunkach Kupiańska, Łymanu, Bachmutu, Awdijiwki, Marjinki, Szachtarska i Zaporoża, gdzie odparto do 69 ataków. W kierunku kupiańskim, łymańskim i bachmuckim Ukraińcy odparli siedem ataków w rejonie Sinkiwki, ataki w pobliżu Stelmachiwki i Nowojehoriwki oraz ok. 10 ataków w pobliżu Bohdaniwki, Kliszczijiwki i Andrijiwki. W kierunku awdijiwskim i marjińskim Rosjanie kontynuowali próby otoczenia Awdijiwki, jednak siły ukraińskie utrzymywały obronę, odpierając dziewięć ataków w okolicy Nowokalynowego, Awdijiwki i Perwomajskiego. Odparto także ponad 25 ataków w rejonie Marjinki i Nowomychailiwki. W kierunku szachtarskim i zaporoskim Rosjanie przeprowadzili nieudane ataki w pobliżu Zołotej Niwy, Staromajorśkiego, Werbowego i Robotyne. W ciągu dnia FR przeprowadziła dwa ataki rakietowe, 26 nalotów i 62 ostrzały na pozycje ukraińskie i obszary zaludnione (odnotowano ofiary wśród cywilów oraz zniszczoną infrastrukturę). Lotnictwo ukraińskie dokonało czterech nalotów na miejsca koncentracji, z kolei artyleria zniszczyła dwa punkty kontrolne, cztery jednostki artylerii i stację walki radioelektronicznej.
Według władz lokalnych w ciągu ostatniej doby siły rosyjskie przeprowadziły ataki na dziewięć obwodów Ukrainy, zabijając co najmniej trzy osoby i raniąc co najmniej cztery kolejne. Prokuratura regionalna podała, że ok. 9:00 w rosyjskim nalocie na okolice Biłozerki zginęła 50-letnia kobieta. Minister spraw wewnętrznych Ihor Kłymenko poinformował, że siły rosyjskie przeprowadziły atak artyleryjski na dzielnicę mieszkaniową Chersonia, zabijając 72-letniego mężczyznę i raniąc trzech innych cywilów. Według doniesień zaatakowano południowo-zachodni rejon korabelski oraz uszkodzono cztery wieżowce, kilka domów, centrum dystrybucji pomocy humanitarnej, kościół, placówkę edukacyjną, linie energetyczne, infrastrukturę gazową i garaże. Z kolei Wołodymyr Saldo stwierdził, że ok. 10:00 Ukraińcy wystrzelili dwie rakiety w kierunku okupowanego Skadowska, raniąc 11 osób i uszkadzając kilka domów. Doradca mera Mariupola Petro Andriuszczenko wyjaśnił, że trafiono w budynek dawnego sowieckiego kołchozu na Ukrainie; według niego co najmniej 15 Rosjan zostało rannych, a pięciu kolejnych zostało wyeliminowanych.
Rosyjskie Ministerstwo Obrony oświadczyło, że ok. 17:40 zestrzelono ukraińską rakietę Neptun w pobliżu wybrzeża Krymu. Z kolei Ukraina podała, że na froncie kupiańskim zniszczyła system rakietowy Tor za pomocą drona z widokiem z perspektywy pierwszej osoby. Gubernator Roman Starowojt powiedział, że w mieście Souza w obwodzie kurskim ukraiński dron zrzucił trzy pociski kasetowe na zakład mleczarski, uszkadzając obiekty produkcyjne i magazyny produktów.
Według ISW rosyjskie dowództwo prawdopodobnie będzie miało trudności z przerzuceniem skutecznych posiłków, aby odpowiedzieć na trwające operacje ukraińskie we wschodnim obwodzie chersońskim, prowadząc jednocześnie działania obronne w zachodnim obwodzie zaporoskim i utrzymując inne działania ofensywne na wschodniej Ukrainie. W ostatnich dniach siły rosyjskie zintensyfikowały ataki naziemne w pobliżu Bachmutu. Wojska rosyjskie przeprowadziły ataki na linii Kupiańsk–Swatowe–Kreminna, w pobliżu Bachmutu i Awdijiwki, na zachód i południowy zachód od Doniecka, na granicy obwodu donieckiego i zaporoskiego oraz w zachodnim obwodzie zaporoskim, posuwając się naprzód w kierunku Kupiańska.
OSW podał, że siły rosyjskie osiągnęły nieznaczne postępy w rejonie Awdijiwki, zawężając szerokość pasa łączącego miasto z terenami kontrolowanymi przez Ukraińców do 6–8 km. Posuwali się także na północny i południowy zachód od Bachmutu, gdzie według ukraińskiego SG liczba ataków wzrosła do poziomu 30 na dobę, oraz na północny wschód od Kupiańska. Mimo ataków siły ukraińskie utrzymywały pozycje w Krynkach na lewym brzegu Dniepru i rozbudowywali przyczółek. Na pozostałych kierunkach podejmowane przez obie strony ataki nie przyniosły większych rezultatów.
Rzecznik Departamentu Obrony USA powiedział, że rząd amerykański w dalszym ciągu udziela Ukrainie pomocy wojskowej, ale jej intensywność będzie zmniejszana. Zastępca sekretarza stanu USA do spraw europejskich i euroazjatyckich James O’Brien, stwierdził, że ok. 300 miliardów dolarów rosyjskich aktywów zamrożonych przez zachodnich sojuszników nie zostanie zwróconych, dopóki Rosja nie pokryje kosztów odbudowy Ukrainy.
Według Ministerstwa Infrastruktury Ukrainy, mimo że wojska rosyjskie atakowały w porcie statki cywilne, stworzony przez Ukrainę tymczasowy korytarz czarnomorski nadal funkcjonował. Sześć statków towarowych przewożących 231 tys. ton produktów rolnych opuściło ukraińskie porty i udało się w stronę Bosforu. Pięć innych statków czekało na wejście do portu.

### 10 listopada
Według SG Ukrainy kontynuowano ofensywę w kierunku Melitopola, powodując straty w sile żywej i sprzęcie. Siły rosyjskie atakowały w kierunkach Kupiańska, Łymanu, Bachmutu, Awdijiwki, Marjinki, Szachtarska i Zaporoża, gdzie odparto do 87 ataków. W kierunku kupiańskim, łymańskim i bachmuckim Ukraińcy odparli osiem ataków w rejonie Sinkiwki, Petropawliwki, Iwaniwki i Stelmachiwki, ataki w pobliżu Nowojehoriwki, Lasu Serebriańskiego oraz 16 ataków w pobliżu Iwaniwskiego, Kliszczijiwki i Andrijiwki; siły ukraińskie kontynuowały ataki na południe od Bachmutu. W kierunku awdijiwskim i marjińskim Rosjanie kontynuowali próby otoczenia Awdijiwki, jednak Ukraińcy utrzymywali obronę, odpierając 35 ataków w okolicy Nowokalynowego, Stepowego, Awdijiwki, Siewiernego, Tonenke i Perwomajskiego. Odparto także 18 ataków w rejonie Marjinki i Nowomychailiwki. W kierunku szachtarskim i zaporoskim Rosjanie przeprowadzili nieudane ataki w pobliżu Staromajorśkiego i Robotyne. W ciągu 24h Rosja przeprowadziła pięć ataków rakietowych, 83 naloty i 102 ostrzały na pozycje ukraińskie i obszary zaludnione (odnotowano ofiary wśród cywilów oraz zniszczoną infrastrukturę). Lotnictwo Ukrainy dokonało 11 nalotów na miejsca koncentracji, a artyleria zniszczyła osiem jednostek artylerii, punkt kontrolny, cztery obszary koncentracji, system przeciwlotniczy, magazyn amunicji i cztery stacje walki radioelektronicznej.
W nocy na 10 listopada ukraińskie siły zbrojne przeprowadziły atak łodziami bezzałogowymi w zatoce Wuzka w pobliżu Czornomorskiego na Krymie. Główny Zarząd Rozpoznania następnie ogłosił, że zatopione zostały w porcie dwa kutry desantowe typów Sierna i Akuła, a także opublikował mało wyraźny materiał filmowy z ataku. Rosja nie skomentowała tych doniesień. Ponadto ukraińska rakieta uderzyła w kwaterę rosyjskiego żołnierza w pobliskiej miejscowości. Według ukraińskich informacji, dwa trafione okręty desantowe przewoziły żołnierzy i pojazdy opancerzone, w tym BTR-82.
Rosyjskie wojska przeprowadziły nocny atak na terytorium Ukrainy przy użyciu dronów kamikadze Shahed 136/131 i rakiet Ch-59; 4 z 5 dronów i rakieta zostały zniszczone przez obronę przeciwlotniczą. Według władz lokalnych siły rosyjskie przeprowadziły ataki na 10 obwodów, zabijając co najmniej cztery osoby (w obwodach dniepropietrowskim, chersońskim i zaporoskim) i raniąc co najmniej 15 kolejnych. Gubernator Ołeksandr Prokudin stwierdził, że w obwodzie chersońskim zginęły dwie osoby, a osiem zostało rannych. Celem ataków były dzielnice mieszkalne oraz punkt dystrybucji pomocy humanitarnej i fabryka w rejonie berysławskim. Gubernator Serhij Łysak powiedział, że siły rosyjskie zaatakowały Nikopol dwoma dronami, w wyniku czego jedna osoba zginęła, a druga została ranna. Rzecznik Zgrupowania Tauryda Ołeksandr Sztupun powiedział, że armia rosyjska zaatakowała Awdijiwkę różnymi rodzajami broni, w tym wyrzutniami rakietowymi i nalotami, zabijając co najmniej dwóch cywilów. Gubernator obwodu odeskiego Ołeh Kiper stwierdził, że Rosja przeprowadziła wiele ataków na Odessę, raniąc co najmniej trzech cywilów. Doradca mera miasta Petro Andriuszczenko powiedział, że ukraińscy partyzanci w okupowanym Mariupolu zdetonowali bombę samochodową, której celem był rosyjski funkcjonariusz policji.
Rosyjskie Ministerstwo Obrony podało, że przechwycono dwa drony nad obwodami moskiewskim i smoleńskim. Minister energetyki Ukrainy Herman Hałuszczenko stwierdził, że Ukraina zaatakuje rosyjską infrastrukturę naftową i gazową w odwecie za zimowe ataki na ukraiński system energetyczny.
W opinii ISW zmniejszenie liczby ataków na Ukrainę przy użyciu dronów w ostatnich tygodniach było prawdopodobnie związane z przygotowaniami do nowej dużej kampanii ataków w okresie zimowym. Rzecznik Sił Powietrznych Ukrainy Jurij Ihnat wskazał, że we wrześniu Rosjanie użyli 500 dronów, w październiku kilkuset, a w listopadzie stosowali je z mniejszą intensywnością. Z kolei blogerzy wojenni twierdzili, że liczba ataków w ostatnich tygodniach była mniejsza w związku z przygotowaniami do dużej kampanii łączonych ataków, która ma być zsynchronizowana „z dużymi operacjami lądowymi”. Tymczasem wojska rosyjskie przeprowadziły ataki na linii Kupiańsk–Swatowe–Kreminna, w pobliżu Bachmutu i Awdijiwki, na zachód i południowy zachód od Doniecka, na granicy obwodu donieckiego i zaporoskiego oraz w zachodnim obwodzie zaporoskim, posuwając się naprzód na niektórych obszarach. Ponadto siły rosyjskie w dalszym ciągu borykały się z niskim morale i słabą dyscypliną.
Rzecznik Sił Powietrznych Ukrainy Jurij Ihnat oświadczył, że ukraińscy piloci rozpoczęli już praktyczne szkolenie w powietrzu na myśliwcach F-16, które „postępuje zgodnie z planem”. Brytyjskie Ministerstwo Obrony poinformowało, że od czerwca 2022 roku w Wielkiej Brytanii przeszkolono ponad 30 tys. ukraińskich żołnierzy.

### 11 listopada
Szef służby PR Dowództwa Sił Lądowych Ukrainy Wołodymyr Fityo stwierdził, że w ciągu ostatniego dnia na kierunku Bachmutu i na południe od miasta wojska rosyjskie próbowały wywrzeć presję na siły ukraińskie za pomocą artylerii i podejmowały działania ofensywne; „Działania na tym kierunku rozpoczęły się z nową energią. Tam wróg przeszedł z obrony defensywnej do aktywnej, próbując odzyskać utracone pozycje”. Dodał, że ukraińscy żołnierze odpierali ataki Rosjan, zadając im znaczne straty; w ciągu doby zginęło 140 żołnierzy oraz zniszczono 28 jednostek rosyjskiego sprzętu. Rzecznik Zgrupowania Tauryda Ołeksandr Sztupun podał, że armia rosyjska wzmogła ataki w pobliżu Awdijiwki, jednak ponosząc ciężkie straty, w tym dużą liczbę pojazdów opancerzonych. Armia ukraińska odparła 35 rosyjskich ataków; w rezultacie tego straty Rosji gwałtownie wzrosły, a liczba ofiar wzrosła o prawie 30% w porównaniu z dniami poprzednimi. Służba Graniczna Ukrainy podała, że odzyskano kontrolę nad wsią Topoli w obwodzie charkowskim; w sieci opublikowano nagranie, na którym podniesiono flagę Ukrainy.
Według SG Ukrainy kontynuowano ofensywę w kierunku Melitopola, powodując straty w sile żywej i sprzęcie. FR atakowała w kierunkach Kupiańska, Łymanu, Bachmutu, Awdijiwki, Marjinki, Szachtarska i Zaporoża, gdzie odparto do 80 ataków. W kierunku kupiańskim, łymańskim i bachmuckim Ukraińcy odparli siedem ataków w rejonie Sinkiwki, Iwaniwki, Stelmachiwki i Nadii, ataki w pobliżu Lasu Serebriańskiego oraz 10 ataków w pobliżu Chromowego, Kliszczijiwki i Andrijiwki; siły ukraińskie kontynuowały ataki na południe od Bachmutu. W kierunku awdijiwskim i marjińskim Rosjanie kontynuowali próby otoczenia Awdijiwki, jednak armia ukraińska utrzymywała obronę, odpierając 18 ataków w okolicy Awdijiwki, Siewiernego, Tonenke i Perwomajskiego. Odparto także 22 ataki w rejonie Marjinki i Nowomychailiwki. W kierunku szachtarskim i zaporoskim Rosjanie przeprowadzili 11 nieudanych ataków w pobliżu Wuhłedaru, Zołotej Niwy, Staromajorśkiego i Robotyne. W ciągu doby armia rosyjska przeprowadziła jeden atak rakietowy, 63 naloty i 64 ostrzały na pozycje ukraińskie i obszary zaludnione (odnotowano ofiary wśród cywilów oraz zniszczoną infrastrukturę). Lotnictwo Ukrainy dokonało 10 nalotów na miejsca koncentracji, z kolei artyleria zniszczyła dwie jednostki artylerii, osiem obszarów koncentracji i dwa systemy przeciwlotnicze.
W nocy armia rosyjska zaatakowała Ukrainę za pomocą dronów i rakiet. Według Sił Powietrznych Ukrainy Rosjanie wystrzelili 31 dronów Shahed 136/131 (z Primorsko-Achtarska), dwie rakiety Ch-59, jeden pocisk Ch-31P (znad Morza Czarnego), rakietę przeciwokrętową Oniks (z Krymu) i pocisk S-300 (z obwodu biełgorodskiego); obrona przeciwlotnicza zniszczyła jeden pocisk Ch-59 i 19 dronów w obwodach dniepropetrowskim, kijowskim, kirowohradzkim, odeskim, połtawskim, sumskim i charkowskim. Zniszczenia odnotowano w obwodach dniepropetrowskim, charkowskim i odeskim, gdzie w tym ostatnim trzy osoby zostały ranne. Po ataku dronów, wystrzelono rakiety Iskander-M/S-400 na Kijów, po raz pierwszy od 52 dni. Na lewym brzegu miasta działała obrona powietrzna i słychać było eksplozje. Następnie ogłoszono alarm przeciwlotniczy, wskazujący na atak rakietą balistyczną. Pociski zostały zestrzelone, ale według lokalnych władz ich szczątki i fala uderzeniowa uszkodziły 18 domów prywatnych i przedsiębiorstwo w obwodzie kijowskim. Nie było żadnych ofiar. Ministerstwo Obrony Rosji oświadczyło, że zniszczono skład amunicji 43 Brygady w pobliżu wsi Diwyczky.
P.o. gubernatora Ihor Moroz poinformował, że siły rosyjskie zaatakowały obwód doniecki, zabijając trzech cywilów, w tym dwóch w Torećku i jednego w Minkiwce. Ukraińska policja podała, że Rosjanie zaatakowali osiem miejscowości w regionie, w tym Awdijiwkę, Krasnohoriwkę i Tonenke, uszkadzając infrastrukturę cywilną, domy i przedszkole. Obwodowa Administracja Wojskowa podała, że w wyniku rosyjskiego ostrzału centralnej części Chersonia zginął co najmniej jeden cywil, a dwóch zostało rannych. Ministerstwo Energetyki Ukrainy oświadczyło, że Rosja zaatakowała infrastrukturę energetyczną w wielu regionach Ukrainy, powodując przerwy w dostawie prądu dla tysięcy ludzi w sześciu obwodach, w tym sumskim, dniepropetrowskim, charkowskim, donieckim i czernihowskim.
Gubernator obwodu biełgorodzkiego stwierdził, że w wyniku ukraińskiego nalotu na Wałujki trzy domy, linie energetyczne i „pięć wagonów kolejowych zostało uszkodzonych”. Koleje Rosyjskie podały, że w pobliżu stacji Rybnoje w obwodzie riazańskim w Rosji wykoleił się pociąg towarowy, w wyniku czego 19 wagonów wypadło z torów, w tym 15 zostało uszkodzonych. Asystent maszynisty odniósł lekkie obrażenia. Według mediów mogło to być dzieło partyzantów. Według ISW za wykolejeniem pociągu stał wywiad ukraiński. Ponadto doszło do pożaru w fabryce prochu pod Kotowskiem, a dzień wcześniej było słychać wybuchy w pobliżu Biura Projektów Budowy Maszyn w Kołomnej, które specjalizuje się w systemach rakietowych. Tymczasem wojska rosyjskie przeprowadziły ataki na linii Kupiańsk–Swatowe–Kreminna, w pobliżu Bachmutu i Awdijiwki, na zachód i południowy zachód od Doniecka, na granicy obwodu donieckiego i zaporoskiego oraz w zachodnim obwodzie zaporoskim, robiąc postępy w pobliżu Awdijiwki.
Agencja Bloomberg podała, że rząd kanclerza Niemiec Olafa Scholza podwoi pomoc wojskową dla Ukrainy w 2024 roku do ok. 8 miliardów euro i zwiększy niemieckie wydatki na obronę do 2% PKB, zgodnie z polityką NATO.
Wspólne dochodzenie przeprowadzone przez The Washington Post i Der Spiegel wykazało, że były dowódca ukraińskich sił specjalnych, 48-letni Roman Czerwiński, który obecnie przebywa w więzieniu na podstawie niepowiązanych zarzutów, był odpowiedzialny za „logistykę i wsparcie” dla sześcioosobowej grupy sabotażowej, która rzekomo zaatakowała rurociąg Nord Stream 2. W oświadczeniu swojego prawnika Czerwiński zaprzeczył jakiejkolwiek wiedzy o ataku.
Prezydent Łotwy Edgars Rinkēvičs powiedział, że Rosja jest w pełni przygotowana na długoterminową wojnę i że Zachód musi w dalszym ciągu udzielać Ukrainie pomocy w zakresie bezpieczeństwa, w przeciwnym razie FR będzie w przyszłości zagrażać innym krajom.

### 12 listopada

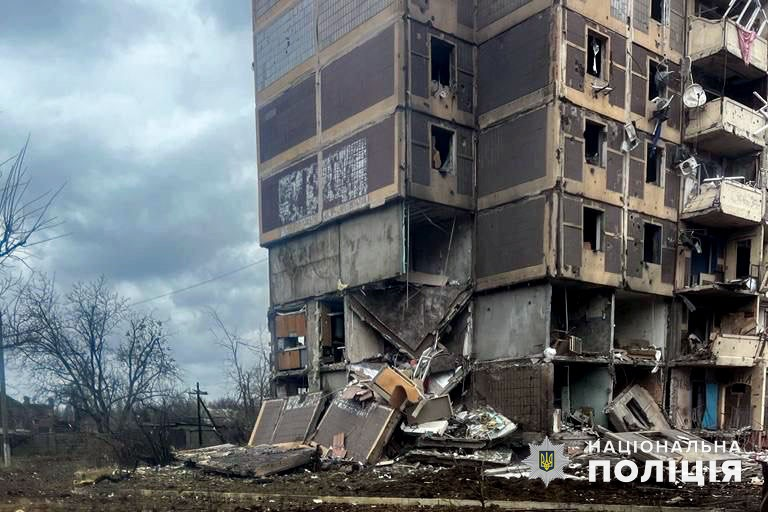
Najwyższy budynek w Awdijiwce po rosyjskim bombardowaniu.

Dowódca Zgrupowania Tauryda generał Ołeksandr Tarnawski powiedział, że w ciągu ostatniej doby armia ukraińska odnotowała 30 nalotów, 712 ataków artyleryjskich i 48 starć na południu kraju. Siły ukraińskie kontynuowały kontrofensywę w kierunku Melitopola oraz ostrzeliwały rosyjskie pozycje ponad 1000 razy. Według Tarnawskiego Rosja straciła 572 żołnierzy oraz 32 sztuki sprzętu wojskowego, w tym dwa czołgi, 14 BWP, trzy systemy artyleryjskie, siedem dronów i dwa systemy rakietowe, a 21 sztuk sprzętu uległo uszkodzeniu. Dowódca Sił Lądowych generał Ołeksandr Syrski poinformował, że siły rosyjskie zintensyfikowały ataki w pobliżu Bachmutu, próbując przejąć kontrolę nad pobliskimi pozycjami, jednak Ukraińcy odpierali rosyjskie ataki.
Sztab Ukrainy podał, że kontynuowano ofensywę w kierunku Melitopola, powodując straty w sile żywej i sprzęcie. Rosja atakowała w kierunkach Kupiańska, Łymanu, Bachmutu, Awdijiwki, Marjinki i Szachtarska, gdzie odparto do 69 ataków. W kierunku kupiańskim, łymańskim i bachmuckim Ukraińcy odparli 11 ataków w rejonie Sinkiwki, Petropawliwki, Iwaniwki i Kiśliwki, cztery ataki w pobliżu Nowojehoriwki oraz ok. 10 ataków w pobliżu Dubowo-Wasyliwki, Kliszczijiwki i Andrijiwki; siły ukraińskie kontynuowały ataki na południe od Bachmutu. W kierunku awdijiwskim i marjińskim Rosjanie kontynuowali próby otoczenia Awdijiwki, jednak armia ukraińska utrzymywała obronę, odpierając 17 ataków w okolicy Nowokałynowego, Nowobachmutiwki, Awdijiwki i Siewiernego. Odparto także 24 ataki w rejonie Marjinki i Nowomychailiwki. W kierunku szachtarskim Rosjanie przeprowadzili dwa nieudane ataki w pobliżu Staromajorśkiego. W ciągu dnia Rosjanie przeprowadzili siedem ataków rakietowych, 34 naloty i 59 ostrzałów na pozycje ukraińskie i obszary zaludnione (odnotowano ofiary wśród cywilów oraz zniszczoną infrastrukturę). Lotnictwo Ukrainy dokonało czterech nalotów na miejsca koncentracji, natomiast artyleria ostrzelała pięć obszarów koncentracji i trzy magazyny amunicji.
W nocy armia rosyjska przeprowadziła atak rakietowy na obwód mikołajowski. Według ukraińskiego wojska zestrzelono jeden pocisk Ch-59, a kolejne rakiety Ch-59 i Iskander-M trafiły w terytorium regionu, jednak nie odnotowano żadnych ofiar. Szef administracji wojskowej Roman Mroczko poinformował, że nad ranem w wyniku rosyjskiego ostrzału w Chersoniu zginął 64-letni mężczyzna oraz została ranna 64-letnia kobieta. Została również poważnie zniszczona Chersońska Regionalna Uniwersalna Biblioteka Naukowa im. Ołesia Honczara. W ciągu ostatniej doby siły rosyjskie zaatakowały obwód chersoński 62 razy, zabijając jedną osobę i raniąc pięciu cywilów. Dowództwo „Północ” Ukrainy oświadczyło, że w ciągu ostatniego dnia Rosjanie 13 razy przeprowadzili transgraniczny ostrzał artyleryjski w północnym obwodzie czernihowskim i sumskim za pomocą moździerzy 120 mm, wyrzutni rakiet i dronów. Odnotowano ponad 80 eksplozji w obu obwodach. Ponadto minister energetyki Herman Hałuszczenko stwierdził, że Ukraina posiada dość zasobów energetycznych, aby przetrwać nadchodzącą zimę, jednakże spodziewane nasilenie rosyjskich ataków może zakłócić dostawy.
Ukraiński wywiad wojskowy stwierdził, że „przedstawiciele lokalnego ruchu oporu” w okupowanym Melitopolu przeprowadzili „akcją odwetową”, powodując potężną eksplozję w kwaterze głównej armii rosyjskiej, w wyniku której zginęło co najmniej trzech oficerów Rosgwardii. Do ataku doszło podczas spotkania członków rosyjskiej FSB i Rosgwardii.
W ocenie ISW Ukraina nasiliła ataki na rosyjskie wojsko, logistykę i inne ważne aktywa na tyłach okupowanej Ukrainy i Rosji. Siły ukraińskie osiągnęły niewielkie postępy na wschodnim brzegu obwodu chersońskiego w wyniku trwających operacji lądowych. Wojska rosyjskie przeprowadziły ataki na linii Kupiańsk–Kreminna, w pobliżu Bachmutu, na granicy obwodu donieckiego i zaporoskiego oraz w zachodnim obwodzie zaporoskim.
Prezydent Zełenski stwierdził, że system obrony powietrznej Ukrainy jest silniejszy niż w roku poprzednim dzięki wsparciu krajów partnerskich, w tym Stanów Zjednoczonych, Niemiec, Francji, Wielkiej Brytanii, Norwegii, Włoch, Rumunii, Szwecji, Holandii, Czech, Słowacji, Bułgarii, Polski, krajów bałtyckich i in., które pomogły w utworzeniu obrony przeciwlotniczej za pomocą systemów Patriot, IRIS-T, SAMP-T czy Hawk, w celu wzmocnienia ochrony ukraińskiej infrastruktury. Rzecznik ukraińskich Sił Powietrznych Jurij Ihnat oświadczył, że udało się zrekonfigurować systemy rakietowe Buk-M1 z czasów radzieckich, aby umożliwić im wystrzeliwanie pocisków wyprodukowanych w USA.
Prezydent Korei Południowej Yoon Suk-yeol spotkał się z Sekretarzem Obrony USA i stwierdził, że Korea Północna miała bezpośrednie i pośrednie powiązania z wojną na Ukrainie.
Brytyjskie MON podało, że zażywanie narkotyków przez rosyjskich żołnierzy walczących na Ukrainie było poważnym problemem, a jednym z powodów tego był brak możliwości rotacji oddziałów. Niezależny rosyjski portal Wiorstka stwierdził, że do 15% rosyjskich żołnierzy na Ukrainie zażywało narkotyki, w tym amfetaminę i marihuanę, które były łatwe do zdobycia nawet na linii frontu. Zdaniem Ministerstwa „rosyjscy dowódcy prawdopodobnie często karali nadużywających narkotyków i alkoholu, oddelegowując ich do oddziałów szturmowych Storm-Z, które stały się jednostkami karnymi”.

### 13 listopada

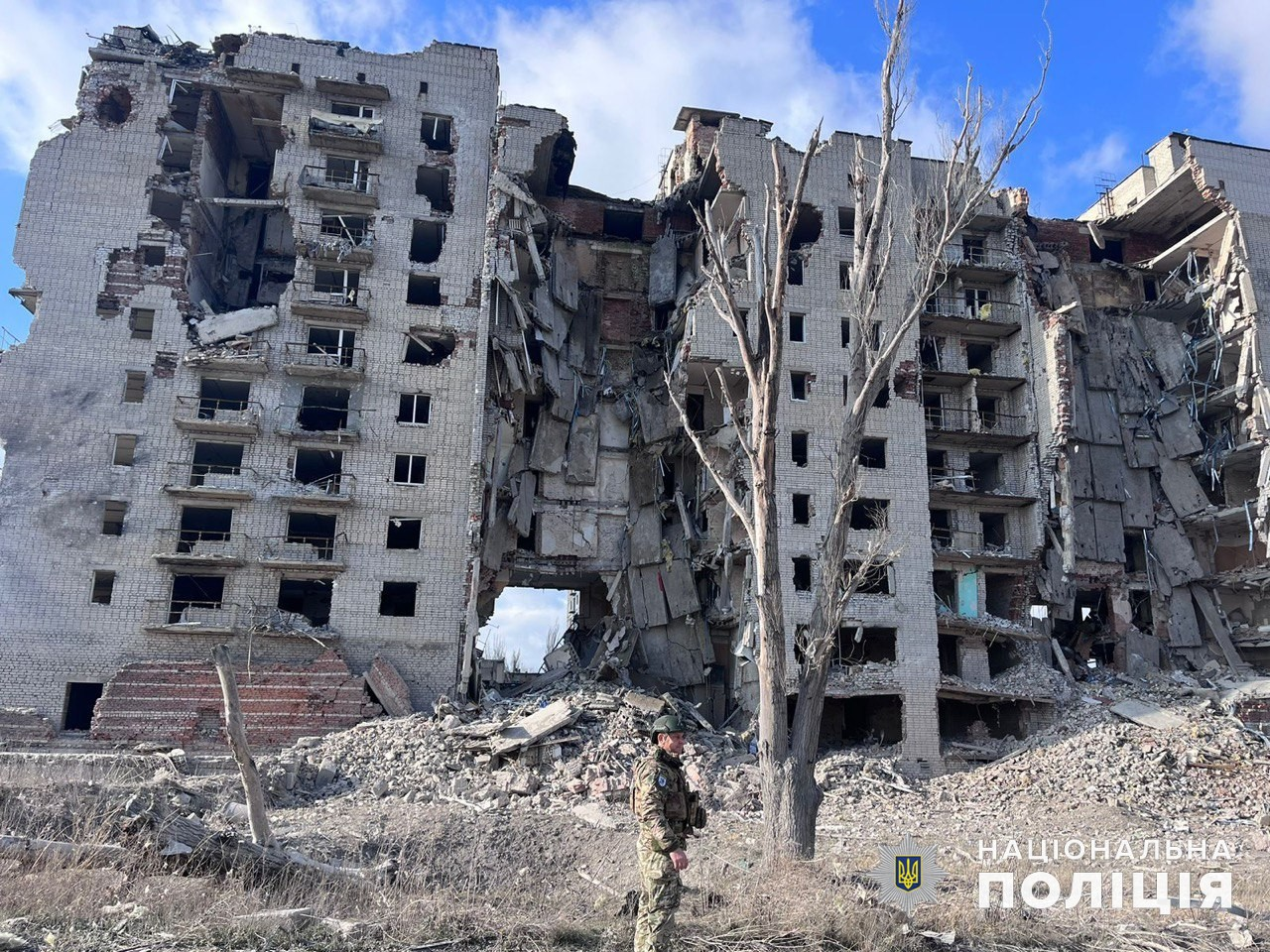
Budynek mieszkalny w Awdijiwce po rosyjskim ostrzale.

SG Ukrainy oświadczył, że kontynuowano ofensywę w kierunku Melitopola, powodując straty w sile żywej i sprzęcie. Armia rosyjska atakowała w kierunkach Kupiańska, Łymanu, Bachmutu, Awdijiwki, Marjinki, Szachtarska i Zaporoża, gdzie odparto do 80 ataków. W kierunku kupiańskim, łymańskim i bachmuckim Ukraińcy odparli siedem ataków w rejonie Sinkiwki, Petropawliwki i Iwaniwki, sześć ataków w pobliżu Nadii, Nowojehoriwki i Torśkego oraz 15 ataków w okolicy Iwaniwskiego, Kliszczijiwki i Andrijiwki; siły ukraińskie kontynuowały ataki na południe od Bachmutu. W kierunku awdijiwskim i marjińskim Rosjanie kontynuowali próby otoczenia Awdijiwki, jednak armia ukraińska utrzymywała obronę, odpierając 18 ataków w okolicy Nowokałynowego, Awdijiwki, Siewiernego i Perwomajskiego. Odparto także 24 ataki w rejonie Marjinki i Nowomychailiwki. W kierunku szachtarskim i zaporoskim Rosjanie przeprowadzili nieudane ataki w pobliżu Zołotej Niwy i Robotyne. W ciągu 24h Rosja przeprowadziła cztery ataki rakietowe, 53 naloty i 45 ostrzałów na pozycje ukraińskie i obszary zaludnione (odnotowano ofiary wśród cywilów oraz zniszczoną infrastrukturę). Lotnictwo Ukrainy dokonało ośmiu nalotów na miejsca koncentracji i jednego na kompleks rakiet przeciwlotniczych, a artyleria uderzyła w sześć obszarów koncentracji, dwa punkty kontrolne, sześć jednostek artylerii i system przeciwlotniczy.
Gubernator Ołeksandr Prokudin poinformował, że w wyniku rosyjskich ataków rakietowych i artyleryjskich na Chersoń zginęły trzy osoby, a 15 zostało rannych, w tym 2-miesięczne dziecko. Zniszczonych lub uszkodzonych zostało co najmniej 17 obiektów, w tym „budynek administracyjny, szpital i 15 budynków mieszkalnych” oraz karetka pogotowia i siedem innych pojazdów. Rosjanie przeprowadzili 124 ataki na obwód chersoński, wystrzeliwując 618 pocisków z artylerii, moździerzy, Gradów, czołgów, dronów i samolotów. Gubernator obwodu dniepropetrowskiego Serhij Łysak oświadczył, że wojska rosyjskie ostrzelały Nikopol, raniąc co najmniej jednego cywila. W atakach uszkodzono trzy domy, przedsiębiorstwo użyteczności publicznej, obiekt infrastruktury, trzy budynki gospodarcze, dwa garaże, gazociąg i linię energetyczną.
Agencje RIA Nowosti i TASS opublikowały, a następnie szybko wycofały, raport mówiący, że siły rosyjskie były wycofywane na wschód od rzeki Dniepr „na korzystniejsze pozycje” i „uwolnić część swoich sił, które zostaną wykorzystane do operacji ofensywnych na innych obszarach”. Ministerstwo Obrony Rosji powiązało ten raport z „fałszywym kontem” z Ukrainy, określając ten incydent jako operację dezinformacyjną. Według ISW źródła ukraińskie i rosyjskie odnotowały, że zmieniające się warunki pogodowe wpływały na pole bitwy, ale nie wstrzymywały działań wojennych. Ukraińscy urzędnicy stwierdzili, że w nadchodzącej zimie Ukraina prawdopodobnie przeprowadzi kampanię przechwytywania rosyjskich szlaków dostaw. Tymczasem wojska rosyjskie przeprowadziły ataki na linii Kupiańsk–Swatowe, w pobliżu Bachmutu i Awdijiwki, na zachód i południowy zachód od Doniecka, na granicy obwodu donieckiego i zaporoskiego oraz w zachodnim obwodzie zaporoskim, robiąc postępy na niektórych obszarach.
Według doniesień Departament Obrony USA zakupił dla Ukrainy ok. 60 dział przeciwlotniczych Gepard od Jordanii, która wcześniej kupiła je od Holandii w latach 2013–2016. Niemcy dostarczyły Ukrainie pakiet pomocy wojskowej obejmujący 10 czołgów Leopard 1A5, 14 pojazdów Bandvagn 206, 16 ciężarówek Mercedes-Benz Zetros, cztery ciężarówki HX81 z naczepami, 13 ciężarówek MAN TGS, trzy pojazdy ochrony granic, pojazd do usuwania min Wisent 1, 1020 szt. amunicji 155 mm, 1,33 mln szt. amunicji do broni strzeleckiej, 14 naziemnych radarów obserwacyjnych Ground Observer 12, pięć karetek opancerzonych Bronco ATTC oraz 10 dronów rozpoznawczych Vector. Ambasador Niemiec na Ukrainie Martin Jaeger oświadczył, że Niemcy dostarczą Ukrainie dwa kolejne systemy obrony powietrznej IRIS-T. Minister obrony Angel Tîlvăr powiedział, że w Rumunii otwarto ukraińskie centrum szkolenia pilotów myśliwców F-16, stwierdzając: „Centrum będzie międzynarodowym ośrodkiem szkolenia pilotów F-16 i ułatwi zwiększoną interoperacyjność między sojusznikami”. Szef MSZ Ukrainy Dmytro Kułeba i minister obrony Niemiec Boris Pistorius potwierdzili, że ze względu na złą kondycję europejskiego przemysłu obronnego obiecana przez UE dostawa 1 miliona pocisków artyleryjskich nie zostanie dostarczona do marca 2024 roku.
Brytyjskie MON poinformowało, że Rosja zamierza zwiększyć produkcję naprowadzanej laserowo amunicji artyleryjskiej 152 mm Krasnopol-M2 i poprawić jej działanie w złych warunkach pogodowych. Ten typ amunicji był z powodzeniem wykorzystywany m.in. do precyzyjnych ataków na pojedyncze ukraińskie pojazdy. Rosyjski przemysł obronny nie był w stanie wyprodukować wystarczającej ilości amunicji konwencjonalnej, więc planowane zwiększenie produkcji Krasnopolu było prawdopodobnie próbą bardziej efektywnego wykorzystania mocy produkcyjnych. Zdaniem Ministerstwa „w miarę zbliżania się zimy, dostęp Rosji do ulepszonej amunicji precyzyjnej będzie prawdopodobnie jednym z głównych czynników wpływających na jej skuteczność operacyjną na Ukrainie”.
Ambasador USA na Ukrainie Bridget Brink powiedziała, że od czasu otwarcia w sierpniu br. tymczasowego korytarza humanitarnego przez Morze Czarne, przepłynęło przez niego 100 statków przewożących 3,7 mln ton żywności i towarów.

### 14 listopada
Dowódca ukraińskich Sił Lądowych generał Ołeksandr Syrski powiedział, że w ciągu ostatnich dwóch tygodni armia rosyjska straciła ponad 4 tys. żołnierzy i 500 szt. sprzętu w walkach na froncie w obwodach charkowskim i donieckim, gdzie Rosjanie nieustannie atakowali okolice Kupiańska, a także na północ i południe od Bachmutu. Syrski stwierdził także, że pomimo rosyjskich prób „przejęcia inicjatywy” poprzez przeprowadzenie kontrataków, ukraińscy żołnierze utrzymali obronę i zadawali ciężkie straty.
Sztab Ukrainy podał, że kontynuowano ofensywę w kierunku Melitopola, powodując straty w sile żywej i sprzęcie. FR atakowała w kierunkach Kupiańska, Łymanu, Bachmutu, Awdijiwki, Marjinki i Szachtarska, gdzie odparto ponad 60 ataków. W kierunku kupiańskim, łymańskim i bachmuckim Ukraińcy odparli osiem ataków w rejonie Sinkiwki i Petropawliwki, sześć ataków w pobliżu Nadii i Leśu Serebryańskiego oraz 12 ataków w okolicy Bohdaniwki, Iwaniwskiego, Kliszczijiwki i Andrijiwki; siły ukraińskie kontynuowały ataki na południe od Bachmutu. W kierunku awdijiwskim i marjińskim Rosjanie kontynuowali próby otoczenia Awdijiwki, jednak siły ukraińskie utrzymywały obronę, odpierając 17 ataków w okolicy Nowokałynowego, Awdijiwki, Siewiernego, Tonenke, Wodiane i Perwomajskiego. Odparto także 20 ataków w rejonie Marjinki i Nowomychailiwki. W kierunku szachtarskim Rosjanie przeprowadzili dwa nieudane ataki w pobliżu Staromajorśkiego. W ciągu doby Rosja przeprowadziła osiem ataków rakietowych, 59 nalotów i 49 ostrzałów na pozycje ukraińskie i obszary zaludnione (odnotowano ofiary wśród cywilów oraz zniszczoną infrastrukturę). Lotnictwo Ukrainy dokonało 10 nalotów na miejsca koncentracji, a artyleria uderzyła w sześć obszarów koncentracji, punkt kontrolny, 17 jednostek artylerii, trzy systemy przeciwlotnicze oraz magazyn paliw i smarów.
Rosja przeprowadziła atak rakietowy i dronów na Ukrainę, wystrzeliwując dziewięć dronów Shahed 136/131 z Primorsko-Achtarska, rakietę balistyczną Iskander-M z rejonu dżankojskiego i rakietę manewrującą Ch-35 z obwodu zaporoskiego; ukraińska obrona przeciwlotnicza zestrzeliła siedem dronów. Według władz lokalnych w ciągu ostatniej doby w rosyjskich atakach na dziewięć obwodów Ukrainy zginęło trzech cywilów (w obwodzie chersońskim), a 19 zostało rannych. Gubernator Sierhij Łysak stwierdził, że siły rosyjskie uderzyły w Nikopol, zabijając jedną osobę i raniąc 72-letniego mężczyznę. Ministerstwo Energii poinformowało, że w ciągu ostatniej doby Rosjanie próbowali atakować obiekty infrastruktury energetycznej na Ukrainie, m.in. w obwodzie donieckim. Odbiorcy w obwodach donieckim, charkowskim, chersońskim, zaporoskim, sumskim i czernihowskim byli częściowo pozbawieni prądu. Ponadto „w wyniku ostrzału uszkodzony został sprzęt w jednym z zakładów rafinacji ropy naftowej. (...) Nie było ofiar”.
Rosyjskie media podały, że w nocy fabryka chemiczna produkująca amunicję i materiały wybuchowe w Sielcu w obwodzie briańskim została uszkodzona przez ukraińskiego drona. Ministerstwo Obrony Rosji oświadczyło, że w ciągu nocy zestrzelono cztery ukraińskie drony nad obwodami moskiewskim, tambowskim i orłowskim.
W opinii ISW siły rosyjskie będą próbują odzyskać inicjatywę w wojnie, przeprowadzając jednocześnie kilka ofensyw na wschodzie kraju, jednakże sukces tych działań będzie wątpliwy, ponieważ Ukraińcy skutecznie bronią się na kluczowych odcinkach frontu. Ukraińscy politycy i wojskowi donosili, że Rosjanie próbowali odzyskać inicjatywę w Awdijiwce oraz w pobliżu Kupiańska, Marjinki i Bachmutu. Zdaniem Instytutu siły rosyjskie mogą mieć duże trudności ze zrealizowaniem swoich celów, ponieważ strona ukraińska skutecznie odpiera ataki oraz podejmuje własne ofensywy, głównie w obwodzie zaporoskim i chersońskim. Wojska rosyjskie przeprowadziły ataki na linii Kupiańsk–Swatowe–Kreminna, w pobliżu Bachmutu i Awdijiwki, na zachód i południowy zachód od Doniecka, na granicy obwodu donieckiego i zaporoskiego oraz w zachodnim obwodzie zaporoskim, robiąc postępy na niektórych obszarach.
Według OSW Rosjanie osiągnęli niewielkie postępy na południowo-wschodnich obrzeżach Awdijiwki oraz po zachodniej stronie linii kolejowej na północ od Stepowego. Siły rosyjskie wkroczyły do Kliszczijiwki na południowy zachód od Bachmutu, odpychając Ukraińców od linii kolejowej Bachmut–Gorłówka. Poszerzyły także kontrolowany przez nich obszar w rejonie Zbiornika Berchiwskiego. Siły ukraińskie próbowały poszerzyć przyczółek na lewym brzegu Dniepru i w oparciu o miejscowość Krynky wyprowadzić atak w kierunku drogi z Oleszek do Nowej Kachowki, wykorzystywanej przez Rosjan jako lokalna linia zaopatrzenia, jednak bez większego sukcesu. Ukraiński SG podawał, że wciąż odnotowywano wysoką aktywność Rosji na pozostałych kierunkach, głównie w rejonie Marjinki. Z lokalnych doniesień wynikało, że niekorzystne warunki pogodowe wpłynęły na spowolnienie ogólnego tempa działań.
Rheinmetall ogłosił, że w ramach zamówienia finansowanego przez rząd Niemiec dostarczy Ukrainie 25 czołgów Leopard 1A5, pięć pojazdów ratowniczych Bergepanzer 2 i dwa czołgi do szkolenia kierowców. Unia Europejska przeznaczyła 100 mln euro na pomoc humanitarną na Ukrainie i 10 mln euro na wsparcie ukraińskich uchodźców w Mołdawii. Norweskie MSZ podało, że przekaże 89,7 mln dolarów dodatkowego finansowania krajowym organizacjom pomocy humanitarnej działającym na Ukrainie. Agencja Reuters, powołując się na zdjęcia satelitarne amerykańskiego Instytutu Nauki i Bezpieczeństwa Narodowego (ISIS), poinformowała, że w Rosji trwała budowa fabryki, w której miały być produkowane na masową skalę irańskie drony Shahed 136. Budynek fabryki znajduje się 800 km na wschód od Moskwy, w regionie Tatarstanu.
Minister obrony Rustem Umierow powiedział, że można było uniknąć incydentu, podczas którego 128 Górska Brygada Szturmowa została zaatakowana przez wojska rosyjskie podczas ceremonii wręczenia odznaczeń, w wyniku czego zginęło co najmniej 19 ukraińskich żołnierzy. Jednak organizatorzy zlekceważyli podstawowe środki bezpieczeństwa, co doprowadziło do tragedii. Według dowódcy rosyjskiej jednostki karnej Sturm-Z, Światosława Golikowa, amunicja kasetowa wystrzelona za pomocą pocisków ATACMS powodowała duże straty wśród rosyjskiej piechoty. Logistyka ewakuacyjna i wojskowa infrastruktura medyczna były przeciążone, a piechota wyczerpana. W związku z tym nie było znaczących przełomów na froncie. Ranni żołnierze bez odpowiedniej opieki medycznej również byli kierowani do następnych ataków. Cena za niewielkie zdobycze terytorialne dla Rosji była „bardzo wysoka i smutna”.

### 15 listopada
Szef Kancelarii Prezydenta Andrij Jermak po raz pierwszy przyznał, że siły ukraińskie utworzyły „przyczółek” i zajmowały pozycje na wschodnim brzegu obwodu Dniepru. Rzeczniczka Południowego Zgrupowania Natalia Humeniuk poinformowała, że Ukraińcy wypierali wojska rosyjskie, ustanawiając strefę buforową od 3 do 8 km od brzegu rzeki w obwodzie chersońskim. Prorosyjski gubernator obwodu chersońskiego Wołodymyr Saldo stwierdził, że niewielka grupa ukraińskich żołnierzy skutecznie kontrolowała most kolejowy na Dnieprze do Krynek, 2 km na południowy wschód od rzeki. Dodał także, że wojska ukraińskie w Krynkach znajdowały się pod ciężkim ostrzałem i rzekomo poniosły znaczne straty. Po raz  pierwszy Rosja przyznała wtedy, że siły ukraińskie prowadzą działania na wschodnim brzegu Dniepru. Według ISW wojska ukraińskie kontynuowały „większe niż zazwyczaj” działania na lewym brzegu Dniepru. Według blogerów wojennych Ukraińcy przeprowadzili nieudane ataki z miejscowości Krynki oraz atakowali w pobliżu Pojmy i Piszczaniwki, miejscowości leżących 3–4 km od rzeki.
Według SG Ukrainy kontynuowano ofensywę w kierunku Melitopola, powodując straty w sile żywej i sprzęcie. Rosja atakowała w kierunkach Kupiańska, Łymanu, Bachmutu, Awdijiwki, Marjinki, Szachtarska i Zaporoża, gdzie odparto do 65 ataków. W kierunku kupiańskim, łymańskim i bachmuckim Ukraińcy odparli siedem ataków w rejonie Sinkiwki, Petropawliwki i Iwaniwki, jeden atak w pobliżu Nadii oraz sześć ataków w okolicy Kliszczijiwki i Andrijiwki; siły ukraińskie kontynuowały ataki na południe od Bachmutu. W kierunku awdijiwskim i marjińskim Rosjanie kontynuowali próby otoczenia Awdijiwki, jednak siły ukraińskie utrzymywały obronę, odpierając 18 ataków w okolicy Nowokałynowego, Awdijiwki i Perwomajskiego. Odparto także 22 ataki w rejonie Marjinki i Nowomychailiwki. W kierunku szachtarskim i zaporoskim siły rosyjskie przeprowadziły ponad sześć ataków w pobliżu Preczystiwki, Staromajorśkiego i Nowodariwki. W ciągu 24h armia rosyjska przeprowadziła osiem ataków rakietowych, 29 nalotów i 76 ostrzałów na pozycje ukraińskie i obszary zaludnione (odnotowano ofiary wśród cywilów oraz zniszczoną infrastrukturę). Lotnictwo Ukrainy dokonało 10 nalotów na miejsca koncentracji i trzech na przeciwlotnicze systemy rakietowe; artyleria zaatakowała dwa obszary koncentracji, 13 jednostek artylerii, skład amunicji i trzy systemy przeciwlotnicze.
Według władz lokalnych w ciągu ostatniej doby w rosyjskich atakach zginęło dwóch ukraińskich cywilów, a 12 kolejnych zostało rannych. Gubernator Ołeksandr Prokudin powiedział, że w ciągu 24h doszło do 81 rosyjskich ataków na obwód chersoński, w których rannych zostało siedem osób. Gubernator Serhij Łysak poinformował, że Nikopol został zaatakowany 11 razy przy pomocy ciężkiej artylerii i dronów. Prokuratura Generalna Ukrainy podała, że w godzinach nocnych cztery rosyjskie rakiety S-300 uderzyły w Sełydowe w obwodzie donieckim, zabijając cztery osoby i raniąc trzy kolejne. Zniszczonych lub uszkodzonych zostało sześć wieżowców, 20 domów prywatnych, samochód i budynek gospodarczy. Szef MSW Ihor Kłymenko podał, że dwóch członków Państwowej Służby ds. Sytuacji Nadzwyczajnych Ukrainy zginęło (a siedem osób zostało rannych, w tym trzech ratowników) w wyniku rosyjskiego ostrzału w obwodzie zaporoskim. Gubernator Ołeh Siniehubow podał, że armia rosyjska siedmiokrotnie użyła rakiet S-300 do ataku na Czuhujew. Ukraińskie Ministerstwo Energetyki poinformowało, że Rosjanie ostrzelali elektrownię cieplną w obwodzie donieckim i uszkodzili gazociąg w obwodzie charkowskim. W wyniku uszkodzenia gazociągu dostępu do gazu było pozbawionych co najmniej 300 osób.
Brytyjskie MON stwierdziło, że zakłady koksochemiczne w Awdijiwce były kluczowe dla kontroli nad miastem, o które wojska ukraińskie i rosyjskie toczyły zacięte walki. W ciągu ostatniego tygodnia Rosjanie kontynuowali ataki w kierunku wiosek w pobliżu Awdijiwki, próbując okrążyć miasto. Ostatnie postępy prawdopodobnie zbliżyły wojska rosyjskie do Zakładów Koksochemicznych, kompleksu przemysłowego położonego w kluczowym miejscu na północy miasta. Zdaniem Ministerstwa „zakład dominuje nad główną drogą do Awdijiwki i gdyby siły rosyjskie zdobyły nad nim kontrolę, zaopatrywanie miasta stałoby się trudniejsze dla Ukrainy. Jednak obiekt zapewnia Ukrainie lokalną przewagę obronną, a Rosjanie prawdopodobnie poniosą znaczne straty osobowe, jeśli spróbują zaatakować obiekt”. W opinii ISW wojska rosyjskie przeprowadziły ataki na linii Kupiańsk–Swatowe–Kreminna, w pobliżu Bachmutu i Awdijiwki, na zachód i południowy zachód od Doniecka, na granicy obwodu donieckiego i zaporoskiego oraz w zachodnim obwodzie zaporoskim, robiąc postępy na niektórych obszarach. Ponadto władze rosyjskie i okupacyjne kontynuowały wysiłki mające na celu indoktrynację ukraińskich studentów na zajętej Ukrainie.
Rząd Stanów Zjednoczonych ogłosił, że w Polsce odbędą się główne przeglądy i naprawy ukraińskich F-16.

### 16 listopada
Sztab Ukrainy podał, że kontynuowano ofensywę w kierunku Melitopola, powodując straty w sile żywej i sprzęcie. FR atakowała w kierunkach Kupiańska, Łymanu, Bachmutu, Awdijiwki, Marjinki, Szachtarska i Zaporoża, gdzie odparto do 72 ataków. W kierunku kupiańskim, łymańskim i bachmuckim Ukraińcy odparli cztery ataki w rejonie Sinkiwki i Petropawliwki, ataki w pobliżu Biłohoriwki oraz sześć ataków w okolicy Iwaniwskiego, Kliszczijiwki i Andrijiwki; siły ukraińskie kontynuowały ataki na południe od Bachmutu. W kierunku awdijiwskim i marjińskim Rosjanie kontynuowali próby otoczenia Awdijiwki, jednak wojska ukraińskie utrzymywały obronę, odpierając 17 ataków w okolicy Stepowego, Awdijiwki i Perwomajskiego. Odparto także 19 ataków w rejonie Marjinki i Nowomychailiwki. W kierunku szachtarskim i zaporoskim siły rosyjskie przeprowadziły sześć ataków w pobliżu Staromajorśkiego, Robotyne i Werbowego. W ciągu doby Rosja przeprowadziła 12 ataków rakietowych, 47 nalotów i 38 ostrzałów na pozycje ukraińskie i obszary zaludnione (odnotowano ofiary wśród cywilów oraz zniszczoną infrastrukturę). Lotnictwo Ukrainy dokonało dwóch nalotów na miejsca koncentracji, a artyleria zaatakowała trzy obszary koncentracji, sześć jednostek artylerii, dwa punkty kontrolne i dwa składy amunicji.
Gubernator Ołeksandr Prokudin poinformował, że w rosyjskich atakach na Biłozerkę zginęła jedna osoba, a cztery kolejne zostały ranne. Później Prokudin oświadczył, że w atakach na Chersoń zginęła 75-letnia kobieta, a co najmniej osiem innych osób, w tym 15-letnia dziewczyna, zostało rannych. Ataki uszkodziły domy i inną infrastrukturę cywilną. Ukraina stwierdziła, że w godzinach nocnych zestrzelono 16 z 18 rosyjskich dronów Shahed 136/131 (z Primorsko-Achtarska) i rakietę Ch-59 nad obwodem chmielnickim. Spadające szczątki dronów zraniły kierowcę ciężarówki i uszkodziły magazyny żywności. Około północy Rosjanie zaatakowali infrastrukturę cywilną w obwodzie charkowskim za pomocą przeciwlotniczych rakiet S-300.
Gubernator Andrij Bocharow podał, że ok. 1:00 w nocy w pobliżu rosyjskiej wsi Kotłubań w obwodzie wołgogradzkim wybuchł pożar. Według mediów, powołujących się na lokalnych mieszkańców, pożar wybuchł w magazynach z bronią w lokalnej jednostce wojskowej, a udało się go ugasić dopiero ok. 5:00 nad ranem. Później Ministerstwo Obrony Rosji stwierdziło, że zniszczono „dwa ukraińskie drony nad terytorium obwodu briańskiego, a trzy kolejne przechwycono nad Morzem Czarnym w pobliżu wybrzeży Krymu”.
ISW, powołując się na informacje ukraińskie, podało, że dalsza okupacja Zaporoskiej Elektrowni Jądrowej spowodowała awarie sprzętu, co zagrażało bezpieczeństwu elektrowni. Z doniesień Ukrainy i MAEA wynikało, że wzrastała obecność i wyłączna kontrola Rosji nad elektrownią. Tymczasem wojska rosyjskie przeprowadziły ataki na linii Kupiańsk–Swatowe–Kreminna, w pobliżu Bachmutu i Awdijiwki, na zachód i południowy zachód od Doniecka, w pobliżu Robotyne, na północny wschód od Wasyliwki, na granicy obwodu donieckiego i zaporoskiego oraz w zachodnim obwodzie zaporoskim, robiąc postępy w pobliżu Awdijiwki.
Prezydent Wołodymyr Zełenski spotkał się z nowym brytyjskim ministrem spraw zagranicznych i byłym premierem Davidem Cameronem oraz podziękował Wielkiej Brytanii za zdecydowane wsparcie dla Ukrainy. Zełenski ujawnił również, że od początku wojny Izraela z Hamasem liczba pocisków artyleryjskich dostarczanych Ukrainie przez zachodnich sojuszników spadła, zwłaszcza znacząco spadły dostawy bardzo potrzebnych pocisków artyleryjskich 155 mm. Departament Obrony Stanów Zjednoczonych oświadczył, że dostarczy Ukrainie części zamienne do F-16, aby zapewnić odpowiednią konserwację maszyn po ich dostarczeniu. Minister ds. strategicznych gałęzi przemysłu Ukrainy Ołeksandr Kamyszyn poinformował, że Ukraina rozpoczęła seryjną produkcję odpowiedników dronów Shahed obejmującą kilkadziesiąt maszyn miesięcznie, oraz że zwiększono produkcję „innych obiektów”.
Według ukraińskiego eksperta wojskowego Petro Czernyka, Rosjanie, mimo zachodnich sankcji, utrzymali produkcję ok. 100 rakiet (Kindżał, Ch-101, Ch-55 i Kalibr) miesięcznie oraz powiększali ich zapasy. Niezbędne elementy, również wyprodukowane na Zachodzie, kupowali od krajów trzecich. Brytyjskie Ministerstwo Obrony podało, że Rosja prawdopodobnie po raz pierwszy zaczęła używać samolotu wczesnego ostrzegania i kontroli powietrznej A-50 Szmiel do identyfikacji celów nad Ukrainą dla naziemnego systemu obrony powietrznej dalekiego zasięgu SA-21. Stanowiło to uzupełnienie podstawowej misji A-50, polegającej na koordynowaniu samolotów myśliwskich. W porównaniu z radarem naziemnym SA-21, A-50 może wykorzystywać swój radar do wykrywania samolotów przeciwnika na większych odległościach.
Federalny Departament Spraw Zagranicznych stwierdził, że Szwajcaria popiera powołanie specjalnego międzynarodowego trybunału do zbadania zbrodni wojennych Rosji na Ukrainie i jest głęboko przekonana, że agresja na Ukrainę nie może pozostać bezkarna. Szwajcaria stała się 39. krajem, który przyłączył się do tej inicjatywy.

### 17 listopada
Po ataku wojsk ukraińskich przez Dniepr w pobliżu Chersonia, w regionie trwały ciężkie walki. Jak oznajmił SG Ukrainy, zadaniem żołnierzy przekraczających rzekę było „przeprowadzanie manewrów dywersyjnych, rajdów i działań rozpoznawczych”, w tym rozpoznanie rosyjskich szlaków zaopatrzenia wojskowego i stanowisk artyleryjskich. Jednak jednym z głównych zadań było odepchnięcie wojsk rosyjskich jak najdalej od brzegów Dniepru, aby powstrzymać częste rosyjskie ataki na ludność cywilną na drugim brzegu rzeki. Ukraińska piechota morska podała, że wojska rosyjskie straciły niemal 3500 żołnierzy, w tym ponad 1200 zabitych, a także dziesiątki sprzętu podczas bitew na rzece Dniepr i jej okolicach; „Siły Obronne Ukrainy przeprowadziły serię skutecznych działań na wschodnim brzegu Dniepru na kierunku Chersonia”, w wyniku czego umocniły się na „kilku przyczółkach”. Na odcinku frontu w pobliżu Awdijiwki panowała coraz gorsza sytuacja, gdzie siły rosyjskie zajmowały pozycje wokół miasta, zwłaszcza na północnej flance. Analityk wojskowy Ołeksandr Musijenko stwierdził, że „należy rozpatrywać również najgorsze scenariusze, w których być może Ukraińcy będą musieli się wycofać”, dodając także, że „jeśli wróg zacznie zamykać otoczenie, nie można dopuścić, aby ukraińskie oddziały znalazły się w kotle”.
SG Ukrainy oświadczył, że kontynuowano ofensywę w kierunku Melitopola i zajmowanie pozycji rosyjskich na lewym brzegu Dniepru, gdzie odparto 12 ataków. Rosja atakowała w kierunkach Kupiańska, Łymanu, Bachmutu, Awdijiwki, Marjinki, Szachtarska i Zaporoża, gdzie odparto do 67 ataków. W kierunku kupiańskim, łymańskim i bachmuckim Ukraińcy odparli cztery ataki w rejonie Sinkiwki, Petropawliwki i Iwaniwki, ataki w pobliżu Lasu Serebriańskiego oraz 11 ataków w okolicy Wasiukiwki, Kliszczijiwki i Andrijiwki; siły ukraińskie kontynuowały ataki na południe od Bachmutu. W kierunku awdijiwskim i marjińskim Rosjanie kontynuowali próby otoczenia Awdijiwki, jednak wojska ukraińskie utrzymywały obronę, odpierając 23 ataki w okolicy Keramik, Nowobachmutiwki, Stepowego, Awdijiwki i Tonenke. Odparto także 21 ataków w rejonie Marjinki i Nowomychailiwki. W kierunku szachtarskim i zaporoskim siły rosyjskie przeprowadziły trzy ataki w pobliżu Wodiane, Robotyne i Werbowego. W ciągu 24h Rosjanie przeprowadzili jeden atak rakietowy, 37 nalotów i 41 ostrzałów na pozycje ukraińskie i obszary zaludnione (odnotowano ofiary wśród cywilów oraz zniszczoną infrastrukturę). Ukraińskie lotnictwo dokonało 10 nalotów na miejsca koncentracji i dwóch na przeciwlotnicze systemy rakietowe, z kolei artyleria ostrzelała trzy obszary koncentracji, sześć jednostek artylerii, system przeciwlotniczy, punkt kontrolny i skład amunicji.
Gubernator Ołeksandr Prokudin powiedział, że w ciągu doby w rosyjskich atakach w obwodzie chersońskim zginęło sześć osób a co najmniej 10 zostało rannych, w tym dziecko. Siły rosyjskie ostrzelały region (w tym Chersoń ponad 40 razy) za pomocą artylerii, dronów, wyrzutni rakietowych, czołgów i samolotów, atakując m.in. obszary mieszkalne. Ataki uszkodziły infrastrukturę cywilną, w tym biurowce, sklepy i placówki medyczne. P.o. gubernatora powiedział, że w ciągu ostatniej doby Rosja przeprowadziła wiele ataków na obwód doniecki, w wyniku których zginęło co najmniej dwóch cywilów, a trzech zostało rannych. W nocy siły rosyjskie zaatakowały Ukrainę przy użyciu 10 dronów Shahed 136/131 z kierunku Primorsko-Achtarska; dziewięć z nich zostało zniszczonych przez ukraińską obronę przeciwlotniczą nad obwodami mikołajowskim, odeskim, żytomiemrskim i chmielnickim. Ponadto Rosjanie wystrzelili kilka rakiet S-300, które uderzyły w obwód doniecki.
Brytyjskie MON stwierdziło, że „nadchodząca zima zmniejsza szanse na przełom w wojnie na Ukrainie”, a „wraz z nadejściem mroźnej zimy perspektywy na poważne zmiany na linii frontu (...) są niewielkie”. W ciągu ostatniego tygodnia najcięższe walki toczyły się w trzech obszarach: na osi Kupiańska, wokół Awdijiwki i na lewym brzegu Dniepru, gdzie siły ukraińskie utworzyły przyczółek. Żadna ze stron nie osiągnęła znaczących postępów w żadnym z tych obszarów, a Rosja nadal ponosiła ciężkie straty w okolicach Awdijiwki. W ocenie ISW wojska rosyjskie przeprowadziły ataki na linii Kupiańsk–Swatowe–Kreminna, w pobliżu Bachmutu i Awdijiwki, na zachód i południowy zachód od Doniecka, na granicy obwodu donieckiego i zaporoskiego oraz w zachodnim obwodzie zaporoskim. Rosjanie poczynili postępy pod Awdijiwką, gdzie przesunęli się nieznacznie w strefie przemysłowej na południowy wschód od miasta. Zrobili także postępy na granicy obwodu donieckiego i zaporoskiego, na wschód od Urożajne. Z kolei Ukrainie udało się na lewym brzegu Dniepru zdobyć i utrzymać kilka przyczółków oraz nieznacznie posunąć na południowy zachód od Robotyne i pod Bachmutem.
Według OSW Rosjanie kontynuowali ataki na północnej flance Awdijiwki, gdzie udało im się wyprzeć Ukraińców ze Stepowego, choć nie przejęli nad nim kontroli. Siły rosyjskie zrobiły postępy na południu miasta, wkraczając do strefy przemysłowej. Na północny zachód od Bachmutu Rosjanie przesunęli się w kierunku Bohdaniwki, z kolei na południowy zachód od Bachmutu nie udało im się przełamać ukraińskiej obrony w rejonie Kliszczijiwki. Według części źródeł Ukraińcy podjęli nieudaną próbę ataku na pozycje rosyjskie pomiędzy Awdijiwką i Bachmutem, atakując w kierunku Gorłówki. Niewielkie postępy wojska rosyjskie odnotowały na wschód od Kupiańska, a ukraińskie na południe od Orichiwa. W Krynkach na lewym brzegu Dniepru Rosjanie zepchnęli siły ukraińskie do centrum miejscowości, niemniej nadal utrzymywały one przyczółek. Niepowodzeniem miał zakończyć się desant Ukraińców na lewym brzegu Dniepru w rejon mostów Antonowskich. Na pozostałych kierunkach sytuacja nie uległa zmianie.
Minister obrony Kajsa Ollongren powiedziała, że Holandia przeznaczy dwa miliardy euro na pomoc wojskową dla Ukrainy w 2024 roku. Fińskie Ministerstwo Obrony poinformowało, że przekaże Ukrainie 20. pakiet pomocy wojskowej o wartości 100 mln euro. W dniach 6–7 grudnia 2023 roku w Waszyngtonie odbędzie się wspólna ukraińsko–amerykańska „konferencja przemysłu wojskowego”, po części mająca na celu zwiększenie liczby wspólnych przedsięwzięć i produkcji pomiędzy Ukrainą a zachodnimi producentami broni.
Na stronie internetowej Ministerstwa Reintegracji Terytoriów Czasowo Okupowanych Ukrainy pojawiła się informacja, że 4337 osób, w tym 3574 wojskowych i 763 cywilów, znajdowało się w rosyjskiej niewoli, z czego 1953 zostało zwolnionych. Rzecznik ukraińskiego Centrum Koordynacyjnego ds. Traktowania Jeńców Wojennych powiedział, że Rosja faktycznie wstrzymała wymianę jeńców wojennych z Ukrainą. Ostatnia wymiana odbyła się 7 sierpnia i wzięło w niej udział 22 ukraińskich żołnierzy. BBC poinformowało, że władze Rumunii, Węgier, Słowacji, Polski i Mołdawii podały, że w okresie od lutego 2022 do 31 sierpnia 2023 roku granicę nielegalnie przekroczyło 19 740 Ukraińców. Władze ukraińskie ujawniły, że ponad 21 tys. osób zostało aresztowanych podczas próby przekroczenia granicy, z czego większość próbowała przejść pieszo lub wpław, a prawie 7 tys. osób próbowało uchylić się od służby wojskowej, udając chorobę poprzez fałszowanie dokumentów.

### 18 listopada
Rzecznik ukraińskiego Zgrupowania Tauryda Ołeksandr Sztupun powiedział, że armia rosyjska przygotowywała się do rozpoczęcia trzeciej fali ofensywy na Awdijiwkę w obwodzie donieckim; „Spodziewamy się trzeciej fali ofensywy – próby okrążenia Adwijiwki”. Z kolei generał Ołeksandr Tarnawski poinformował, że siły ukraińskie utrzymywały linie obrony na osi Adwijiwki i prowadziły ofensywę w kierunku Melitopola.
SG Ukrainy podał, że kontynuowano ofensywę w kierunku Melitopola i zajmowanie pozycji rosyjskich na lewym brzegu Dniepru. Armia rosyjska atakowała w kierunkach Kupiańska, Łymanu, Bachmutu, Awdijiwki, Marjinki, Szachtarska i Zaporoża, gdzie odparto do 71 ataków. W kierunku kupiańskim, łymańskim i bachmuckim Ukraińcy odparli siedem ataków w rejonie Sinkiwki i Petropawliwki, ataki w pobliżu Torśkego oraz osiem ataków w okolicy Kliszczijiwki i Andrijiwki; siły ukraińskie kontynuowały ataki na południe od Bachmutu. W kierunku awdijiwskim i marjińskim Rosjanie kontynuowali próby otoczenia Awdijiwki, jednak wojska ukraińskie utrzymywały obronę, odpierając 26 ataków w okolicy Keramik, Nowobachmutiwki, Stepowego i Awdijiwki. Odparto także 22 ataki w rejonie Marjinki i Nowomychailiwki. W kierunku szachtarskim i zaporoskim wojska rosyjskie przeprowadziły trzy ataki w pobliżu Staromajorśkego, Robotyne, Nowoprokopiwki i Werbowego. W ciągu doby FR przeprowadziła pięć ataków rakietowych, 76 nalotów i 50 ostrzałów na pozycje ukraińskie i obszary zaludnione (odnotowano ofiary wśród cywilów oraz zniszczoną infrastrukturę). Ukraińskie lotnictwo dokonało sześciu nalotów na miejsca koncentracji, natomiast artyleria uderzyła w trzy punkty kontrolne, trzy obszary koncentracji oraz skład artylerii i amunicji.
Według ukraińskich Sił Powietrznych w nocy z 17 na 18 listopada (między 20:00 a 4:00) Rosja przeprowadziła masowy atak dronów na Ukrainę. 28 z 39 dronów Shahed 136/131 zostało zestrzelonych przez obronę przeciwlotniczą; 10 dronów lecących w stronę Kijowa zostało zniszczonych. Ataki odnotowano w obwodach odeskim, zaporoskim, mikołajowskim, chersońskim, kijowskim i chmielnickim. Uszkodzeniu uległ budynek administracyjny oraz bliżej nieokreślony obiekt infrastruktury energetycznej w Odessie, który spowodował przerwy w dostawie prądu w ponad 400 miastach i wsiach; jeden cywil został ranny. W obwodzie czernihowskim zostały uszkodzone dwa budynki infrastruktury. Był to najcięższy atak powietrzny od 30 września 2023 roku. W obwodzie zaporoskim Rosjanie przeprowadzili trzy ataki rakietowe na w rejonie Komyszuwachy, w wyniku których zginęło dwóch pracowników Państwowej Służby Ratunkowej, a trzech kolejnych zostało rannych w różnym stopniu. Gubernator Ołeksandr Prokudin powiedział, że Rosja przeprowadziła wiele ataków na obwód chersoński, zabijając co najmniej jednego cywila i raniąc trzech kolejnych. Według Prokudina na obwód wystrzelono 577 pocisków z artylerii, moździerzy, czołgów, granatników, dronów i samolotów; Chersoń zaatakowano 26 razy.
Ministerstwo obrony Rosji poinformowało, że nad Moskwą zestrzelono drona. Ministerstwo obrony Rosji podało, że drony zostały przechwycone nad rejonem bogorodskim, na północno-wschodnich obrzeżach stolicy.
W ocenie ISW wojska rosyjskie przeprowadziły ataki na linii Kupiańsk–Swatowe–Kreminna, w pobliżu Bachmutu i Awdijiwki, na zachód i południowy zachód od Doniecka, na granicy obwodu donieckiego i zaporoskiego oraz w zachodnim obwodzie zaporoskim, robiąc postępy w okolicy Awdijiwki i Doniecka. Brytyjskie MON poinformowało, że Rosja prawdopodobnie rozważa przywrócenie do służby sowieckiego samolotu rozpoznawczego M-55, aby wzmocnić ograniczone możliwości zwiadu nad Ukrainą.
Minister Transformacji Cyfrowej Ukrainy Mychajło Fiodorow powiedział, że rząd ukraiński przekazał żołnierzom na najcięższych odcinkach frontu ponad 2 tys. dronów produkcji ukraińskiej. Należały do nich różnorodne konstrukcje skrzydlate i helikoptery do celów rozpoznawczych, zrzucania bomb i misji kamikaze.
Prezydent USA Joe Biden napisał w felietonie dla The Washington Post, że świat znajduje się w punkcie zwrotnym, w którym wybory, których dokonujemy, zwłaszcza podczas kryzysów w Europie i na Bliskim Wschodzie, określą kierunek naszej przyszłości dla przyszłych pokoleń; „Zarówno Putin, jak i Hamas walczą o wymazanie sąsiadującej demokracji z mapy świata. Putin i Hamas mają nadzieję podważyć szerszą stabilność i integrację regionalną oraz wykorzystać wynikające z tego zamieszanie. Ameryka nie może i nie pozwoli na to. Dla naszych własnych interesów bezpieczeństwa narodowego i dla dobra całego świata”.
Rosyjska agencja informacyjna TASS podała, że ukraiński pilot śmigłowca Ka-52, Ołeksij Wojewoda, uciekł helikopterem do Rosji. Ukraiński wywiad wojskowy odrzucił te doniesienia, wskazując, że Rosja stworzyła propagandę mającą na celu zmniejszenie szkód w reputacji spowodowanych ucieczką rosyjskich żołnierzy na Ukrainę.

### 19 listopada
Ukraińska armia poinformowała, że w rejonie Chersonia odepchnęła rosyjskie wojska na 3 do 8 km od Dniepru. Według mediów ukraińskich, Ukraińcy posunęli się naprzód na różną odległość w zależności od warunków geograficznych i ukształtowania terenu. SG Ukrainy podał, że oddziały walczące na kierunku chersońskim utrzymywały pozycje zajęte na lewym brzegu Dniepru i prowadziły tam działania przeciwko rosyjskiej artylerii oraz ostrzeliwały tyły wojsk rosyjskich.
Ukraiński Sztab podał, że kontynuowano ofensywę w kierunku Melitopola i utrzymywanie zajętych pozycji na lewym brzegu Dniepru. FR atakowała w kierunkach Kupiańska, Bachmutu, Awdijiwki, Marjinki i Szachtarska, gdzie odparto do 46 ataków. W kierunku kupiańskim i bachmuckim Ukraińcy odparli siedem ataków w rejonie Sinkiwki, Petropawliwki i Iwaniwki oraz 11 ataków w okolicy Kliszczijiwki i Andrijiwki; siły ukraińskie kontynuowały ataki na południe od Bachmutu. W kierunku awdijiwskim i marjińskim Rosjanie kontynuowali próby otoczenia Awdijiwki, jednak wojska ukraińskie utrzymywały obronę, odpierając 12 ataków w okolicy Nowokałynowego, Nowobachmutiwki, Siewiernego i Awdijiwki. Odparto także 16 ataków w rejonie Marjinki, Nowomychailiwki i Pobiedy. W kierunku szachtarskim wojska rosyjskie przeprowadziły ataki w pobliżu Staromajorśkego. W ciągu dnia Rosja przeprowadziła jeden atak rakietowy, 17 nalotów i 94 ostrzały na pozycje ukraińskie i obszary zaludnione (odnotowano ofiary wśród cywilów oraz zniszczoną infrastrukturę). Ukraińskie lotnictwo dokonało dwóch nalotów na miejsca koncentracji, z kolei artyleria uderzyła w dwa obszary koncentracji i trzy magazyny amunicji.
W obwodzie donieckim siły ukraińskie przypuściły atak na 810 Samodzielną Brygadę Piechoty Morskiej podczas ceremonii wręczenia nagród z okazji Dnia Rosyjskich Sił Rakietowych i Artylerii, zabijając co najmniej 25 osób i raniąc ok. 100 kolejnych. Ukraina oświadczyła, że atak był zemstą za atak Rosji na 128 Górską Brygadę Szturmową, który miał miejsce 3 listopada.
Według ukraińskiego wojska w nocy Rosja wystrzeliła (z obwodu kurskiego) w stronę Kijowa ok. 20 dronów Shahed 136/131, z których 15 zostało zniszczonych, w tym ok. 10 nad miastem i jego przedmieściami; obrona przeciwlotnicza działała w obwodzie kijowskim, połtawskim i czerkaskim. W wyniku ataku zostało uszkodzonych pięć domów, a budynek infrastruktury został „nieznacznie uszkodzony”. Sumska Prokuratura Okręgowa poinformowała, że ok. 18:30 w wyniku rosyjskiego ataku moździerzowego na wieś Seredyna-Buda zginął 51-letni mężczyzna. Siły rosyjskie zaatakowały także sześć innych miejscowości, w których odnotowano ponad 130 eksplozji; zaatakowano je za pomocą różnych rodzajów broni, w tym moździerzy, dronów, artylerii i min. Gubernator Ołeksandr Prokudin podał, że ok. 11:00 w rosyjskim ataku na dzielnice mieszkalne Chersonia rannych zostało pięć osób, w tym 3-letnia dziewczynka. Z kolei mer Moskwy Siergiej Sobianin stwierdził, że nad miastem Elektrostal w obwodzie moskiewskim zestrzelono drona.
Według ISW siły ukraińskie i rosyjskie kontynuowały walki na wschodniej i południowej Ukrainie, chociaż deszczowa pogoda prawdopodobnie będzie nadal spowalniać tempo działań bojowych, aż do nastania warunków zimowych. Tymczasem wojska rosyjskie przeprowadziły ataki na linii Kupiańsk–Swatowe–Kreminna, w pobliżu Bachmutu i Awdijiwki, na zachód i południowy zachód od Doniecka, na granicy obwodu donieckiego i zaporoskiego oraz w zachodnim obwodzie zaporoskim. Rosjanie zrobili niewielkie postępy w strefie przemysłowej na południowy wschód od Awdijiwki oraz na granicy obwodu donieckiego i zaporoskiego, na wschód od Urożajnego. Instytut podał także, że siły rosyjskie użyły sterowanych bomb kasetowych przeciw ukraińskiej piechocie w rejonie Staromajorśkego. Rosyjscy blogerzy wojenni zwrócili uwagę, że był to pierwszy poważny atak z wykorzystaniem takich bomb w ich szybującej, kierowanej wersji.
Prezydent Zełenski zapowiedział odwołanie generał major Tetiany Ostaszczenko ze stanowiska dowódcy Służby Medycznej SZ Ukrainy i zastąpienie jej przez generała majora Anatolija Kazmirczuka, powołując się na potrzebę „zasadniczo nowego poziomu wsparcia medycznego” dla wojska.
Ukraiński prokurator generalny Andrij Kostin stwierdził, że zgromadzono dowody ok. 109 tys. rosyjskich zbrodni wojennych, w tym większość zarzutów dotyczyła zbrodni przeciwko ludzkości, a ponad 250 spraw związanych jest ze zbrodniami wobec środowiska. Ukraina zidentyfikowała dotychczas ponad 400 osób podejrzanych o zbrodnie wojenne; w stan oskarżenia postawiono ok. 300 osób, a 66 skazano.

### 20 listopada

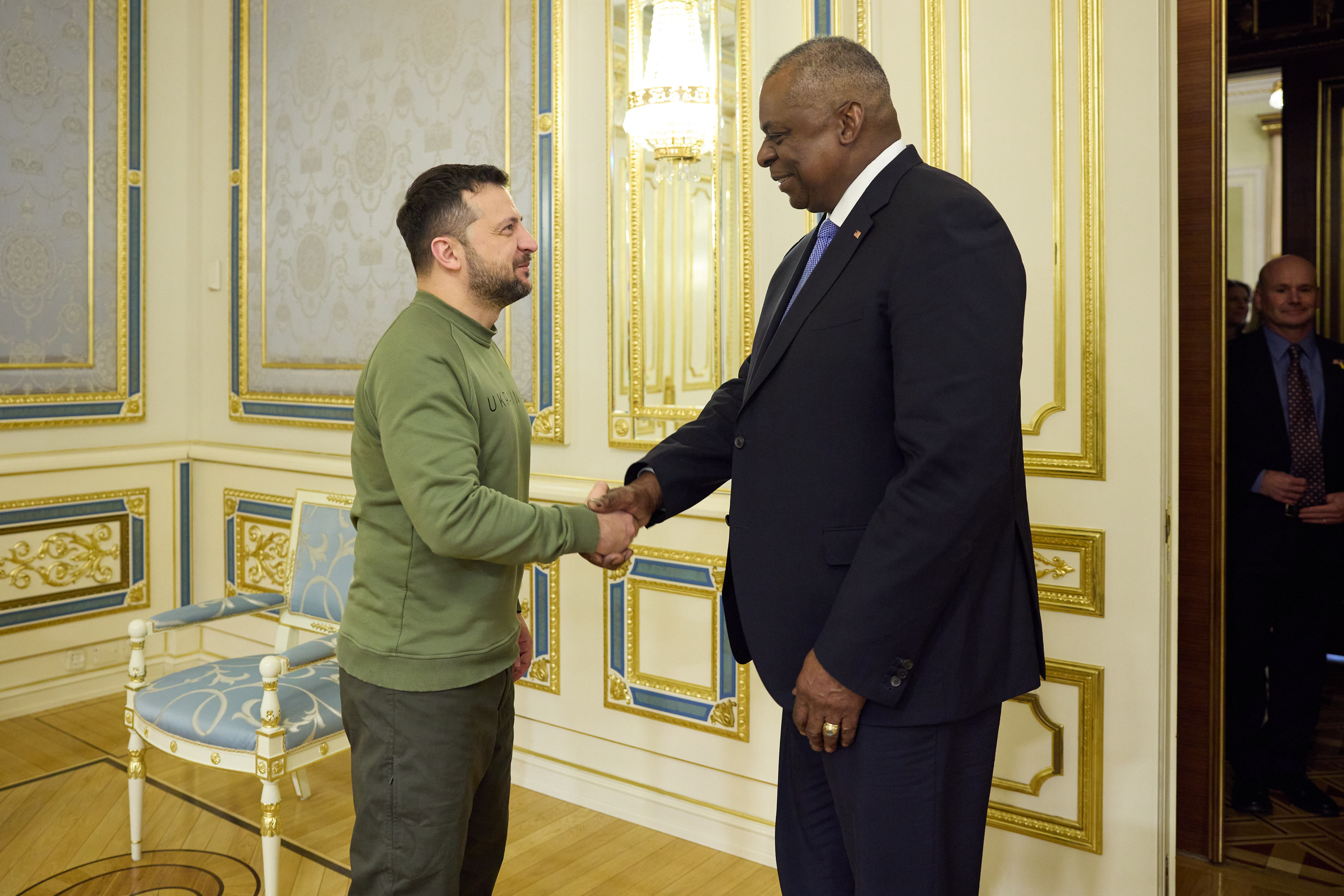
Spotkanie prezydenta Zełenskiego z sekretarzem obrony USA Lloydem Austinem.

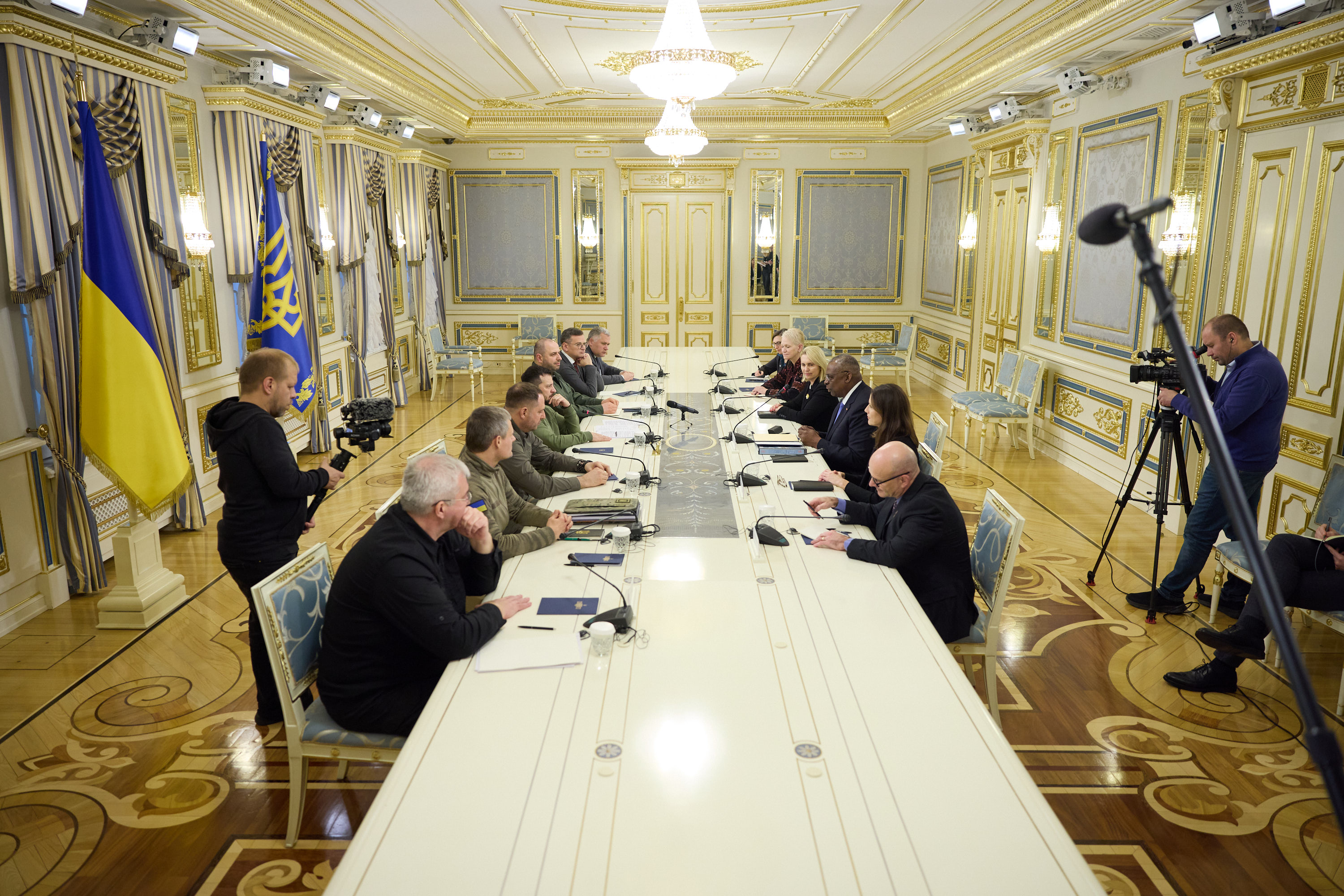
Spotkanie władz ukraińskich i delegacji USA.

SG Ukrainy oświadczył, że kontynuowano ofensywę w kierunku Melitopola i utrzymywanie zajętych pozycji na lewym brzegu Dniepru. Rosja atakowała w kierunkach Kupiańska, Bachmutu, Awdijiwki, Marjinki, Szachtarska i Zaporoża, gdzie odparto do 70 ataków. W kierunku kupiańskim i bachmuckim Ukraińcy odparli 10 ataków w rejonie Sinkiwki i Petropawliwki oraz 20 ataków w okolicy Kliszczijiwki i Andrijiwki; siły ukraińskie kontynuowały ataki na południe od Bachmutu. W kierunku awdijiwskim i marjińskim Rosjanie kontynuowali próby otoczenia Awdijiwki, jednak wojska ukraińskie utrzymywały obronę, odpierając 10 ataków w okolicy Nowobachmutiwki, Stepowego, Awdijiwki i Perwomajskiego. Odparto także 12 ataków w rejonie Marjinki, Nowomychailiwki i Pobiedy. W kierunku szachtarskim i zaporoskim wojska rosyjskie przeprowadziły co najmniej dwa ataki w pobliżu Staromajorśkego, Robotyne i Werbowego. W ciągu doby FR przeprowadziła pięć ataków rakietowych, 10 nalotów i 20 ostrzały na pozycje ukraińskie i obszary zaludnione (odnotowano ofiary wśród cywilów oraz zniszczoną infrastrukturę). Ukraińskie lotnictwo dokonało dwóch nalotów na miejsca koncentracji, a artyleria uderzyła w skład amunicji.
Według władz lokalnych w ciągu ostatnich 24h w rosyjskich atakach na dziewięć obwodów zginęły trzy osoby, a dziewięć zostało rannych, w tym dziecko. Gubernator Ołeksandr Prokudin podał, że siły rosyjskie uderzyły w obiekt transportowy w Chersoniu, zabijając dwóch kierowców i raniąc jedną osobę; uszkodzony został budynek mieszkalny i pojazdy. Ponadto wojska rosyjskie przeprowadziły 51 ataków na południu kraju, używając m.in. moździerzy, artylerii, wyrzutni Grad, czołgów, dronów i lotnictwa. Gubernator Serhij Łysak poinformował, że w ataku w Nikopolu zginęła 83-letnia kobieta i ranny został 53-letni mężczyzna; uszkodzonych zostało kilka budynków mieszkalnych, samochody oraz linie energetyczne i gazociągi. Szef MSW Ihor Kłymenko powiedział, że siły rosyjskie wystrzeliły cztery rakiety S-300 w kierunku szpitala i kopalni w obwodzie donieckim, zabijając co najmniej jedną osobę i raniąc sześć. Dwie rakiety uderzyły w Centralny Szpital Miejski w Sełydowem, uszkadzając dwa budynki i raniąc co najmniej sześć osób. Kilka minut później dwa pociski trafiły w kopalnię w innym miejscu obwodu; zginęła jedna osoba, a 39 pracowników zostało tymczasowo uwięzionych pod ziemią. W wyniku ataku zniszczono kilka budynków, pojazdów i obiektów infrastruktury energetycznej.
Brytyjskie Ministerstwo Obrony podało, że Rosja prawdopodobnie próbowała osłabić obronę przeciwlotniczą Ukrainy przed skoordynowaną kampanią ataków na infrastrukturę energetyczną. W dniach 18–19 listopada wystrzelono ok. 50 dronów Shahed, głównie w kierunku Kijowa. Zostały one wystrzelone falami z dwóch kierunków, z Kurska i Krasnodaru. Zdaniem Ministerstwa „Rosja od prawie dwóch miesięcy powstrzymuje się od wystrzeliwania swoich najlepszych pocisków manewrujących (...), co prawdopodobnie pozwoliło jej zgromadzić znaczne zapasy tej broni. Prawdopodobnie Rosja użyje tych pocisków, jeśli powtórzy zeszłoroczne wysiłki mające na celu zniszczenie infrastruktury krytycznej Ukrainy”.
ISW poinformował, że wojska rosyjskie przeprowadziły ataki na linii Kupiańsk–Swatowe–Kreminna, w pobliżu Bachmutu i Awdijiwki, na zachód i południowy zachód od Doniecka, na granicy obwodu donieckiego i zaporoskiego oraz w zachodnim obwodzie zaporoskim, posuwając się nieznacznie naprzód na niektórych obszarach. Instytut stwierdził także, że rosyjska taktyka wojny hybrydowej na granicy fińsko-rosyjskiej wpisuje się w wysiłki mające na celu destabilizację krajów NATO w pobliżu granicy z Rosją. Od listopada duża liczba uchodźców i imigrantów z Iraku, Syrii, Turcji i Somalii próbowała przekroczyć granicę fińsko-rosyjską i ubiegać się o azyl w Finlandii. Finlandia ogłosiła, że zamknie granicę z Rosją.
Sekretarz obrony USA Lloyd Austin i dowódca armii amerykańskiej w Europie Christopher Cavoli spotkali się z prezydentem Wołodymyrem Zełenskim podczas wizyty w Kijowie i obiecali dalsze wsparcie wojskowe dla Ukrainy. Stany Zjednoczone zapowiedziały kolejny pakiet pomocy wojskowej dla Ukrainy o wartości 100 milionów dolarów, który obejmował m.in. nową wyrzutnię M142 HIMARS (która prawdopodobnie będzie przystosowana do wystrzeliwania rakiet GLSDB) i amunicję do niej, wyrzutnie FIM-92 Stinger, pociski artyleryjskie 155 mm i 105 mm oraz broń przeciwpancerną Javelin i AT-4. Japoński wiceminister spraw zagranicznych Tsuji Kiyoto i wiceminister gospodarki, handlu i przemysłu Kazuchika Iwata utworzyli delegację z japońskimi firmami, która przybyła do Kijowa i spotkała się z ukraińskimi urzędnikami. Delegacja przekazała Ukrainie 40 samochodów, 50 wykrywaczy metali, 150 kontenerów oraz płyn gaśniczy.

### 21 listopada
Dowódca sił lądowych Ukrainy generał Ołeksandr Syrski powiedział, że Rosjanie „nadal wykorzystywali do ataków na pozycje ukraińskie na wszystkich kierunkach oddziały Sztorm-Z i Sztorm-V, złożone z więźniów i żołnierzy, którzy dopuścili się wykroczeń”. Dodał, że siły rosyjskie prowadziły ataki w pobliżu Bachmutu, głównie w rejonie Kliszczijiwki, jednak Ukraińcy trzymali obronę i zadawali ciężkie straty wojskom rosyjskim. Atakowali także w kierunku Kupiańska, próbując przebić się do Syńkiwki, położonej na północny wschód od miasta. Porucznik Ołeksander Szyrszyn z 47 Brygady Zmechanizowanej w wywiadzie dla The Wall Street Journal stwierdził, że Rosja ściągnęła w region Awdijiwki potężne siły, które „krok po kroku zajmowały [ukraińskie] pozycje”. Z kolei ekspert wojskowy i emerytowany generał Ihor Romanienko powiedział, że Ukraina miała problemy z dostawami amunicji i z zastąpieniem wykrwawionych jednostek. Jednostki były średnio 20–40% poniżej stanu osobowego, w wyniku czego pozostali żołnierze byli zmęczeni.
Sztab ukraiński podał, że kontynuowano ofensywę w kierunku Melitopola i utrzymywanie zajętych pozycji na lewym brzegu Dniepru. Armia rosyjska atakowała w kierunkach Kupiańska, Łymanu, Bachmutu, Awdijiwki, Marjinki, Szachtarska i Zaporoża, gdzie odparto do 48 ataków. W kierunku kupiańskim, łymańskim i bachmuckim Ukraińcy odparli trzy ataki w rejonie Sinkiwki i Petropawliwki, jeden atak w pobliżu Siewierska oraz pięć ataków w okolicy Kliszczijiwki; siły ukraińskie kontynuowały ataki na południe od Bachmutu. W kierunku awdijiwskim i marjińskim Rosjanie kontynuowali próby otoczenia Awdijiwki, jednak wojska ukraińskie utrzymywały obronę, odpierając 13 ataków w okolicy Nowobachmutiwki, Awdijiwki, Siewiernego i Perwomajskiego. Odparto także 18 ataków w rejonie Marjinki i Nowomychailiwki. W kierunku szachtarskim i zaporoskim wojska rosyjskie przeprowadziły co najmniej dwa ataki w pobliżu Staromajorśkego, Robotyne i Kamjanskiego. W ciągu 24h Rosja przeprowadziła pięć ataków rakietowych, 61 nalotów i 60 ostrzałów na pozycje ukraińskie i obszary zaludnione (odnotowano ofiary wśród cywilów oraz zniszczoną infrastrukturę). Ukraińskie lotnictwo dokonało sześciu nalotów na miejsca koncentracji i dwóch na przeciwlotnicze systemy rakietowe; artyleria zniszczyła stanowisko dowodzenia, trzy obszary koncentracji i dwa magazyny amunicji.
Według strony ukraińskiej, w nocy armia rosyjska wystrzeliła na Ukrainę 10 dronów Shahed 136/131 (z Primorsko-Achtarska) i rakietę manewrującą Iskander-K z rejonu dżankojskiego. Według doniesień zestrzelono dziewięć dronów nad obwodami wołyńskim i chmielnickim oraz rakietę nad obwodem dniepropietrowskim. Gubernator Ołeksandr Prokudin poinformował, że w rosyjskich nalotach na Berysław zginął 65-letni mężczyzna oraz ranny został 57-letni mężczyzna. Według doniesień, siły rosyjskie zrzuciły 28 bomb lotniczych na rejon Berysławia, w tym 12 bomb KAB na samo miasto. Ataki uszkodziły przedsiębiorstwo, sklep i budynek szkoły nauki jazdy. Prokudin powiedział także, że w ciągu ostatniej doby wojska rosyjskie zaatakowały obwód chersoński 44 razy, zabijając co najmniej dwóch cywilów i raniąc trzech kolejnych. Wczesnym rankiem wojska rosyjskie zaatakowały wieś Kozacha Łopań w obwodzie charkowskim, w wyniku czego zginął cywil. Dowództwo Południe podało, że Rosjanie atakowali Odessę w dzień i wieczorem za pomocą rakiet przeciwradarowych Ch-31P, próbując zidentyfikować systemy przeciwlotnicze Ukrainy i je zniszczyć. W wyniku ostrzału o 18:57 uszkodzone zostały budynki administracyjne i infrastruktura portowa w obwodzie odeskim i rejonie białogrodzkim. Według gubernatora Oleha Kipera Rosja zadała potężny cios infrastrukturze portowej Odessy, jednak nikt nie odniósł obrażeń.
Rosyjskie Ministerstwo Obrony stwierdziło, że zniszczono dwa ukraińskie drony nad obwodami kurskim i orłowskim. Nie odnotowano żadnych ofiar ani zniszczeń.
Brytyjskie MON poinformowało, że na południu Ukrainy kontynuowano walki wokół miejscowości Krynky w pobliżu Chersonia, gdzie ukraińska piechota morska utrzymywała przyczółek na lewym brzegu Dniepru. Walki charakteryzowały się wymianą ognia przez piechotę i artylerię w niełatwym, zalesionym terenie. Ukraina efektywnie wykorzystywała małe drony, podczas gdy Rosjanie przeprowadzali znaczną liczbę nalotów, wspierających wojska lądowe oraz ostrzały spoza zasięgu ukraińskiej obrony powietrznej. Według ISW wojska ukraińskie i rosyjskie kontynuowały ofensywy na wschodniej i południowej Ukrainie pomimo deszczowej i śnieżnej pogody. ISW poinformował, że siły rosyjskie przeprowadziły ataki na linii Kupiańsk–Swatowe–Kreminna, w pobliżu Bachmutu i Awdijiwki, na zachód i południowy zachód od Doniecka, na granicy obwodu donieckiego i zaporoskiego oraz w zachodnim obwodzie zaporoskim, posuwając się naprzód na niektórych obszarach.
OSW podał, że najcięższe walki trwały w okolicach Awdijiwki, gdzie Rosjanie dążyli do wyjścia na tyły ukraińskiego zgrupowania. Ataki skupione były na północnym skrzydle Ukraińców, wzdłuż linii kolejowej pomiędzy kombinatem koksochemicznym a ruinami Stepowego, lecz nie przyniosły większych rezultatów. Skutecznie kontratakowała tam ukraińska 47 Brygada Zmechanizowana. Rosjanie posunęli się naprzód o kilkaset metrów w strefie przemysłowej w okolicy stacji kolejowej Jasynuwata-2, dzięki czemu pokonali ostatni pod Awdijiwką niezdobyty odcinek fortyfikacji na linii rozgraniczenia z 2014 roku. Według rosyjskich informacji, oddziały ukraińskie zaatakowały na wschód od wsi Piwdenne w kierunku Gorłówki, przechodząc przez linię rozgraniczenia. Rosjanie odnotowali także niewielkie postępy w Marjince i jej okolicach. Trwały walki na lewym brzegu Dniepru, gdzie Ukraińcy utrzymywali przyczółek w Krynkach. Próby zdobycia przyczółków w pobliżu Pojmy i Piszczaniwki nie odniosły sukcesu. Ukraińcy mieli w tym rejonie przewagę w artylerii i dronach, dzięki czemu odpierali kontrnatarcia przeważających sił rosyjskich. Rosjanie z kolei próbowali zniwelować przewagę poprzez wykorzystanie bomb lotniczych i pocisków termobarycznych, wystrzeliwanych z TOS-1A. Wojska rosyjskie przejęły inicjatywę na południe od Bachmutu, gdzie wypchnęły Ukraińców z kilku pozycji w okolicach Kliszczijiwki. Wzniesienia górujące nad wsią pozostały w rękach Ukraińców. Rosjanie kontynuowali presję na pozycje ukraińskie na północ od Bachmutu na odcinku Chromowe–Bohdaniwka, lecz bez większych sukcesów.
Minister obrony Boris Pistorius przybył z wizytą na Ukrainę. Niemieckie Ministerstwo Obrony zauważyło, że Pistorius swoją wizytą chciał po raz kolejny potwierdzić wsparcie Niemiec dla Ukrainy. Ponadto Niemcy ogłosiły kolejny pakiet pomocy wojskowej dla Ukrainy o wartości 1,3 mld euro, który obejmował m.in. cztery systemy przeciwlotnicze IRIS-T, 20 tys. pocisków artyleryjskich 155 mm oraz miny przeciwpancerne. Zastępca Szefa SG Ukrainy generał major Ołeksandr Kyrylenko powiedział, że w ciągu niecałych dwóch lat w ponad 30 krajach partnerskich przeszkolono ponad 100 tys. ukraińskich żołnierzy. Dyrektor generalny Fox Corp Lachlan Murdoch spotkał się z prezydentem Zełenskim w Kijowie.
Przewodniczący Rady Europejskiej Charles Michel, który odwiedził ukraińską stolicę, obiecał, że zrobi wszystko, co w jego mocy, aby do końca roku Ukraina i Mołdawia otrzymały decyzję o rozpoczęciu negocjacji w sprawie przystąpienia do Unii. Parlament Europejski zgodził się na otwarcie biura na Ukrainie w celu zwiększenia wsparcia dla parlamentu na wniosek wyższych urzędników rządu ukraińskiego.
Misja Obserwacyjna Organizacji Narodów Zjednoczonych na Ukrainie stwierdziła, że od czasu inwazji Rosji na Ukrainę w lutym 2022 roku zginęło co najmniej 10 tys. cywilów, w tym ponad 560 dzieci, a ponad 18,5 tys. osób zostało rannych. 86% ofiar cywilnych odnotowano na kontrolowanym przez Kijów terytorium Ukrainy, jednak rzeczywista liczba ofiar śmiertelnych i rannych będzie prawdopodobnie znacznie wyższa.

### 22 listopada
Dowódca Zgrupowania Tauryda generał Ołeksandr Tarnawski powiedział, że siły rosyjskie działające na froncie południowym znacznie zwiększyły liczbę ataków i nalotów, jednak wojska ukraińskie skutecznie się broniły i kontratakowały, zadając Rosjanom ciężkie straty. Od 21 listopada armia rosyjska przeprowadziła 29 nalotów i prawie 1000 ataków artyleryjskich na południu kraju. Armia ukraińska nadal utrzymywała duże siły w oblężonej z trzech stron Awdijiwce. Tarnawski dodał, że Rosja poniosła ciężkie straty, w tym 500 zabitych żołnierzy oraz zniszczone trzy pojazdy, czołgi, sprzęt wojskowy i trzy składy amunicji.
SG Ukrainy poinformował, że kontynuowano ofensywę w kierunku Melitopola i utrzymywanie zajętych pozycji na lewym brzegu Dniepru. FR atakowała w kierunkach Kupiańska, Awdijiwki, Marjinki, Szachtarska i Zaporoża, gdzie odparto do 74 ataków. W kierunku kupiańskim i bachmuckim Ukraińcy odparli 12 ataków w rejonie Sinkiwki, Petropawliwki i Iwaniwki; siły ukraińskie kontynuowały także ataki na południe od Bachmutu. W kierunku awdijiwskim i marjińskim Rosjanie kontynuowali próby otoczenia Awdijiwki, jednak wojska ukraińskie utrzymywały obronę, odpierając 30 ataków w okolicy Nowobachmutiwki, Łastoczkina, Awdijiwki i Perwomajskiego. Odparto także 18 ataków w rejonie Marjinki i Nowomychailiwki. W kierunku szachtarskim i zaporoskim wojska rosyjskie przeprowadziły co najmniej pięć ataków w pobliżu Staromajorśkego i Robotyne, gdzie czterokrotnie próbowano odzyskać utracone pozycje. W ciągu doby Rosja przeprowadziła trzy ataki rakietowe, 41 nalotów i 64 ostrzały na pozycje ukraińskie i obszary zaludnione (odnotowano ofiary wśród cywilów oraz zniszczoną infrastrukturę). Ukraińskie lotnictwo dokonało 11 nalotów na miejsca koncentracji, a artyleria zniszczyła 13 obszarów koncentracji, punkt kontrolny, system przeciwlotniczy, cztery jednostki artylerii i skład amunicji.
Prokuratura obwodu donieckiego podała, że w rosyjskich atakach na Czasiw Jar, Awdijiwkę i Torećk zginęły dwie osoby, a jedna została ranna. Gubernator Ołeksandr Prokudin powiedział, że w ciągu doby Rosja zaatakowała obwód chersoński 115 razy za pomocą moździerzy, czołgów, wyrzutni rakietowych, artylerii, dronów i samolotów. 46 pocisków artyleryjskich trafiło w Chersoń, zabijając co najmniej jedną osobę i raniąc siedem kolejnych. Ukraińska policja poinformowała, że ok. 1300 mieszkańców Awdijiwki pozostawało bez prądu, ciepła, wody i komunikacji. Gubernator Serhij Łysak podał, że wczesnym rankiem siły rosyjskie cztery razy ostrzelały Nikopol za pomocą artylerii, raniąc dwóch cywilów oraz uszkadzając osiem prywatnych domów, pojazdy i gazociąg; 1200 rodzin zostało pozbawionych prądu z powodu uszkodzonych linii energetycznych. Ukraińska armia podała, że w ciągu nocy (od 20:00 do 3:00) Rosja przeprowadziła atak dronów na kilka regionów z kierunku Primorsko-Achtarska. Wszystkie 14 dronów Shahed 136/131 zostało zestrzelonych nad obwodami dniepropetrowskim, zaporoskim, kijowskim, żytomierskim, winnickim i chmielnickim. Z kolei rakieta manewrująca Ch-22, wystrzelona z samolotu Tu-22M3, rozbiła się w obwodzie zaporoskim na otwartej przestrzeni, powodując szkody w infrastrukturze.
Rosyjskie Ministerstwo Obrony podało, że zniszczono cztery ukraińskie drony morskie zmierzające w stronę Krymu. Później Ministerstwo oświadczyło, że obrona przeciwlotnicza zniszczyła nad Krymem trzy ukraińskie drony. Ponadto na Krymie odnaleziono na brzegu nieuszkodzonego ukraińskiego drona morskiego Magura V5. Rosyjska telewizja państwowa Rossija 24 poinformowała, że rosyjski korespondent wojenny Borys Maksudow zmarł w wyniku ran odłamkowych po ataku drona przeprowadzonym przez siły ukraińskie na froncie zaporoskim. Rosyjscy śledczy stwierdzili, że Ukraińcy uderzyli pociskami odłamkowymi i dronem w grupę rosyjskich dziennikarzy w okupowanym obwodzie zaporoskim.
Według ISW siły rosyjskie przeprowadziły ataki na linii Kupiańsk–Swatowe–Kreminna, w pobliżu Bachmutu i Awdijiwki, na północny zachód od Gorłówki, na zachód i południowy zachód od Doniecka, na granicy obwodu donieckiego i zaporoskiego oraz w zachodnim obwodzie zaporoskim i wschodnim brzegu Dniepru; Rosjanie posunęli się naprzód na wschód od Synkiwki.
Litwa dostarczyła Ukrainie trzy miliony amunicji do broni strzeleckiej 7,62 × 51 mm, systemy zdalnej detonacji i sprzęt zimowy. Bułgarski parlament zatwierdził dostawę na Ukrainę 100 opancerzonych pojazdów transportowych wraz z uzbrojeniem i częściami zamiennymi. Rząd niemiecki oświadczył, że dostarczono Ukrainie 20 pojazdów opancerzonych Marder 1, pojazd do rozminowywania Wisent-1, 2380 pocisków artyleryjskich 155 mm, pięć ambulansów Warthog, dwie inne karetki pogotowia, dwa ciągniki 8x8 Hx81 z dwiema naczepami oraz dziewięć pojazdów transportowych różnego typu. Rzecznik Sił Powietrznych Ukrainy Jurij Ihnat poinformował, że ukraińscy piloci przechodzili w Danii szkolenie na samolotach F-16 w powietrzu pod okiem instruktorów. Według ABC News, powołującego się na anonimowych urzędników ukraińskich, dostawy pocisków 155 mm ze Stanów Zjednoczonych spadły o ponad 30% od rozpoczęcia wojny Izrael–Hamas 7 października 2023 roku, czemu Pentagon zaprzeczał.
Światowy Program Żywnościowy Organizacji Narodów Zjednoczonych (WFP) ostrzegł, że w przypadku kontynuowania rosyjskich ataków ukraińska produkcja pszenicy może w nadchodzących latach nie być w stanie zaspokoić popytu krajowego i eksportowego.

### 23 listopada
Dowódca Zgrupowania Tauryda generał Ołeksandr Tarnawski potwierdził, że Rosja rozpoczęła trzecią falę masowych ataków w rejonie Awdijiwki, gdzie „sytuacja była naprawdę trudna”. Żołnierze ukraińscy utrzymywali obronę i odpierali ataki. Tarnawski stwierdził, że straty Rosjan w ludziach i pojazdach opancerzonych rosły; zginęło 700 żołnierzy oraz zniszczono osiem czołgów, 13 transporterów opancerzonych, osiem systemów artyleryjskich, dwa systemy przeciwlotnicze, 15 dronów oraz dwa składy amunicji.
Sztab Ukrainy podał, że kontynuowano ofensywę w kierunku Melitopola i utrzymywanie zajętych pozycji na lewym brzegu Dniepru. Rosja atakowała w kierunkach Kupiańska, Bachmutu, Awdijiwki, Marjinki, Szachtarska i Zaporoża, gdzie odparto do 64 ataków. W kierunku kupiańskim i bachmuckim Ukraińcy odparli trzy ataki w rejonie Sinkiwki oraz 11 ataków w pobliżu Kliszczijiwki i Andrijiwki; siły ukraińskie kontynuowały także ataki na południe od Bachmutu. W kierunku awdijiwskim i marjińskim Rosjanie kontynuowali próby otoczenia Awdijiwki, jednak wojska ukraińskie utrzymywały obronę, odpierając 20 ataków w okolicy Nowokałynowego, Awdijiwki i Perwomajskiego. Odparto także 14 ataków w rejonie Marjinki, Georgijewki i Nowomychailiwki. W kierunku szachtarskim i zaporoskim wojska rosyjskie przeprowadziły nieudane ataki w pobliżu Staromajorśkego i Werbowego. W ciągu dnia armia rosyjska przeprowadziła dwa ataki rakietowe, 42 naloty i 63 ostrzały na pozycje ukraińskie i obszary zaludnione (odnotowano ofiary wśród cywilów oraz zniszczoną infrastrukturę). Ukraińskie lotnictwo dokonało 11 nalotów na miejsca koncentracji, z kolei artyleria zniszczyła trzy obszary koncentracji, punkt kontrolny, skład amunicji, system przeciwlotniczy i cztery jednostki artylerii.
Gubernator Ołeksandr Prokudin poinformował, że ok. 12:00 trzy osoby zginęły, a pięć zostało rannych w wyniku rosyjskiego ataku amunicją kasetową na Czornobajiwkę. Uszkodzonych zostało ok. 60 budynków, w tym domy prywatne. Wcześniej nad ranem siły rosyjskie uderzyły w Berysław, zabijając 70-letniego cywila. Szef administracji wojskowej Jurij Małaszko poinformował, że w ciągu doby Rosjanie 109 razy ostrzelali obwód zaporoski za pomocą artylerii, dronów i wyrzutni rakietowych, powodując zniszczenia. Przeprowadzono także sześć ataków dronów na Hulajpole, Małą Tokmaczkę, Połtawę, Nowodanyliwkę i Mali Szczerbaky oraz nalot na Nowodariwkę i dwukrotnie ostrzelano Małą Tokmaczkę. Służba Bezpieczeństwa Ukrainy poinformowała o zlikwidowaniu Ołeksandra Ślisarenki, byłego zastępcy szefa władz okupacyjnych w obwodzie charkowskim.
W nocy doszło do eksplozji w rosyjskim mieście Łytkarino, które znajduje się niedaleko Moskwy. Lokalni mieszkańcy donosili o błysku w elektrowni, gdzie potem wybuchł pożar; ok. 1:00 w nocy z nieznanych przyczyn zapaliła się miejscowa podstacja, w wyniku czego kilka miejscowości zostało pozbawionych prądu.
Brytyjskie MON stwierdziło, że wojska rosyjskie i ukraińskie nadal ponosiły poważne straty w wyniku przeprowadzanych precyzyjnych ataków z wykorzystaniem pocisków dalekiego zasięgu. 10 listopada 70 rosyjskich żołnierzy zginęło w ataku na konwój ciężarówek, przeprowadzonym 23 km za linią frontu we wsi Hładkiwka. 19 listopada zaatakowano rosyjskich żołnierzy, biorących udział w ceremonii wręczenia nagród lub koncercie w Kumaczowem, 60 km za linią frontu. 3 listopada rosyjska rakieta zabiła 19 żołnierzy ukraińskiej 128 Brygady Szturmowej podczas ceremonii wręczenia odznaczeń. Według Ministerstwa „żołnierze są zazwyczaj świadomi zasięgu uzbrojenia przeciwnika. Jednak wobec realiów bardzo długich walk dowódcy stają przed poważnym dylematem. Muszą bowiem decydować, czy pozostawiać swoje oddziały w rozproszeniu, zmniejszając w ten sposób ich podatność na ataki, czy też koncentrować je w jednym miejscu w celu zapewnienia skutecznego dowodzenia i utrzymania morale”.
Według OSW pogarszająca się pogoda na froncie ograniczyła działania zaczepne obu stron, jednak lokalnie wciąż podejmowały one próby przełamania obrony przeciwnika. Siły rosyjskie poczyniły postępy w południowo-wschodniej części Awdijiwki, zajmując większą część tamtejszego rejonu przemysłowego. Na lewym brzegu Dniepru wojska ukraińskie odepchnęły Rosjan na południe od kontrolowanej przez Ukraińców części miejscowości Krynky. Nie przyniosły zmian ataki podejmowane przez siły ukraińskie na południe od Orichiwa oraz na północny zachód od Gorłówki, a przez Rosjan – w rejonach Marjinki, Bachmutu i Kupiańska.
Odbyło się 17. spotkanie w formacie Rammstein, w którym wzięli udział przedstawiciele ponad 50 krajów. Sekretarz obrony USA Lloyd Austin wezwał partnerów do dalszego wspierania Ukrainy, zwracając szczególną uwagę na wzmocnienie obrony powietrznej Ukrainy. Po raz pierwszy wziął w nim udział naczelny dowódca SZ Ukrainy Wałerij Załużny, który szczegółowo informował o sytuacji na polu walki. Podczas spotkania ogłoszono nowe pakiety pomocy wojskowej dla Ukrainy. Powstała m.in. nowa koalicja naziemnej obrony powietrznej (Ground-Based Air Defence) pod przewodnictwem Niemiec i Francji, do której przystąpiło 20 krajów. Wcześniej minister obrony Boris Pistorius ogłosił pakiet pomocy wojskowej w wysokości 1,3 mld dolarów, który obejmował cztery systemy IRIS-T z rakietami kierowanymi, system Patriot, 8 tys. min przeciwpancernych i 20 tys. szt. amunicji artyleryjskiej 155 mm. Holandia przygotowała 2 miliardy euro na pomoc wojskową dla Ukrainy. Na spotkaniu ogłoszono także, że lider koalicji IT, Estonia, zapewni finansowanie działalności tej koalicji w wysokości 500 tys. dolarów, z kolei Wielka Brytania i Norwegia w ramach Koalicji Morskiej będą szukać sposobów na wzmocnienie bezpieczeństwa na Morzu Czarnym.

### 24 listopada

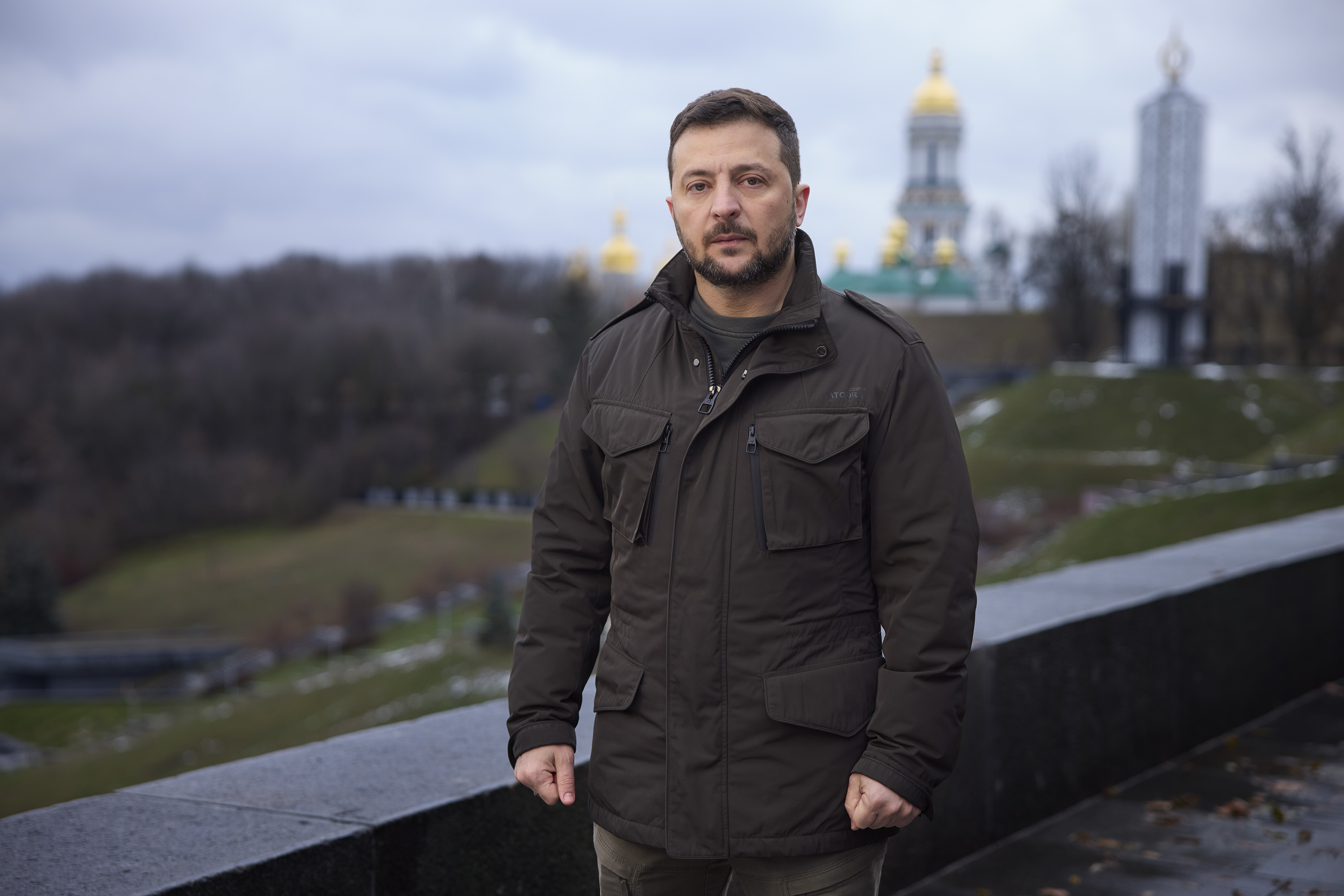
Prezydent Wołodymyr Zełenski podczas przemówienia z okazji Dnia Pamięci Ofiar Wielkiego Głodu.

Ukraiński SG oświadczył, że kontynuowano ofensywę w kierunku Melitopola i utrzymywanie zajętych pozycji na lewym brzegu Dniepru. Siły rosyjskie atakowały w kierunkach Kupiańska, Łymanu, Bachmutu, Awdijiwki, Marjinki i Zaporoża, gdzie odparto do 74 ataków. W kierunku kupiańskim, łymańskim i bachmuckim Ukraińcy odparli 15 ataków w rejonie Sinkiwki, Petropawliwki i Stelmachiwki, ataki w Lesie Serebriańskim oraz 11 ataków w pobliżu Bohdaniwki, Iwaniwskiego, Kliszczijiwki i Andrijiwki; siły ukraińskie kontynuowały także ataki na południe od Bachmutu. W kierunku awdijiwskim i marjińskim Rosjanie kontynuowali próby otoczenia Awdijiwki, jednak wojska ukraińskie utrzymywały obronę, odpierając 30 ataków w okolicy Nowokałynowego, Nowobachmutiwki, Awdijiwki, Siewiernego i Perwomajskiego. Odparto także 10 ataków w rejonie Marjinki i Nowomychailiwki. W kierunku zaporoskim wojska rosyjskie siedmiokrotnie próbowały odzyskać pozycje w okolicach Robotyne i Nowopokrowki. W ciągu 24h Rosja przeprowadziła siedem ataków rakietowych, 29 nalotów i 36 ostrzałów na pozycje ukraińskie i obszary zaludnione (odnotowano ofiary wśród cywilów oraz zniszczoną infrastrukturę). Lotnictwo Ukrainy dokonało 9 nalotów na miejsca koncentracji, z kolei artyleria ostrzelała dwa punkty kontrolne, cztery obszarów koncentracji, dwie jednostki artylerii i centrum logistyczne.
Gubernator Ołeksandr Prokudin poinformował, że ok. 16:00 w wyniku ostrzału rosyjskiej artylerii na wieś Dnieprowskie (10 km od Chersonia) w obwodzie chersońskim zginął 50-letni mężczyzna, a 44-letnia kobieta została ranna. Prokudin podał także, że w ciągu ostatniej doby w obwodzie chersońskim zginęły trzy osoby, a 11 zostało rannych, w tym troje dzieci; uszkodzono również bibliotekę dla dzieci. Obwód był ostrzeliwany z różnorodnej broni, w tym artylerii, czołgów, moździerzy, wyrzutni rakietowych, samolotów i dronów. Siły Powietrzne Ukrainy podały, że nad ranem siły rosyjskie zaatakowały Ukrainę za pomocą dwóch rakiet Ch-59 i trzech dronów Shahed 136/131, z których wszystkie zostały zniszczone.
Rosyjskie Ministerstwo Obrony stwierdziło, że zniszczono 13 ukraińskich dronów nad Krymem i trzy kolejne nad południowym obwodem wołgogradzkim. Nie było informacji o szkodach i ofiarach.
W opinii ISW siły rosyjskie rozpoczęły ponowną ofensywę w kierunku Awdijiwki, choć prawdopodobnie przy słabszych zdolnościach zmechanizowanych niż podczas poprzednich ataków, które miały miejsce w październiku br. Siły rosyjskie przeprowadziły ataki wzdłuż linii Swatowe–Kreminna, w pobliżu Bachmutu i Awdijiwki, na zachód i południowy zachód od Doniecka, na granicy obwodu donieckiego i zaporoskiego oraz w zachodnim obwodzie zaporoskim, posuwając się naprzód na niektórych obszarach.
Premier Justin Trudeau zapowiedział, że Kanada zwiększy pomoc wojskową dla Ukrainy, dostarczając 11 tys. karabinów szturmowych i 9 milionów szt. amunicji. Wiceminister obrony Jurij Dżyhyr powiedział, że w ramach budżetu obronnego na 2024 rok ukraiński rząd przeznaczy 4,8 mld dolarów na zakup amunicji artyleryjskiej i rakiet.
Prezydent Wołodymyr Zełenski powiedział na konferencji prasowej, że Ukraina musi odnieść trzy kluczowe „zwycięstwa” na arenie międzynarodowej, w tym przekonać Kongres USA i Unię Europejską do zatwierdzenia planu pomocowego oraz formalnie rozpocząć negocjacje w sprawie przystąpienia do UE. Ponadto Zełenski zapowiedział odwołanie Jurija Kondratiuka ze stanowiska pierwszego zastępcy dowódcy Gwardii Narodowej Ukrainy i zastąpienie go przez Wadyma Gładkowa. Zdymisjonowano także trzech innych zastępców dowódcy: Ołeksandra Naboka, Ołeha Sahona i Mykołę Mykolenkę, których zastąpią Ołeksandr Biłous i Ołeksij Osipenko. Z kolei szef Ukraińskiej Rady Bezpieczeństwa Narodowego i Obrony Ołeksij Daniłow powiedział Radiu Ukraina, że przygotowywany jest plan demobilizacji poborowych, którzy odbyli „warunki służby” i walczyli od ponad 18 miesięcy. Była to odpowiedź na protest krewnych poborowych, który odbył się 12 listopada tego roku.
Brytyjskie Ministerstwo Obrony podało, że zdolność Floty Czarnomorskiej do wykorzystywania bazy w Noworosyjsku do ładowania pocisków manewrujących na okręty może stać się istotnym czynnikiem wpływającym na skuteczność tej formacji. Flota ładowała pociski manewrujące w bazie w Sewastopolu, jednak ze względu na to, że obiekt był coraz bardziej zagrożony przez ukraińskie ataki dalekiego zasięgu, Rosja prawdopodobnie uzna Noworosyjsk za najlepszą alternatywę. Jednakże przeniesienie tam ładowania pocisków wymagałoby nowych procesów dostawy, przechowywania, obsługi i załadunku.
Gubernator Jurij Małaszko powiedział, że po dochodzeniu ustalono, że w obwodzie zaporoskim odnaleziono prawie 500 ton ukrytej pomocy humanitarnej. Stwierdzono, że trzy różne firmy ukryły duże ilości pomocy humanitarnej, w tym żywność, artykuły pierwszej potrzeby i inne materiały.
Jak wynikało z komunikatów przechwyconych przez ukraińskie służby, rosyjscy i chińscy urzędnicy rozpoczęli tajne dyskusje na temat możliwości budowy podmorskiego tunelu łączącego Krym z Rosją, powołując się na wcześniejsze ataki na Most Krymski. Według amerykańskich urzędników i ekspertów inżynierii budowa tunelu w pobliżu istniejącego mostu napotkałaby ogromne przeszkody, ponieważ nigdy nie podejmowano prac na tak wielką skalę, kosztujących prawdopodobnie miliardy dolarów i zajmujących lata, w strefie działań wojennych.
BBC podało, że od czasu inwazji Rosji na Ukrainę w lutym 2022 roku z Ukrainy do Europy wyjechało ok. 650 tys. Ukraińców w wieku 18–60 lat. Wówczas ponad 500 tys. osób mieszkało w 27 państwach członkowskich Unii Europejskiej, a także w Szwajcarii i Norwegii, a wielu z nich nie posiadało dokumentów.

### 25 listopada
Dowódca Zgrupowania Tauryda generał Ołeksandr Tarnawski podał, że Rosjanie zmniejszyli liczbę nalotów na Ukrainę, jednak aktywność piechoty pozostała wysoka. Rosja przeprowadziła w ciągu ostatniej doby cztery naloty na południowo-wschodnią linię frontu. Doszło także do 50 starć pomiędzy siłami ukraińskimi i rosyjskimi, a Rosjanie przeprowadzili w tym rejonie 912 ostrzałów artyleryjskich. Według Tarnawskiego wojska ukraińskie utrzymywały linie obrony na osi Awdijiwki i prowadziły ofensywę w kierunku Melitopola. Dodał również, że siły rosyjskie straciły w ciągu 24h 502 żołnierzy i 24 jednostki sprzętu.
Sztab Ukrainy podał, że kontynuowano ofensywę w kierunku Melitopola i utrzymywanie zajętych pozycji na lewym brzegu Dniepru. Rosja atakowała w kierunkach Kupiańska, Bachmutu, Awdijiwki, Marjinki, Szachtarska i Zaporoża, gdzie odparto do 58 ataków. W kierunku kupiańskim i bachmuckim Ukraińcy odparli cztery ataki w rejonie Sinkiwki i Iwaniwki oraz 10 ataków w pobliżu Kliszczijiwki i Andrijiwki; siły ukraińskie kontynuowały także ataki na południe od Bachmutu. W kierunku awdijiwskim i marjińskim Rosjanie kontynuowali próby otoczenia Awdijiwki, jednak wojska ukraińskie utrzymywały obronę, odpierając 23 ataki w okolicy Stepowego, Awdijiwki, Perwomajskiego i Nowokałynowego. Odparto także 9 ataków w rejonie Marjinki i Nowomychailiwki. W kierunku szachtarskim i zaporoskim wojska rosyjskie przeprowadziły nieudane ataki na południe od Zołotej Niwy i na wschód od Staromajorśkiego oraz ośmiokrotnie próbowały odzyskać pozycje w okolicach Robotyne. W ciągu doby FR przeprowadziła cztery ataki rakietowe, 109 nalotów i 59 ostrzałów na pozycje ukraińskie i obszary zaludnione (odnotowano rannych wśród cywilów oraz zniszczoną infrastrukturę). Lotnictwo Ukrainy dokonało 11 nalotów na miejsca koncentracji, natomiast artyleria ostrzelała 11 obszarów koncentracji, cztery jednostki artylerii, punkt kontrolny i skład amunicji.
Ukraińscy urzędnicy stwierdzili, że Rosja przeprowadziła nad ranem „największy atak dronów” od kilku miesięcy, atakując głównie Kijów. Dowódca Sił Powietrznych Mykoła Ołeszczuk podał, że zestrzelono 74 z 75 dronów Shahed 136/131 (wystrzelonych z obwodu kurskiego i Primorsko-Achtarska), z czego ok. 40% zostało zniszczonych przez mobilne grupy ogniowe; 66 dronów zostało zestrzelonych w okolicach Kijowa. Nalot trwał ok. sześciu godzin. Oprócz stolicy ataki odnotowano także w obwodach sumskim, dniepropetrowskim, zaporoskim, mikołajowskim i kirowohradzkim. Mer Witalij Kłyczko poinformował, że co najmniej pięć osób zostało rannych, w tym 11-letnia dziewczynka. Szczątki zestrzelonych dronów spadły w pięciu dzielnicach miasta, uszkadzając domy i inne budynki. W rejonie sołomiańskim spadające szczątki spowodowały pożar przedszkola, a okna sąsiednich domów zostały uszkodzone. W rejonach sołomyjskim, peczerskim i podilskim fragmenty dronów spadły na otwarty teren. W wyniku uszkodzenia sieci energetycznych 77 budynków mieszkalnych i 120 instytucji w centralnej części miasta zostało pozbawionych prądu. Po raz pierwszy Rosja użyła dronów Shahed pomalowanych na czarno, aby utrudnić pracę obrony przeciwlotniczej. Prezydent Zełenski i jego żona Elena wzięli udział w Kijowie w obchodach 90. rocznicy Wielkiego Głodu na Ukrainie i opisali atak dronów przeprowadzony przez armię rosyjską w rocznicę jako celowy atak terrorystyczny.
Gubernator Ołeksandra Prokudin poinformował, że w ciągu ostatniej doby armia rosyjska ostrzelała obwód chersoński 100 razy, wystrzeliwując ponad 520 pocisków (w tym 40 na Chersoń) z artylerii, moździerzy, Gradów, czołgów, dronów i lotnictwa, w tym dwie rakiety. W atakach zginęła jedna osoba, a trzy kolejne zostały ranne.
Według ISW Rosjanie użyli w masowym ataku na Kijów nowego typu dronów, które były koloru czarnego i zawierały materiał pochłaniający sygnał radarów, co sprawiało, że były trudne do wykrycia; rosyjscy blogerzy wojenni twierdzili, że podczas ataku po raz pierwszy użyto dronów o nazwie „czarny Gierań” lub „Fierań”. Siły ukraińskie i rosyjskie w dalszym ciągu zmagały się z wyzwaniami, jakie na froncie stanowiły systemy walki elektronicznej. Wojska rosyjskie przeprowadziły ataki wzdłuż linii Kupiańsk–Swatowe–Kreminna, w pobliżu Bachmutu i Awdijiwki, na zachód i południowy zachód od Doniecka, na granicy obwodu donieckiego i zaporoskiego oraz w zachodnim obwodzie zaporoskim, posuwając się naprzód na niektórych obszarach. Brytyjskie MON poinformowało, że Rosja przeniosła systemy przeciwlotnicze z obwodu królewieckiego na Ukrainę. Nastąpiło to po wzroście strat systemów przeciwlotniczych SA-21 na okupowanej części Ukrainy pod koniec października tego roku. Zdaniem Ministerstwa Rosja postrzega obwód królewiecki jako jeden ze swoich najbardziej wrażliwych strategicznie regionów, więc „fakt, że rosyjskie ministerstwo obrony wydaje się być skłonne zaakceptować dodatkowe ryzyko w tym miejscu, podkreśla obciążenie, jakie wojna wywołała w przypadku niektórych kluczowych, nowoczesnych zdolności Rosji”.
Unia Europejska zobowiązała się przeznaczyć 50 mln euro na naprawę ukraińskiej infrastruktury portowej zniszczonej w wyniku rosyjskich ataków. Azerbejdżan dostarczył na Ukrainę maszynę do rozminowywania Revival P. Prezydent Szwajcarii Alain Berset odwiedził stolicę Ukrainy i spotkał się z prezydentem Zełenskim, aby omówić m.in. wykorzystanie zamrożonych rosyjskich aktywów w celu wsparcia Ukrainy i Szwajcarii we wdrażaniu planu pokojowego zaproponowanego przez Zełenskiego.

### 26 listopada
Według ISW wojska rosyjskie poczyniły potwierdzone postępy na północny zachód i południowy wschód od Awdijiwki, posuwając się nieznacznie w rejonie Krasnohoriwki i we wschodniej części strefy przemysłowej na południowo-wschodnich przedmieściach miasta. Blogerzy wojenni twierdzili, że Rosjanie zajęli „całą strefę przemysłową koło stacji kolejowej Jasynuwata-2” oraz zdobyli pozycje niedaleko linii kolejowej, przylegającej do kombinatu koksochemicznego w Awdijiwce. Z kolei inny bloger stwierdził, że Ukraińcy odparli wszystkie ataki rosyjskie na kombinat, jak również w rejonie Stepowego oraz ocenił, że „rosyjskie postępy w zeszłym tygodniu nie zagrażały bezpośrednio siłom ukraińskim i ogółem nie wpływały na próby zajęcia Awdijiwki przez Rosjan, ale są po prostu wydłużeniem linii frontu”. Tymczasem wojska rosyjskie przeprowadziły ataki wzdłuż linii Kupiańsk–Swatowe–Kreminna, w pobliżu Bachmutu i Awdijiwki, na zachód i południowy zachód od Doniecka, na granicy obwodu donieckiego i zaporoskiego oraz w zachodnim obwodzie zaporoskim, posuwając się naprzód na niektórych obszarach. Ponadto siły rosyjskie skarżyły się na słabość rosyjskich linii komunikacyjnych na wschodnim brzegu obwodu chersońskiego.
Ukraiński Sztab podał, że kontynuowano ofensywę w kierunku Melitopola i utrzymywanie zajętych pozycji na lewym brzegu Dniepru. FR atakowała w kierunkach Kupiańska, Łymanu, Bachmutu, Awdijiwki, Marjinki i Zaporoża, gdzie odparto do 63 ataków. W kierunku kupiańskim, łymańskim i bachmuckim Ukraińcy odparli siedem ataków w rejonie Sinkiwki i Nowoseliwskiego, ataki w rejonie Lasu Serebriańskiego oraz 10 ataków w pobliżu Bohdaniwki, Kliszczijiwki i Andrijiwki; siły ukraińskie kontynuowały także ataki na południe od Bachmutu. W kierunku awdijiwskim i marjińskim Rosjanie kontynuowali próby otoczenia Awdijiwki, jednak wojska ukraińskie utrzymywały obronę, odpierając 30 ataków w okolicy Nowokałynowego, Siewiernego, Stepowego, Awdijiwki i Perwomajskiego. Odparto także siedem ataków w rejonie Marjinki i Nowomychailiwki. W kierunku zaporoskim wojska rosyjskie przeprowadziły nieudane ataki na zachód od Werbowego. W ciągu 24h Rosja przeprowadziła jeden atak rakietowy, 34 naloty i 51 ostrzałów na pozycje ukraińskie i obszary zaludnione (odnotowano rannych wśród cywilów oraz zniszczoną infrastrukturę). Lotnictwo Ukrainy dokonało trzech nalotów na miejsca koncentracji, a artyleria ostrzelała dwa obszary koncentracji i skład amunicji. Według doniesień w okolicach Kupiańska po raz pierwszy widziano, dostarczony przez Stany Zjednoczone, czołg M1A1 Abrams.
W godzinach nocnych Rosja wystrzeliła na Ukrainę z kierunku południowo-wschodniego (Primorsko-Achtarska) dziewięć dronów Shahed 136/131, z czego osiem zostało zniszczonych przez ukraińską obronę przeciwlotniczą. Ukraińska Federacja Szachowa ogłosiła, że jej wiceprezes, 39-letni Artem Sachuk (ochotnik, mieszkaniec Żytomierza), zginął w akcji na linii frontu.
Ministerstwo Obrony Rosji oświadczyło, że w ciągu dobry zestrzelono co najmniej 24 ukraińskie drony nad obwodami moskiewskim, tulskim, kałuskim, smoleńskim i briańskim. Ukraińskie źródła wojskowe podały, że do ataku na rosyjskie cele wojskowe użyto ok. 35 dronów, w odpowiedzi na rosyjski zmasowany atak dronów na Ukrainę dzień wcześniej. Jeden cywil został ranny w Tule, gdy przechwycony dron uderzył w budynek mieszkalny. Wstrzymano loty z głównych moskiewskich lotnisk: Domodiedowo i Wnukowo. Szef DRL Dienis Puszylin powiedział, że ukraiński nalot spowodował uszkodzenie systemu energetycznego, odcinając prąd i ciepło w okupowanym Doniecku. Później Ministerstwo Obrony Rosji poinformowało, że ok. 11:00 czasu moskiewskiego obrona powietrzna zniszczyła w powietrzu nad Morzem Azowskim dwie rakiety przeciwlotnicze S-200.
Brytyjskie Ministerstwo Obrony podało, że w ostatnich sześciu tygodniach strona rosyjska odnotowała jedne z najwyższych wskaźników ofiar od początku wojny, co było w dużej mierze spowodowane rosyjską ofensywą na Awdijiwkę. MON, powołując się na dane SG Ukrainy, podał, że w listopadzie liczba rosyjskich ofiar wynosiła średnio 931 osób dziennie.
Minister obrony Jana Černochová poinformowała, że w magazynach czeskiej armii pozostaje niewiele uzbrojenia, które mogłoby zostać przekazane Ukrainie. Dodała jednak, że czeski przemysł obronny ma możliwości produkcyjne, aby wspierać Kijów, z czego korzystali zagraniczni partnerzy.
W związku z nadejściem zimy na Ukrainie prezydent Zełenski zwrócił uwagę społeczeństwa na szczególnie trudną sytuację żołnierzy na froncie. Gwałtowna burza śnieżna nawiedziła całe wybrzeże Morza Czarnego i w wielu miejscach spowodowała poważne problemy.

### 27 listopada
Rzecznik 26. Brygady Artylerii Ołeh Kałasznikow poinformował, że Rosjanie kontratakowali w rejonie Bachmutu, gdzie „najbardziej aktywni są w okolicach wsi Wierchiwka i Bohdaniwka”. Stwierdził, że pod Kliszczijiwką i Andrijiwką „trwały ciężkie walki. Wróg próbował coraz bardziej zbliżać się do zaludnionych obszarów. Kontrataki Rosjan były bezskuteczne”, a sytuacja była dość dynamiczna, gdyż niektóre pozycje przechodziły z rąk do rąk. Według brytyjskiego MON Ukraina zaciekle broniła Awdijiwki. W ostatnich dniach Rosjanie poczynili niewielkie postępy w ramach prowadzonego od północy ataku oskrzydlającego, którego celem było otoczenie miasta. Od początku października 2023 roku siły rosyjskie przesunęły linię frontu na tym obszarze do 2 km, tracąc przy tym tysiące żołnierzy. Operacja stopniowo zbliżała Rosjan do zakładów koksochemicznych, gdzie Ukraińcy utrzymywali jedną z głównych pozycji obronnych. Ponadto Ukraina nadal kontrolowała korytarz o szerokości ok. 7 km, przez który zaopatruje miasto.
SG Ukrainy podał, że kontynuowano ofensywę w kierunku Melitopola i utrzymywanie zajętych pozycji na lewym brzegu Dniepru. Armia rosyjska atakowała w kierunkach Kupiańska, Łymanu, Bachmutu, Awdijiwki, Marjinki i Zaporoża, gdzie odparto do 84 ataków. W kierunku kupiańskim, łymańskim i bachmuckim Ukraińcy odparli trzy ataki w rejonie Sinkiwki i Petropawliwki, 12 ataków w rejonie Lasu Serebriańskiego, Terny, Jampoliwki i Torśkiego oraz 10 ataków w pobliżu Bohdaniwki, Iwaniwskiego, Kliszczijiwki i Andrijiwki; siły ukraińskie kontynuowały także ataki na południe od Bachmutu. W kierunku awdijiwskim i marjińskim siły rosyjskie kontynuowały próby otoczenia Awdijiwki, jednak wojska ukraińskie utrzymywały obronę, odpierając 23 ataki w okolicy Nowobachmutiwki, Berdyczowa, Awdijiwki, Opytnego, Siewiernego i Tonenke. Odparto także 9 ataków w rejonie Marjinki i Nowomychailiwki. W kierunku zaporoskim wojska rosyjskie trzykrotnie próbowały odzyskać pozycje w okolicach Robotyne i Nowoprokopiwki. W ciągu doby Rosja przeprowadziła jeden atak rakietowy, osiem nalotów i 20 ostrzałów na pozycje ukraińskie i obszary zaludnione (odnotowano rannych wśród cywilów oraz zniszczoną infrastrukturę). Artyleria ukraińska ostrzelała stanowisko dowodzenia i trzy miejsca koncentracji.
Według władz lokalnych w ciągu ostatniej doby Rosjanie przeprowadzili ataki na dziewięć obwodów Ukrainy, raniąc co najmniej dwie osoby. Administracja Wojskowa obwodu donieckiego podała, że jedna osoba została ranna w wyniku rosyjskich ataków w Torećku. Z kolei gubernator Ołeksandr Prokudin powiedział, że siły rosyjskie przeprowadziły 56 ataków na obwód chersoński, w wyniku których jedna osoba została ranna. Gubernator Serhij Łysak poinformował, że rosyjskie wojsko sześciokrotnie ostrzelało Nikopol i rejon Margańca, w wyniku czego ranna została 51-letnia kobieta. Podczas ataku zostały zniszczono lub uszkodzono siedem budynków mieszkalnych, 14 domów, 13 budynków gospodarczych, budynek administracyjny, liceum, obiekt sakralny, klub sportowy, samochody, linie energetyczne i gazociąg. Według doniesień ok. 20:40 w okupowanym Doniecku doszło do eksplozji. Świadkowie donosili, że po głośnych wybuchach na niebie pojawiła się poświata.
Wywiad ukraiński poinformował, że w godzinach nocnych Zakłady Lotnicze w Smoleńsku zostały zaatakowane przez dwa ukraińskie drony. Jeden z nich spadł na dach jednego z warsztatów i eksplodował. Z kolei Ministerstwo Obrony Rosji stwierdziło, że ok. 23:00 przechwycono ukraiński dron nad obwodem smoleńskim. Mer Iwan Fedorow stwierdził, że ukraińscy partyzanci zabili nieokreśloną liczbę prorosyjskich bojowników czeczeńskich (Kadyrowców) niedaleko Myrne pod Melitopolem przy użyciu bomby samochodowej.
W opinii ISW sztormowa pogoda na południu Ukrainy wpłynęła na tempo walk na linii frontu, jednak wojska rosyjskie i ukraińskie kontynuowały ataki lądowe, „choć w nieco wolniejszym tempie, z powodu śniegu i słabej widoczności”. Rosyjscy blogerzy wojenni twierdzili, że wiatry i opady śniegu zmniejszyły widoczność i utrudniły rozpoznanie lotnicze na kierunku chersońskim, a Ukraińcy wykorzystali te warunki, aby skonsolidować pozycje na lewym brzegu Dniepru. Rzecznik Ołeksandr Sztupun stwierdził, że Rosjanie zmniejszyli ataki artyleryjskie o ok. 1,5 raza, a użycie dronów aż sześciokrotnie na froncie od Awdijiwki do zachodniego obwodu zaporoskiego. Tymczasem wojska rosyjskie przeprowadziły ataki wzdłuż linii Kupiańsk–Swatowe–Kreminna, w pobliżu Bachmutu i Awdijiwki, na granicy obwodu donieckiego i zaporoskiego oraz w zachodnim obwodzie zaporoskim, jednak nie zrobiły potwierdzonych postępów. Ponadto ukraińscy partyzanci w dalszym ciągu atakowali rosyjskie zasoby i władze okupacyjne na całej okupowanej Ukrainie.
W 2024 roku, po raz pierwszy od czasów radzieckich, władze rosyjskie zamierzają przeznaczyć prawie ⅓ wszystkich wydatków na armię i kompleks wojskowo-przemysłowy. Rosja wyda w ciągu roku w ramach artykułu „obrona narodowa” 10,775 bln rubli (121,5 mld dolarów), czyli o 70% więcej niż w 2023 roku (6,8 bln rubli), 2,3 razy więcej niż w 2022 roku (4,7 bln dolarów) i trzykrotnie więcej niż wynosił przedwojenny poziom z 2021 roku (3,5 bln rubli). Udział wydatków wojskowych w budżecie wyniesie 29,5%.

### 28 listopada

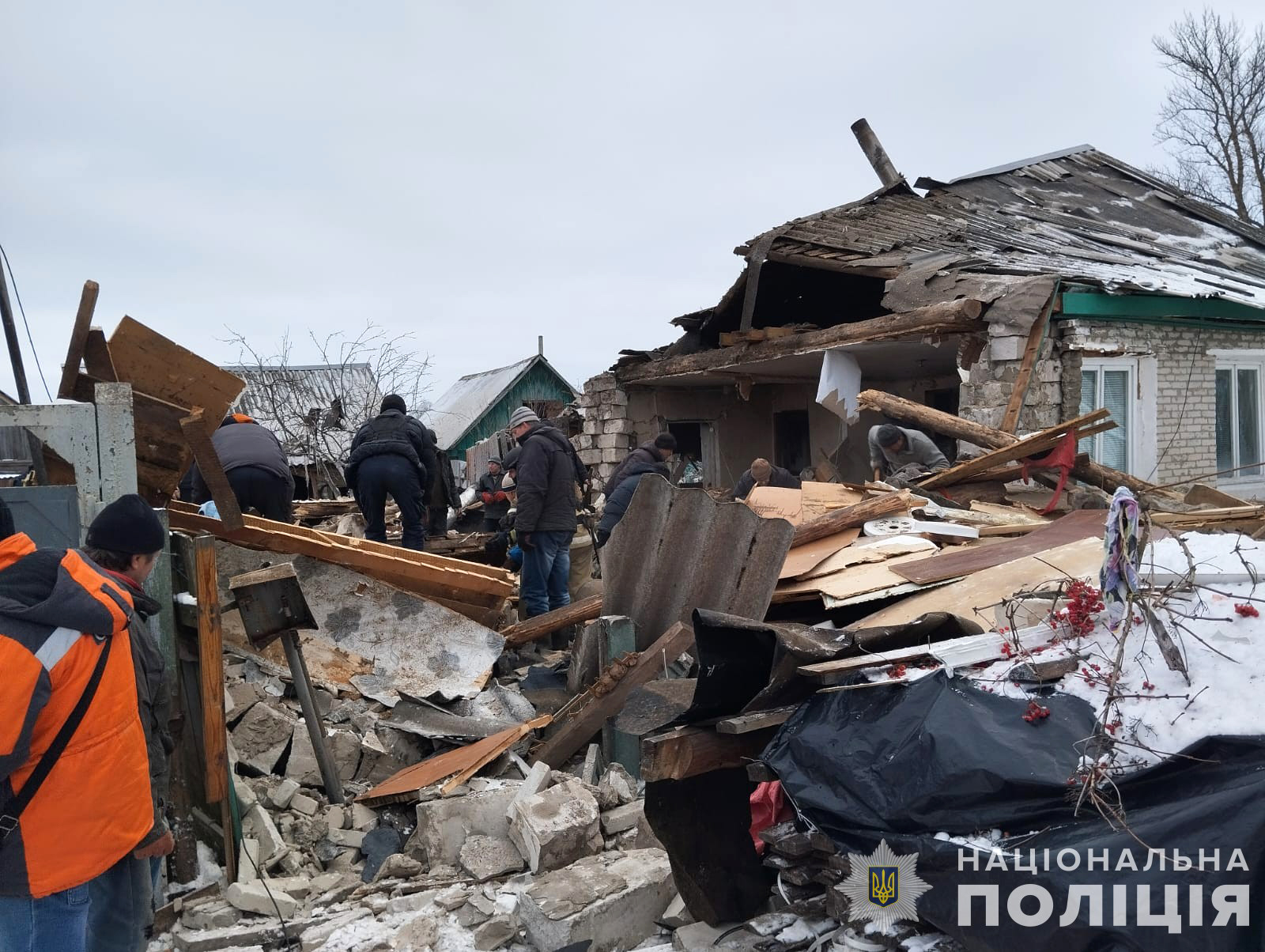
Dom w mieście Seredyna-Buda po rosyjskim ostrzale; trzy osoby zginęły i trzy zostały ranne.

Według ISW Ukraińcy utrzymywali pozycje na lewym brzegu Dniepru w obwodzie chersońskim, a Rosjanie kontynuowali ataki pod Awdijiwką, gdzie „poczynili potwierdzone postępy”. Według doniesień siły ukraińskie atakowały na lewym brzegu Dniepru koło miejscowości Pojma i w lasach koło Krynek. W zachodnim obwodzie zaporoskim Ukraińcy poczynili pewne postępy; ukraiński bloger wojenny Kostiantyn Maszowec podał, że oddziały ukraińskie odniosły sukcesy na zachód od Robotynego, w kierunku miejscowości Kopani. Z kolei Rosjanie kontynuowali ataki i nieznacznie posunęli się naprzód w strefie przemysłowej na południowy wschód od Awdijiwki. Rosyjscy blogerzy wojenni twierdzili, że siły rosyjskie przesunęły się 1,5 km na wschód od kombinatu koksochemicznego. Tymczasem wojska rosyjskie przeprowadziły ataki wzdłuż linii Kupiańsk–Swatowe–Kreminna, w pobliżu Bachmutu i Awdijiwki, na granicy obwodu donieckiego i zaporoskiego oraz w zachodnim obwodzie zaporoskim, robiąc postępy w okolicy Kupiańska i Awdijiwki.
Sztab Ukrainy podał, że kontynuowano ofensywę w kierunku Melitopola i utrzymywanie zajętych pozycji na lewym brzegu Dniepru. FR atakowała w kierunkach Kupiańska, Łymanu, Bachmutu, Awdijiwki, Marjinki, Szachtarska i Zaporoża, gdzie doszło do 87 starć. W kierunku kupiańskim, łymańskim i bachmuckim Ukraińcy odparli pięć ataków w rejonie Sinkiwki i Petropawliwki, cztery ataki w rejonie Terny oraz 16 ataków w pobliżu Bohdaniwki, Kliszczijiwki i Andrijiwki; siły ukraińskie kontynuowały także ataki na południe od Bachmutu. W kierunku awdijiwskim i marjińskim siły rosyjskie kontynuowały próby otoczenia Awdijiwki, jednak wojska ukraińskie utrzymywały obronę, odpierając 27 ataków w okolicy Nowokałynowego, Stepowego, Awdijiwki, Tonenkego i Perwomajskiego. Odparto także 17 ataków w rejonie Krasnohoriwki, Marjinki i Nowomychailiwki. W kierunku szachtarskim i zaporoskim wojska rosyjskie przeprowadziły co najmniej 9 nieudanych ataków w pobliżu Staromajorśkiego, Wodianego, Werbowego i Robotynego. W ciągu dnia Rosja przeprowadziła 14 ataków rakietowych, 80 nalotów i 68 ostrzałów na pozycje ukraińskie i obszary zaludnione (odnotowano ofiary wśród cywilów oraz zniszczoną infrastrukturę). Ukraińskie lotnictwo dokonało 13 nalotów na miejsca koncentracji i trzech na przeciwlotnicze kompleksy rakietowe, z kolei artyleria zniszczyła stanowisko dowodzenia, pięć systemów przeciwlotniczych, 9 jednostek artylerii, skład amunicji i stację walki radioelektronicznej.
Według władz lokalnych w ciągu ostatniej doby siły rosyjskie przeprowadziły ataki na 10 obwodów Ukrainy, zabijając jedną osobę i raniąc co najmniej dwie inne. Prokuratura Generalna Ukrainy poinformowała, że ok. 12:30 czasu lokalnego Rosja ostrzelała obszary zaludnione w Seredynie-Budzie w obwodzie sumskim, w wyniku czego zginęły trzy osoby, w tym 7-letnie dziecko, a trzy kolejne zostały ranne. Gubernator Serhij Łysak stwierdził, że nad ranem w wyniku rosyjskiego ataku artyleryjskiego na 5-piętrowy budynek w Nikopolu zginął 63-letni mężczyzna, a dwie kobiety w wieku 65 i 63 lat zostały ranne. Z kolei gubernator Jurij Małaszko poinformowało, że o 8:51 siły rosyjskie przeprowadziły atak rakietowy na teren przedsiębiorstwa w jednym z rejonów obwodu zaporoskiego; jedna osoba została lekko ranna. Fala uderzeniowa uszkodziła jeden ze sklepów w pobliżu miejsca uderzenia. Prokuratura obwodu donieckiego podała, że Rosja przeprowadziła nalot na Torećk, raniąc co najmniej czterech cywilów.
Według OSW warunki pogodowe wpłynęły na obniżenie aktywności walczących stron. 24 listopada we wschodniej i południowej Ukrainie nastąpiła odwilż, w wyniku której pola i nieutwardzone drogi zmieniły się w błoto. W następnych dniach wróciły mrozy, w wielu miejscach doszło do zamieci śnieżnych, a na morzu wystąpił sztorm. Na całym froncie walki prowadzone były przeważnie przez małe oddziały piechoty przy niewielkim wsparciu artylerii i broni pancernej. Śnieg i wiatr znacznie ograniczyły użycie przez obie strony dronów obserwacyjnych i szturmowych. Głównym ośrodkiem walk była Awdijiwka, gdzie Rosjanie kontynuowali operację mającą na celu okrążenie ukraińskiego zgrupowania. Siły rosyjskie odniosły niewielkie sukcesy taktyczne na wschodnim skrzydle pozycji ukraińskiej, a także w okolicach Siewernego.
Brytyjskie Ministerstwo Obrony podało, że w listopadzie rosyjskie lotnictwo zaczęło częściej wykorzystywać 500 kg bomby kasetowe RBK-500, które zostały użyte na osi Wuhłedaru i w pobliżu Awdijiwki. W zależności od wariantu, każda bomba RBK-500 wyrzuca 100–350 szt. subamunicji, natomiast każda jednostka subamunicji zazwyczaj detonuje setkami odłamków o dużej prędkości, lub pojedynczym, większym ładunkiem przeciwpancernym. Rosja prawdopodobnie zintegrowała z RBK-500 kierowany zestaw szybujący UMPK, który pozwala samolotom uwolnić amunicję wiele kilometrów od celu.
Wiele ukraińskich mediów podało, że Marianna Budanowa, żona szefa wywiadu wojskowego Kyryło Budanowa, trafiła do szpitala z powodu zatrucia metalami ciężkimi i przeszła pierwszy etap leczenia. Według doniesień prawdopodobnie nieokreślona osoba zatruła żywność i wielu członków Generalnej Służby Wywiadowczej również zostało otrutych. Później rzecznik wywiadu Andrij Jusow potwierdził, że Marianna została otruta metalami ciężkimi i była poddawana leczeniu.
Prezydent Władimir Putin w przemówieniu nalegał, aby Rosjanki miały „siedmioro, ośmioro, a nawet więcej dzieci” po tym, jak podczas wojny z Ukrainą zginęło wielu Rosjan, co pogłębiło kryzys demograficzny w kraju, spowodowany m.in. spadającym przyrostem naturalnym i ucieczką obywateli rosyjskich w celu uniknięcia mobilizacji.

### 29 listopada
W opinii ISW siły ukraińskie kontynuowały ataki naziemne na lewym brzegu Dniepru w obwodzie chersońskim i posunęły się naprzód. Rosyjscy blogerzy wojenni twierdzili, że Ukraińcy zrobili postępy w rejonie Krynek i okopali się w pobliskim masywie leśnym; w pobliżu miejscowości trwały aktywne walki, a pozycje ukraińskie były atakowane przez rosyjskie lotnictwo i artylerię. Według rosyjskich blogerów wojska ukraińskie przerzucały nowe grupy szturmowe na lewy brzeg Dniepru, a w pobliżu Krynek znajdowało się do 400 żołnierzy. Tymczasem wojska rosyjskie przeprowadziły ataki wzdłuż linii Kupiańsk–Swatowe–Kreminna, w pobliżu Bachmutu i Awdijiwki, na granicy obwodu donieckiego i zaporoskiego oraz w zachodnim obwodzie zaporoskim, jednak nie dokonały żadnych potwierdzonych postępów.
SG Ukrainy poinformował, że kontynuowano ofensywę w kierunku Melitopola i utrzymywanie zajętych pozycji na lewym brzegu Dniepru. Armia rosyjska atakowała w kierunkach Kupiańska, Łymanu, Bachmutu, Awdijiwki, Marjinki, Szachtarska i Zaporoża, gdzie doszło do 101 starć. W kierunku kupiańskim, łymańskim i bachmuckim Ukraińcy odparli siedem ataków w rejonie Sinkiwki, Petropawliwki i Stelmachiwki, 24 ataki w rejonie Lasu Serebriańskiego, Terny, Jampoliwki i Torśkego oraz cztery ataki w pobliżu Iwaniwskiego i Andrijiwki; siły ukraińskie kontynuowały także ataki na południe od Bachmutu. W kierunku awdijiwskim i marjińskim siły rosyjskie kontynuowały próby otoczenia Awdijiwki, jednak wojska ukraińskie utrzymywały obronę, odpierając 22 ataki w okolicy Stepowego, Nowokałynowego, Nowobachmutiwki, Awdijiwki, Tonenkego, Siewiernego i Perwomajskiego. Odparto także 11 ataków w rejonie Krasnohoriwki, Marjinki i Nowomychailiwki. W kierunku szachtarskim i zaporoskim wojska rosyjskie przeprowadziły co najmniej 12 nieudanych ataków w pobliżu Preczystiwki i Werbowego oraz pięć razy próbowały odzyskać pozycje w rejonie Robotyne. W ciągu 24h FR przeprowadziła 11 ataków rakietowych, 28 nalotów i 43 ostrzały na pozycje ukraińskie i obszary zaludnione (odnotowano rannych wśród cywilów oraz zniszczoną infrastrukturę). Ukraińskie lotnictwo dokonało dwóch nalotów na miejsca koncentracji i dwóch na przeciwlotnicze systemy rakietowe; artyleria ostrzelała trzy punkty kontrolne, dwa magazyny amunicji i dwa obszary koncentracji.
Rzecznik Jurij Ihnat powiedział, że w nocy Rosjanie przeprowadzili atak na Ukrainę, używając 21 dronów Shahed 136/131 i trzech kierowanych rakiet Ch-59, wystrzelonych z Primorsko-Achtarska i obwodu chersońskiego. Wszystkie drony i dwa z trzech pocisków zostały zniszczone przez ukraińską obronę przeciwlotniczą; „wrogie drony szturmowe zostały zniszczone w obwodzie odeskim, dniepropietrowskim, kijowskim, chersońskim, zaporoskim i chmielnickim. Zniszczono także dwie kierowane rakiety powietrzne w obwodzie mikołajowskim. Trzecia nie osiągnęła zamierzonego celu”. Celem ataku dronów było lotnisko Starokonstantynów w obwodzie chmielnickim. W wyniku ataku zniszczone zostało przedsiębiorstwo rolnicze w obwodzie chmielnickim. Według administracji wojskowej obwodu sumskiego w ciągu jednej nocy wojska rosyjskie trzykrotnie ostrzelały region Sum, co doprowadziło do dziewięciu eksplozji w trzech hromadach. W okupowanej części obwodu chersońskiego, we wsi Juwilejene, dzięki informacjom przekazanym przez partyzantów i lokalnych mieszkańców, przeprowadzono atak rakietowy na budynek policji, w którym odbywało się spotkanie rosyjskich urzędników. Według doniesień zginęło czterech urzędników wysokiego szczebla, a kolejnych 17 osób zostało rannych. 
Rosyjskie Ministerstwo Obrony stwierdziło, że ukraiński dron został zestrzelony nad obwodem obwodem biełgorodzkim. Lokalne kanały na Telegramie podały również, że ok. 18:00 grupa dronów zaatakowała magazyn dronów Shahed w rosyjskim Briańsku. Według doniesień mieszkańcy miasta słyszeli eksplozje w rejonie lokalnego centrum telewizyjnego. Według mera Moskwy Siergieja Sobianina w obwodzie moskiewskim zniszczono drona. Wiele rosyjskich mediów podało, że generał major Władimir Zawadski, zastępca dowódcy 14 Korpusu Armijnego, został zabity przez minę lądową w pobliżu Iziumu w obwodzie charkowskim.
Rosyjskie Ministerstwo Obrony stwierdziło, że siły rosyjskie zajęły Chromowe, wieś położoną na zachodnich obrzeżach Bachmutu. Ukraina nie skomentowała tych doniesień, a Reuters nie mógł niezależnie zweryfikować tych twierdzeń. Rosyjska Flota Czarnomorska opublikowała nagranie przedstawiające wystrzelenie przez fregatę czterech rakiet manewrujących Kalibr. Źródła rosyjskie podały, że rakiety uderzyły we „wrogą (ukraińską) infrastrukturę wojskową”.
Brytyjskie MON podało, że rosyjskie siły powietrznodesantowe prawdopodobnie zaczęły rozmieszczać na Ukrainie nowo sformowaną 104 Gwardyjską Dywizję Powietrznodesantową, która przypuszczalnie gromadzona była w obwodzie chersońskim. Według Ministerstwa „dywizja będzie prawdopodobnie słabo wyszkolona i raczej nie spełni dawnych elitarnych standardów WDW. Prawdopodobnie będzie pod ścisłą kontrolą rosyjskiego dowódcy odpowiedzialnego za Chersoń, generała pułkownika Michaiła Teplinskiego”.
Ukraińskie Centrum Narodowego Sprzeciwu poinformowało, że "Rosjanie zwieźli na tereny okupowane Ukrainy ponad 100 tys. migrantów z Azji, próbując w ten sposób zmienić strukturę etniczną ludności". Lokalni mieszkańcy odczuwali destrukcyjne skutki przymusowych przesiedleń, ponieważ masowy napływ migrantów spowodował wzrost przestępczości na okupowanych obszarach. Prezydent Wołodymyr Zełenski odwiedził obwód odeski, gdzie m.in. rozmawiał z dowódcami o systemie obrony i korytarzu zbożowym na Morzu Czarnym. Ponadto odwiedził Regionalne Centrum Pomocy Przesiedleńcom w Odessie.
Ukraińskie media podały, że cyberspecjaliści z SBU wraz z ukraińską grupą hakerską Blackjack włamali się na stronę internetową rosyjskiego Ministerstwa Pracy i uzyskali dostęp do danych o rozmiarze 100 TB, które zawierały wrażliwe informacje dotyczące inwazji na Ukrainę. Poinformowano również, że ukraiński wywiad wojskowy zaaranżował włamanie do kanałów telewizyjnych na Krymie w celu wyemitowania wieczornego przemówienia prezydenta Zełenskiego.

### 30 listopada
Zbliżony do armii rosyjskiej kanał „WarGonzo” na Telegramie stwierdził, że wojska ukraińskie, które zajęły pozycje na zalesionym terenie położonym na południowy zachód od Krynek, były pod ciężkim ostrzałem rosyjskiego lotnictwa i artylerii.
Sztab Ukrainy oświadczył, że kontynuowano ofensywę w kierunku Melitopola i utrzymywanie zajętych pozycji na lewym brzegu Dniepru. Siły rosyjskie atakowały w kierunkach Kupiańska, Łymanu, Bachmutu, Awdijiwki, Marjinki i Zaporoża, gdzie doszło do 82 starć. W kierunku kupiańskim, łymańskim i bachmuckim Ukraińcy odparli siedem ataków w rejonie Sinkiwki, Petropawliwki i Stelmachiwki, sześć ataków w rejonie Lasu Serebriańskiego i Torśkego oraz 24 ataki w pobliżu Bohdaniwki, Andrijiwki i Kliszczijiwki; siły ukraińskie kontynuowały także ataki na południe od Bachmutu. W kierunku awdijiwskim i marjińskim siły rosyjskie kontynuowały próby otoczenia Awdijiwki, jednak wojska ukraińskie utrzymywały obronę, odpierając 20 ataki w okolicy Stepowego, Nowokałynowego, Awdijiwki, Tonenkego, Siewiernego i Perwomajskiego. Odparto także 10 ataków w rejonie Marjinki i Nowomychailiwki. W kierunku zaporoskim wojska rosyjskie przeprowadziły 15 nieudanych ataków w pobliżu Robotynego i Werbowego. W ciągu doby Rosja przeprowadziła jeden atak rakietowy, 28 nalotów i 80 ostrzałów na pozycje ukraińskie i obszary zaludnione (odnotowano rannych wśród cywilów oraz zniszczoną infrastrukturę). Ukraińskie lotnictwo dokonało 10 nalotów na miejsca koncentracji i jednego na przeciwlotnicze systemy rakietowe, z kolei artyleria ostrzelała sześć obszarów koncentracji, sześć systemów przeciwlotniczych, dwa składy amunicji, stację radarową i dwie stacje walki radioelektronicznej.
W godzinach nocnych siły rosyjskie zaatakowały Ukrainę za pomocą 20 dronów Shahed 136/131, wystrzelonych z Krymu i Primorsko-Achtarska. Ukraińska obrona przeciwlotnicza zestrzeliła 14 z 20 dronów; sześć dronów zaatakowało rejon Odessy, w tym pięć zostało zniszczonych, a jeden uderzył w budynek. Rosjanie wystrzelili także osiem rakiet S-300, kierując sześć z nich w kierunku Nowohrodiwki, Pokrowska i Myrnohrad w obwodzie donieckim. Szef MSW Ihor Kłymenko powiedział, że w ataku rakietowym 10 osób zostało rannych, w tym czworo dzieci, z kolei p.o. gubernatora Ihor Moroz stwierdził, że w wyniku ataku na Nowohrodiwkę zginęły cztery osoby, a pięć zostało rannych. Władze regionalne podały, że Rosjanie zaatakowali wiele osiedli w obwodach chersońskim i donieckim, zabijając trzy osoby i raniąc 12 kolejnych. O północy armia rosyjska zaatakowała wieś Darjiwka, w wyniku czego zapaliło się przedszkole i szpital, a cztery osoby zostały ranne.
Według ISW wojska rosyjskie przeprowadziły ataki wzdłuż linii Kupiańsk–Swatowe–Kreminna, w pobliżu Bachmutu i Awdijiwki, na granicy obwodu donieckiego i zaporoskiego oraz w zachodnim obwodzie zaporoskim, jednak nie dokonały żadnych potwierdzonych postępów. Ukraiński obserwator wojskowy stwierdził, że plan władz rosyjskich dotyczący sformowania w ciągu ok. czterech miesięcy dwóch batalionów czołgów przy użyciu sprzętu z dwóch długoterminowych magazynów broni i sprzętu wskazywał na brak gotowej do walki broni i sprzętu wojskowego. Ponadto rosyjskie władze okupacyjne kontynuowały wysiłki na rzecz militaryzacji ukraińskiej młodzieży na zajętych terenach.
Ukraińskie media podały, że Służba Bezpieczeństwa Ukrainy stała za serią nocnych eksplozji w tunelu Północnomujskim (niemal 5 tys. km od Ukrainy) na głównej linii Bajkał–Amur w dalekowschodniej Buriacji, których celem był pociąg towarowy. Ukraińska prawda podała, że „podczas jazdy pociągu towarowego wybuchły cztery ładunki wybuchowe”. SBU oficjalnie nie przyznała się do eksplozji, natomiast ukraiński wywiad wojskowy przyznał się do odpowiedzialności za serię ataków dywersyjnych na infrastrukturę kolejową w obwodzie moskiewskim.